# Église Saint-Martin de Noël-Saint-Martin
Pour les articles homonymes, voir Église Saint-Martin.
L'église Saint-Martin est une église catholique paroissiale située au hameau de Noël-Saint-Martin, à Villeneuve-sur-Verberie, dans l'Oise, en France. Elle fait partie de la dotation initiale du  prieuré Saint-Martin-des-Champs de Paris en 1096, puis est transmise à sa filiale, le prieuré de Saint-Nicolas-d'Acy, dix ans plus tard. L'église est toutefois de fondation beaucoup plus ancienne, car sa nef est datable de la seconde moitié du XIe siècle, et son clocher du dernier quart du même siècle. La nef, qui était initialement dépourvue de bas-côtés et n'a jamais été voûtée, est la seule sur la rive gauche de l'Oise qui présente un petit appareil régulier en silex, comme fréquemment dans le Beauvaisis. Le clocher, dont l'étage supérieur s'est effondré vers 1660/62, semble copié sur son proche voisin de Rhuis. En tant qu'église de l'une des paroisses les plus petites de l'ancien diocèse de Soissons, qui n'est plus qu'un hameau depuis 1825, l'édifice est de très modestes dimensions. Avec son chœur roman tardif des années 1120/1135, elle possède toutefois une pièce d'architecture remarquable, tant pour ses deux voûtes d'ogives archaïques, qui comptent parmi les plus anciennes du département, et l'une des premières apparitions des arcs formerets, que pour la qualité exceptionnelle de sa sculpture. Ce sont, à l'extérieur, des frises et des corniches extrêmement fouillées, et à l'intérieur, des chapiteaux de feuilles d'acanthe d'un niveau qui n'est ordinairement atteint que dans les cathédrales. Une vingtaine d'années après sa construction, la première travée du chœur est transformée en croisée du transept par l'adjonction d'un croisillon au nord, qui est d'un style gothique primitif sobre mais recherché. Il communiquait à l'ouest avec un bas-côté, contemporain ou plus récent, dont l'on sait seulement que son voûtement d'ogives fut entamé après coup, et qui a disparu depuis une époque indéterminée. Bien que des grandes arcades bouchées existent aussi au sud de la nef, l'existence ancienne d'un bas-côté sud n'a pas pu être démontrée par les fouilles des années 1974/1976. Après la guerre de Cent Ans, la base du clocher, qui occupe l'emplacement du croisillon sud, est revoûtée dans le style gothique flamboyant, et le portail est refait dans le même style. Si le nombre d'habitants remonte au XVIe siècle, il chute à partir du XVIIIe siècle, et le culte n'est pas rétabli après la Révolution française. Abandonnée et délaissée, l'église est sauvée grâce à son classement aux monuments historiques par arrêté du 1er avril 1895, et bénéficie épisodiquement de quelques travaux de restauration. Mais ce n'est qu'à partir des années 1980 que, grâce à l'initiative privée, que les travaux aillent suffisamment loin pour permettre le rétablissement du culte, au début des années 1990. Depuis 1996, l'église Saint-Martin est affiliée à la paroisse Saint-Rieul de Senlis, et accueille sporadiquement des célébrations particulières, et une messe dominicale une fois par an tout au plus.

## Localisation
L'église Saint-Martin se situe en France, en région Hauts-de-France et dans le département de l'Oise, dans le Parc naturel régional Oise-Pays de France, sur le territoire de la commune de Villeneuve-sur-Verberie, au hameau de Noël-Saint-Martin, rue de l'Église, au milieu de son ancien cimetière enclos par un mur. La maison en face est l'ancien cimetière. Derrière, le plateau sur le rebord duquel l'église est bâtie chute vers la vallée du Rouanne naissante, dans laquelle se situe la rue principale du hameau, la rue des Sources. Il n'y a pas d'autres maisons à proximité de l'église. L'ancien cimetière est entouré de champs de trois côtés, et la rue se termine en cul-de-sac peu après l'église.

## Historique

### L'histoire de la paroisse

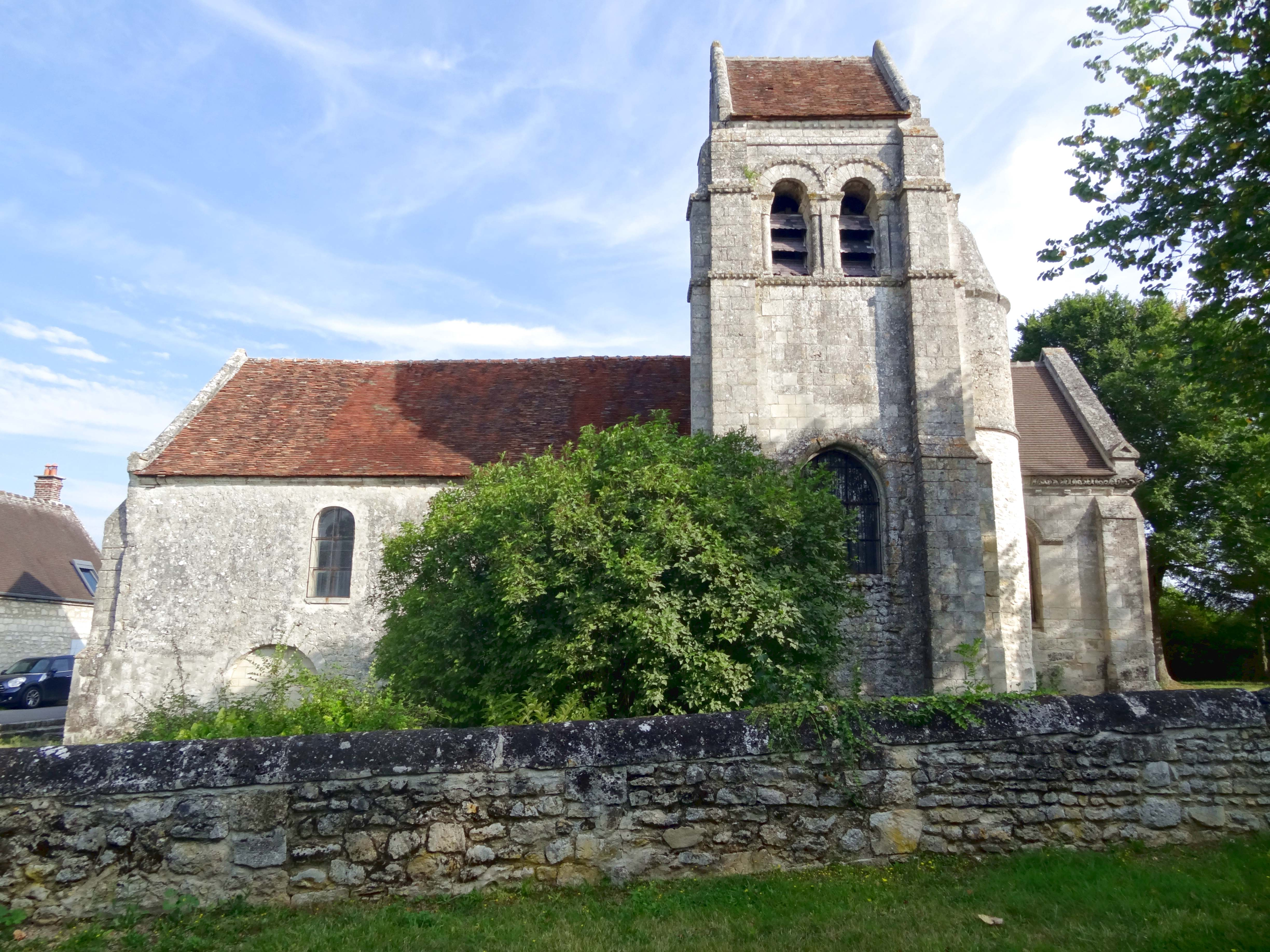
Vue depuis le sud.

Sous l'Ancien Régime, Noël-Saint-Martin relève du doyenné de Béthisy-Saint-Martin, de l'archidiaconé de la Rivière, et du diocèse de Soissons. Près du hameau se situait la crois des Trois-Évêques, où se rencontraient les diocèses de Beauvais, Senlis et Soissons. Parmi les églises voisines, Villeneuve-sur-Verberie et Roberval (anciennement Noël-Saint-Rémi) dépendent du diocèse de Beauvais ; Raray du diocèse de Senlis. Il semble que Noël-Saint-Martin et Noël-Saint-Rémi constituent, jusqu'au VIIIe siècle, une unique paroisse, qui appartient au diocèse de Soissons. L'évêque de Beauvais convoite la nouvelle paroisse de Noël-Saint-Rémi, et une dispute éclate entre lui et l'évêque de Soissons. Elle est abritée en 872 par Charles II le Chauve, qui menace de raser les deux églises si les évêques ne parviennent pas à un accord. L'évêque de Soissons cède ainsi Noël-Saint-Rémi à son rival. En 1096, l'évêque de Soissons donne son église au prieuré Saint-Martin-des-Champs de Paris. En 1106, est confirmée la fondation du nouveau prieuré clunisien de Saint-Nicolas-d'Acy, près de Senlis, en tant que filiale de Saint-Martin-des-Champs. Dorénavant, le prieur de Saint-Nicolas-d'Acy présente à la cure, mais assez curieusement, la nomination à la cure est du ressort du chapitre de Soissons. C'est la donation au prieuré qui engendre l'usage de l'épithète Saint-Martin au XIIe siècle : appelé encore simplement Noacum dans la bulle de confirmation du pape Urbain II en 1097, il devient Noa Sancti Martini. Le toponyme connaît de nombreuses variantes, comme il est fréquent pour les très petits villages qui manquent de notoriété. Dans le contexte du présent article, il est utile à rappeler que Noël ne fait pas référence à la fête de la Nativité de Jésus, mais vient de noa, noue, terme approprié pour désigner la partie basse du hameau, (rue des Sources). La dîme de Noël-Saint-Martin n'arrive dans le temporel du prieuré qu'avec la donation de Guillaume Le Bouteiller, seigneur de Brasseuse, par une charte de 1214. C'est donc la famille des Bouteiller qui est, jusque-là, le décimateur du village.
Noël-Saint-Martin est une paroisse de très faible importance. En 1362, elle est la paroisse la plus faiblement imposée du diocèse, avec Saint-Sauveur (alors Géromesnil), localité aujourd'hui considérable. L'on ignore presque tout de son histoire jusqu'au milieu du XVIIe siècle. Les quelques mentions dans les documents d'archives ne concernent le plus souvent que les terres et les taxes et impôts. La déclaration du temporel du prieuré de Saint-Nicolas de septembre 1444 constate que plus personne n'habite le village, ce qui permet d'imaginer l'impact de la guerre de Cent Ans, des épidémies et des disettes sur la population. À partir de 1562, quand Catherine de Médicis commence à user de son droit de douaire dans le comté de Valois, son entourage organise des sabbats dans les fonds de Noé et dans des fermes isolées. Selon Marc Durand, Noël-Saint-Martin connaît à cette époque une notoriété douteuse. Pour cet auteur, les belles dalles funéraires à effigies gravées conservées dans l'église donnent à penser qu'il y a des retombées économiques pour la population. À compter de 1595, l'on connaît les fondations de messes obituaires faites dans la paroisse. Elles sont au nombre de dix-neuf jusqu'à la fin du XVIIe siècle, dont quatorze concernent la seconde moitié du siècle. Aucune de ces fondations ne concerne la période comprise entre 1649 et 1662, en raison de la Fronde et de l'inaction du prieuré de Saint-Nicolas-d'Acy en tant que collateur de la cure, qui ne s'occupe plus de l'entretien de l'église. En 1659, les habitants engagent une action de justice à son encontre, afin d'obtenir la réparation du clocher et éviter sa ruine, sans succès. Mis à sac en 1652, le prieuré rencontre de graves difficultés financières. Les habitants obtiennent une nouvelle sentence en 1662, désormais pour sommer le collateur de la cure de rebâtir le clocher qui s'était effondré entretemps. Mais l'on n'a pas connaissance d'une restauration avant 1707, date gravée sur la tourelle d'escalier. Le jeudi 13 mai 1745, l'évêque Mgr François de Fitz-James effectue une visite pastorale à Noël-Saint-Martin. Il est bien accueilli, mais est scandalisé par l'état de l'église et des objets du culte, et impose des mesures d'urgence par son ordonnance du 10 mars 1749, sous menace d'interdire l'église au culte. Les problèmes sont bien sûr la conséquence du recul du nombre des habitants. Si le nombre de feux est encore de vingt-cinq en 1694, il tombe à dix-neuf jusqu'en 1784, et à seize ou dix-sept en 1804, car plusieurs fermes sont abandonnées et leurs terres exploitées par des laboureurs des paroisses voisines. Les comptes de la fabrique, qui sont conservés à compter de 1728, sont toutefois équilibrés. En raison de l'inflation importante tout le long du XVIIIe siècle, les dépenses annuelles passent de livres tournois en 1728 à 578 livres tournois en 1788, mais les honoraires du curé reculent même légèrement.
Cette perte de pouvoir d'achat motive sans doute le curé Brunet-Brun de prendre le parti de la Révolution française en 1789. Il est le premier maire élu de la commune et prête serment à la constitution civile du clergé dès le 17 octobre 1791, soit plus de trois mois avant la promulgation de la loi du 27 décembre qui instaure cette obligation. Noël-Saint-Martin est rattaché au diocèse de Beauvais à l'instar de l'ensemble des paroisses du département. En mai 1791, quelques habitants se plaignent au directoire du département des exactions commises par leur curé contre les paroissiens, mais l'instance les renvoie devant leurs propres responsabilités. Noël-Saint-Martin compte encore soixante-douze habitants en cette année. L'église ne connaît pas l'interdiction du culte au mois de novembre 1793, car le curé a déjà quitté sa paroisse pour Beauvais, pour fuir une maladie épidémique selon ses dires. Il peine de récupérer ses biens laissés sur place et invoque, dans une lettre adressée au directoire de Crépy-en-Valois, l'entêtement et la méchanceté des habitants. L'inventaire des biens meubles de la paroisse est dressé le 22 février 1794. Y sont mentionnés une armoire, un porte-manteau et un vieux coffre dans la sacristie, dont il n'y a actuellement plus trace, mais dont les fondations ont été retrouvées en 1974 à l'ouest de la base du clocher. Le concordat de 1801 n'a aucun effet sur Noël-Saint-Martin, et plus aucun prêtre n'est plus nommé à sa cure. En avril 1804, l'ancien maire Charles Dubarle propose au préfet de se porter acquéreur de l'église et du cimetière qui l'entoure. Il exagère le mauvais état de l'édifice afin d'obtenir un prix très bas. L'ordonnance royale du 31 mars 1825 réunit Noël-Saint-Martin et Yvillers à Villeneuve-sur-Verberie. Toujours propriété communale, l'église est entourée de ronces et de buissons qui en empêchent l'accès. Sans être utilisée pour le culte, à moins que sporadiquement, elle ne fait jamais l'objet d'une désacralisation. Le hameau est affilié à la succursale de Villeneuve-sur-Verberie, selon la terminologie alors en vigueur. La dernière inhumation au cimetière de Noël-Saint-Martin a lieu en 1917, mais le service funéraire n'est certainement pas célébré dans l'église Saint-Martin, que le capitaine Longuet dit désaffectée depuis longtemps dans une lettre de septembre 1918. Dans l'après-guerre, Villeneuve perd son curé, et les églises du voisinage sont regroupées dans la paroisse de Villers-Saint-Frambourg. Son dernier curé, l'abbé Joseph Kuchcinski, œuvre pour la restauration de l'église Saint-Martin (voir ci-dessous) et y célèbre de nouveau une messe au début des années 1990. Désormais, l'église est quelquefois utilisée pour les célébrations particulières, baptêmes, mariages et obsèques, et accueille encore plus rarement une messe dominicale, guère plus souvent qu'une fois par an. Officiellement en 1996, et dans les faits avec la mort de l'abbé Kuchcinski le 12 février 2014 à l'âge de 92 ans, Noël-Saint-Martin est affilié à la paroisse Saint-Rieul de Senlis.

### Les campagnes de construction de l'église
Les archives ne conservent aucun document relatif à la construction de l'église de Noël-Saint-Martin, et l'on ignore les noms des maîtres d'œuvre qui dirigent son chantier. En 1885, Eugène Lefèvre-Pontalis date les différentes parties de l'église grâce à l'analyse archéologique. Il rectifie certains propos dans sa thèse de doctorat publiée en 1897. Ses hypothèses sont en grande partie validées par les fouilles archéologiques entreprises entre 1974 et 1976 par une équipe de bénévoles, dont les données sont exploitées par Marc Durand. Cet auteur travaille uniquement sur la base des constats au sol, et ne fait pas appel à l'histoire de l'art pour dater plus précisément les composantes de l'église par l'analyse stylistique. Près de vingt ans après lui, dans le cadre d'une vaste étude comparative à l'échelle du département, Dominique Vermand examine plus particulièrement la croisée du transept et le chœur avec leurs voûtes d'ogives romanes et leurs chapiteaux de qualité. Ses conclusions confirment en tous les points l'opinion de Lefèvre-Pontalis, et fournissent en même temps de nouvelles clés d'interprétation. En effet, si Lefèvre-Pontalis place l'église dans le contexte de l'ancien diocèse de Soissons, Vermand la situe dans le contexte de l'architecture religieuse du nord de l'Île-de-France historique,,. — La partie la plus ancienne de l'église est la nef. C'est, à l'origine, une nef unique non voûtée, ou autrement dit, une grande salle rectangulaire à charpente apparente. Elle est datable de la seconde moitié du XIe siècle. Durand s'interroge pourquoi Lefèvre-Pontalis pense à la seconde moitié du siècle, et ne semble lui-même pas favorable à cette restriction. En fait, l'architecture romane fait tardivement son apparition dans la région au dernier quart du XIe siècle, et hormis la Basse-Œuvre de Beauvais et les murs de certaines nefs fortement remaniées du Beauvaisis, aucun édifice religieux de la première moitié du XIe siècle n'est conservé en élévation dans le département. Il faudra donc prouver pourquoi l'église de Noël-Saint-Martin serait plus ancienne que toutes les autres. À l'est, la nef va probablement jusqu'à l'arc-doubleau à l'entrée de l'abside actuelle. Suit une abside à chevet plat, qui a un tiers de la longueur de la nef.
Une ou plusieurs décennies après la construction de l'église primitive, un clocher est adjoint à la nef, peu avant sa fin, du côté sud. Il est du type des plus anciens clochers romans de l'Oise, dont Morienval (clocher-porche), Oulchy-le-Château, Saint-Gervais de Pontpoint, Rhuis, Saint-Aignan de Senlis, Saint-Pierre de Senlis (clocher nord), et datable du dernier tiers, ou plutôt du dernier quart, du XIIe siècle. Le clocher de Rhuis semble avoir servi de modèle. Après 1125, le modeste chœur roman est jeté bas, et remplacé par une nouvelle construction voûtée d'ogives. Vers 1135, une travée supplémentaire également voûtée d'ogives est ajoutée à l'ouest du nouveau chœur, au détriment de la partie arrière de la nef. Son architecture romane tardive de qualité est certainement influencée par le chantier du chevet de l'église Saint-Martin-des-Champs, qui passe pour un maillon essentiel du cheminement vers la mise au point du nouveau style gothique. Le lien s'établit par le collateur de la cure, le prieuré de Saint-Nicolas-d'Acy, qui est une filiale de Saint-Martin-des-Champs. La date d'achèvement paraît se situer autour de 1140. Entre dix et vingt-cinq ans plus tard, une chapelle ou un croisillon est bâti au nord de la première travée du sanctuaire. La travée comporte une arcade pour établir la liaison avec un bas-côté au nord de la nef. En 1885, Lefèvre-Pontalis la confond encore avec une porte. Le bas-côté n'est peut-être pas mis en œuvre tout de suite, et les grandes arcades sommaires ménagées dans le mur gouttereau nord de la nef augurent d'une construction rustique. Le voûtement d'ogives n'intervient qu'après coup, à la fin du XIIIe ou au XIVe siècle, en incrustant des culs-de-lampe dans le mur de la nef. Après la guerre de Cent Ans, l'église subit quelques réparations et remaniements. Le portail occidental est refait, et une chapelle ou un croisillon sud est aménagé dans la base du clocher. En même temps, l'arc-doubleau septentrional de la croisée du transept est refait dans le même style que l'arcade vers le croisillon sud. Ces éléments sont de style gothique flamboyant. Ultérieurement, le mur gouttereau sud de la nef est entièrement rebâti avec de plus grandes fenêtres et des grandes arcades, mais en lieu et place du bas-côté projeté, l'on construit seulement une petite sacristie. Le portail occidental est muni d'un porche, qui est refait en 1752. Le porche, le bas-côté nord et la sacristie disparaissent à une époque indéterminée, probablement après la Révolution et l'abandon de l'église,.

### La restauration de l'église depuis leXVIIIesiècle

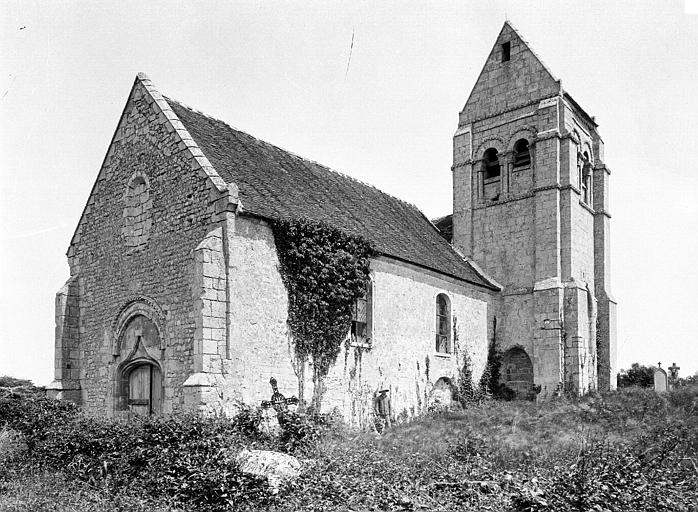
Vue depuis le sud-ouest, début du XXe siècle, cliché Jean-Eugène Durand.

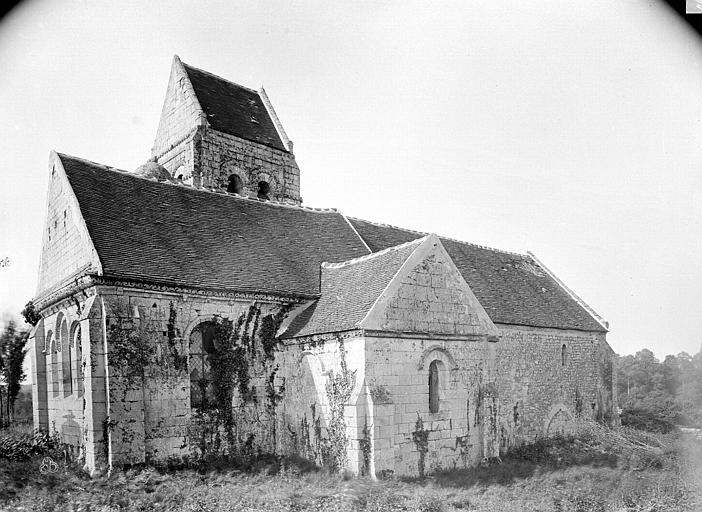
Vue depuis le nord-est, début du XXe siècle, cliché Jean-Eugène Durand.

L'envergure des travaux sur le clocher réceptionnés en 1707 est difficile à mesurer. Il est certain que le clocher ne se soit pas effondré entièrement, puisque son étage de beffroi date bien de la seconde moitié du XIe siècle. Dominique Vermand pense que le clocher avait auparavant un étage supplémentaire, et aurait ainsi été du même type que son voisin de Rhuis. Ce n'est donc que son toit en bâtière qui soit moderne. Il peut bien dater des années 1660, car la date de 1707 se lit sur la tourelle d'escalier accolée à la tour. Pour Marc Durand, il ne fait pas de doute que cette date est celle de la restauration entière du clocher, mais ce rapprochement n'est en réalité pas si évident. 1707 peut être tout simplement l'année de construction de la tourelle, sans aucun lien avec l'effondrement vers 1660 / 1662,. Ensuite, les archives de la fabrique renseignent sur les travaux entrepris. Il n'y a que deux autres campagnes au cours du XVIIIe siècle. En 1752, l'entrepreneur Philippe Leclerc, de Compiègne, remporte le marché pour la réparation de la voûte en plâtre de la nef, qui menace de s'écrouler, et la réfection du porche. Parmi les trois cloches, fondues entre 1723 et 1740, qui sont déjà cassées depuis plusieurs années, une seule est remplacée (les deux autres sont envoyées à la fonte à la Révolution). En 1785, le sieur Cabois (père) est adjudicataire de la réfection de la toiture et du lambris de la voûte de la nef, du crépissage des murs en mortier de chaux et sable, du remplacement du seuil, et du redallage de la nef. Les vieilles dalles sont retaillées, retournées, et remises en place selon leur grosseur. Les grandes dalles funéraires sont placées dans l'allée centrale, et les plus petits carreaux le long des murs, où ils sont moins sollicitées. Le curé signe le procès-verbal d'achèvement le 6 octobre 1788. L'on note que ces travaux portent uniquement sur la nef, qui est à la charge de la fabrique, et non sur le sanctuaire, que le prieuré de Saint-Nicolas-d'Acy semble négliger. En 1834, Louis Graves peut encore écrire que l'église aurait été restaurée avec goût à la fin du XVIIIe siècle, ce qui traduit que bien que laissée à l'abandon, son état est loin d'être aussi mauvais que le laisse entendre Charles Dubarle dans sa lettre au préfet de 1804.
En 1885, en publiant sa monographie dans le bulletin du Comité archéologique de Senlis, Eugène Lefèvre-Pontalis attire pour la première fois l'attention d'un public avisé sur l'église de Noël-Saint-Martin. Il conclut son étude par les mots suivants : « L'église de Noël-Saint-Martin a, comme nous avons essayé de le démontrer une véritable valeur archéologique. La structure de ses voûtes, les profils de ses doubleaux et de ses croisées d'ogives, les ornements de ses chapiteaux et de sa corniche sont très curieux à étudier. Les ouvriers qui ont élevé cet édifice semblent avoir prodigué dans sa construction toutes les ressources de leur art, car les sculptures dont il est enrichi sont bien supérieures à la décoration des églises voisines bâties vers la même époque, telles que celles de Saint-Vaast-de-Longmont, de Béthisy-Saint-Pierre et d'Orrouy. […] Malheureusement la suppression de la commune de Noël-Saint-Martin en 1825 a eu pour conséquence la ruine de jour en jour plus imminente de l'église. La commune de Villeneuve-sur-Verberie qui possède une église importante du XIIe siècle dont l'entretien absorbe ses ressources, délaisse complètement l'église de Noël-Saint-Martin, malgré les réparations urgentes dont elle aurait besoin. La toiture est en partie détruite, les fenêtres sont dépourvues de vitraux et les eaux pluviales qui tombent sur les voûtes compromettent la conservation de cet intéressant édifice qui mériterait cependant d'être soigneusement entretenu ». Ces propos ont pour conséquence que les membres du Comité demandent le classement de l'église à la commission des Monuments historiques en 1886. Il intervient seulement neuf ans plus tard, par arrêté du 1er avril 1895. Après sa visite du monument vers 1893, Eugène Müller écrit : « Hâtez-vous d'aller étudier ce spécimen parfait de notre art roman avant qu'il soit devenu une ruine irréparable et seulement un souvenir ». Mais les premiers travaux de réparation sont entrepris dès 1894, et des travaux de plus grande ampleur sont exécutés entre 1896 et 1899, sous la direction de l'architecte en chef des monuments historiques, Henri Chaine. Il s'agit notamment de la reprise du parement des murs des parties orientales par incrustement, du débouchage de la petite porte à l'ouest de la base du clocher (aujourd'hui de nouveau bouchée), et de l'assainissement de la partie basse des murs extérieurs.

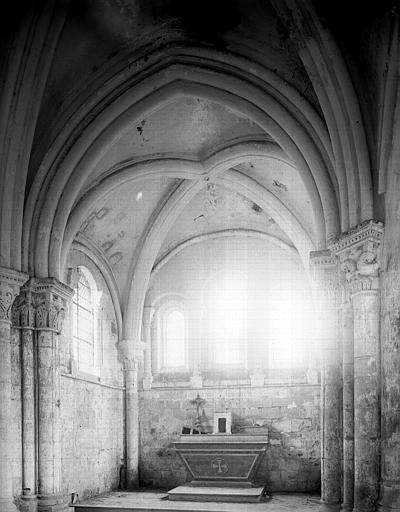
Vue dans le chœur, vers 1890, cliché Eugène Lefèvre-Pontalis.

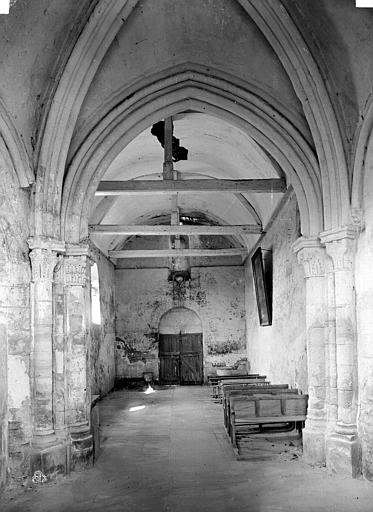
Croisée, vue vers l'ouest, début du XXe siècle, cliché Jean-Eugène Durand.

Cependant, une fois les artisans partis, personne ne se soucie plus de l'entretien de l'église. En témoigne le compte-rendu de l'excursion de la Société historique de Compiègne, le 4 juin 1910. En constatant l'état d'abandon de l'édifice, Francis de Roucy s'interroge si elle est vraiment classée, et remarque que cette église sans culte est surtout le terrain favori du jeu des enfants, ce qui nécessite de redresser les pierres tombales contre les murs pour les soustraire au piétinement. L'unique cloche, datée de 1752, est volée en 1913 à la stupéfaction générale des habitants. Pendant la Première Guerre mondiale, l'église sert d'abri aux chevaux des troupes alliées qui campent à proximité. Les erreurs de tirs de l'aviation allemande, qui visent des terrains d'aviation proches, détruisent toute la vitrerie. Dans une lettre du 5 septembre 1918 adressée au député Maurice Barrès, le capitaine Longuet, médecin militaire, déplore une grande pietà décapitée gisant par terre, et un bénitier amputé de l'un de ses angles qui traine dehors. Au titre des dommages de guerre, les vitrages sont refaits, et une nouvelle porte est installée. Ces réparations sont réceptionnées par l'architecte en chef des monuments historiques, André Collin, en 1920. En pleine Deuxième Guerre mondiale, entre 1941 et 1944, les fenêtres latérales de la nef, jusque-là bouchées, sont restituées par des jeunes gens employés par le ministère des Beaux-Arts, afin de leur permettre d'échapper au S.T.O. Pierre Paquet réceptionne ces travaux en 1945. En 1965, des trous dans la tourelle d'escalier sont bouchés.
Malgré ces modestes travaux, l'église sombre toujours dans l'oubli et est envahie par la végétation. En août 1973, une équipe de bénévoles décide de débroussailler le site, de dégager la terre accumulée contre les murs et de creuser un fossé d'assainissement autour de l'édifice, comme déjà en 1752. La découverte fortuite du pavage du porche donne naissance à des réflexions, qui débouchent sur trois campagnes de fouilles en 1974, 1975 et 1976. L'on retrouve des traces au sol du bas-côté nord ; les fondations du mur du XIe siècle qui séparait la nef de la base du clocher ; des fragments des meneaux du remplage de la grande baie de la base du clocher ; et des chapiteaux du second étage de beffroi du clocher, qui s'était effondré vers 1660 / 1662. Contrairement à l'attente, aucun élément attestant de l'existence ancienne d'un bas-côté sud n'est identifié, mais seulement les fondations d'une sacristie occupant une partie de son emplacement théorique. L'hypothèse d'un chœur primitif en hémicycle avancé par Lefèvre-Pontalis est infirmée. Dans la foulée de la dynamique née des recherches menées autour de l'église, une association de sauvegarde est créée sous la présidence de l'abbé Kuchcinski. L'église n'est pas encore en péril, mais quelques fissures dans les voûtains et dans le clocher donnent lieu à des inquiétudes, et les fenêtres sont de nouveau sans vitrerie. Mais dans un premier temps, le conseil municipal montre peu de compréhension pour le monument. Des voisins accaparent la nef pour leurs travaux de bricolage, et prélèvent des pierres et chaperons du mur du cimetière pour restaurer leur propre maison. Il manque de peu que l'église soit utilisée comme carrière de pierre. Se rendant compte que son association ne pourra compter sur l'intervention des pouvoirs publics dans l'immédiat, le père Kuchcinski se met lui-même à reconstruire le mur du cimetière, aidé de quelques bénévoles, puis entreprend le rejointoiement des murs de la nef à la sueur de son front, et reconstruit l'autel en pierre du XIIe siècle de la chapelle latérale nord avec les blocs de pierre d'origine disséminés sur le terrain. Pour les travaux de maçonnerie plus délicats et la reprise en sous-œuvre de l'appareil où il est rongé par l'humidité, il fait appel à deux compagnons maçons polonais à l'été 1988, qui restent sur place pendant quatre semaines. Par l'entremise de deux membres de l'association, deux entreprises de travaux publics peuvent être recrutées comme mécènes et prennent en charge les lourds travaux de terrassement et de drainage, ainsi que la réparation des toitures. L'association remeuble l'église avec du mobilier mis au rebut dans les autres églises de la paroisse et des statues achetées dans des ventes aux enchères. Ainsi, l'église se prête de nouveau au culte au bout de deux siècles de désaffectation.

## Description

### Aperçu général

Plan de l'église.

Régulièrement orientée, avec une légère déviation de l'axe vers le nord-est du côté du chevet, l'église répond à un plan cruciforme régulier, mais n'est pas tout à fait symétrique le long de son axe. Elle se compose d'une nef non articulée, accompagnée jadis d'un bas-côté au nord seulement ; d'un chœur de deux travées, ou d'une croisée du transept et d'une abside, terminé en chevet plat ; d'une base de clocher au nord de la première travée du chœur, qui accueille une chapelle formant croisillon ; et d'une autre chapelle ou croisillon, de style différent, au nord de la première travée du chœur. La nef est à charpente apparente. Le chœur et les deux chapelles sont voûtées d'ogives. La longueur totale de l'édifice est de 20,45 m, et la largeur est de 12,50 m au niveau du transept (longueur nord-sud du transept). La nef mesure 11,55 m de longueur pour 5,90 m de largeur, et sa hauteur intérieure est de 9,60 m sous le faîtage de la charpente. La première travée du chœur ou croisée du transept mesure 4,20 m de longueur pour 4,90 m de largeur, et sa hauteur sous le sommet de la voûte atteint 7,00 m. La deuxième travée du chœur ou abside a la même largeur que la travée précédente, et mesure 4,70 m de longueur. Sa hauteur sous le sommet de la voûte n'est que de 6,35 m,. L'on accède à l'église par le portail occidental de la nef. Le clocher est coiffé en bâtière. La chapelle latérale nord est munie d'un toit en bâtière perpendiculaire à l'axe de l'édifice, avec un pignon au nord.

### Intérieur

#### Nef et bas-côté nord

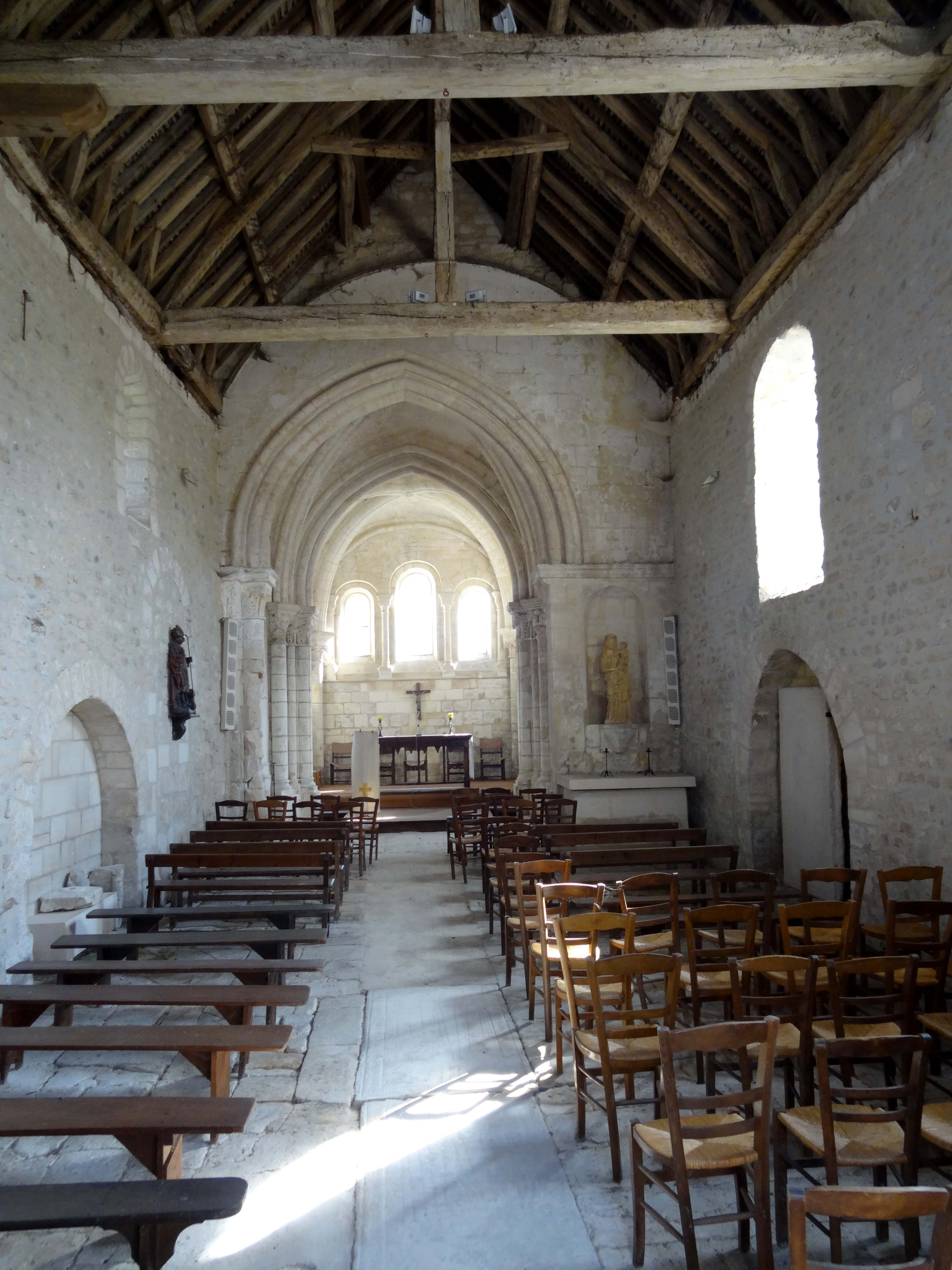
Nef, vue vers l'est.

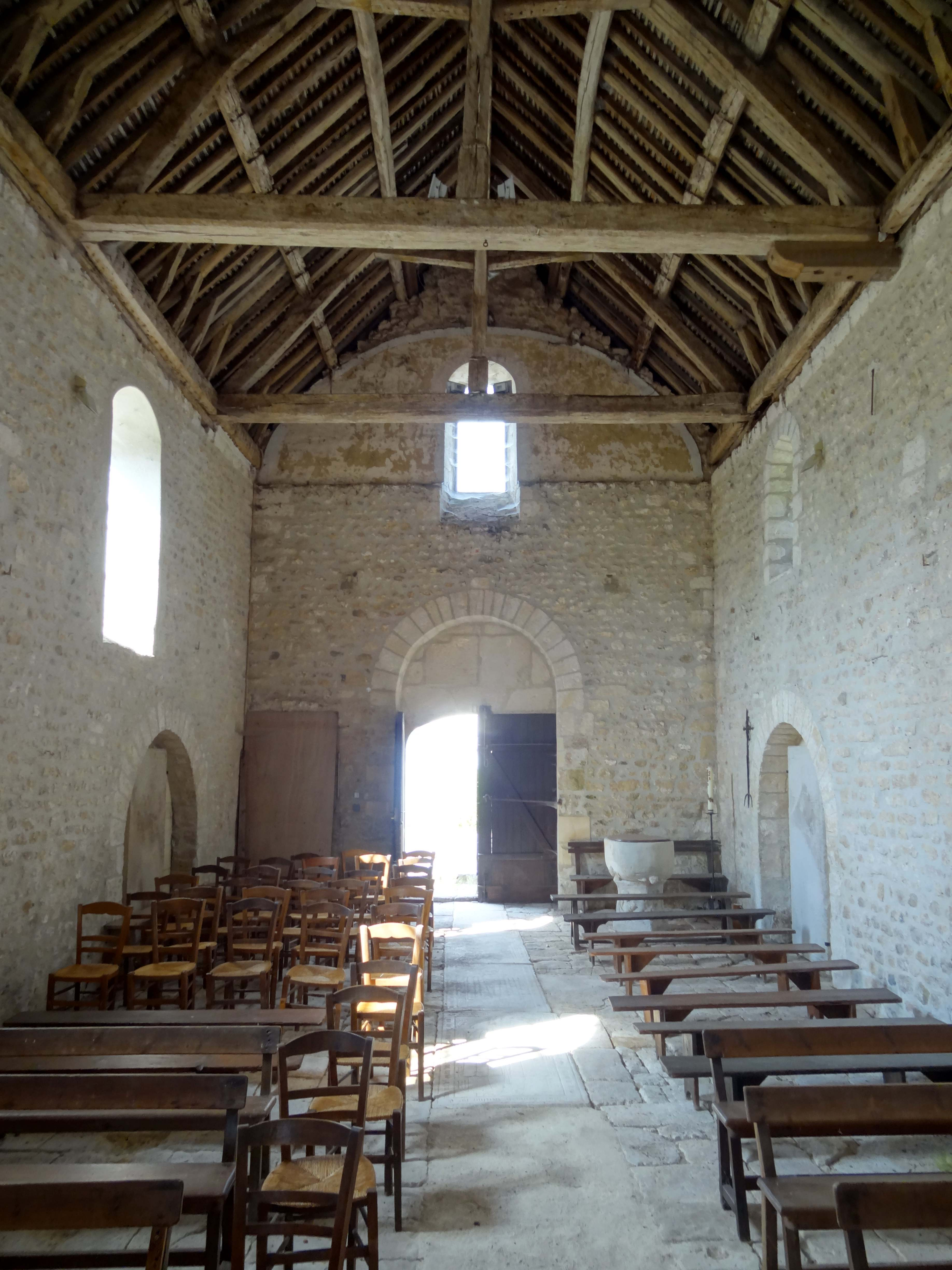
Nef, vue vers l'ouest.

La nef n'offre, à l'intérieur, que peu de caractère. Sans l'arc triomphal ouvrant sur la croisée du transept, nettement désaxé vers la gauche, elle pourrait aisément être confondue avec un bâtiment agricole. Ces nefs-granges sont fréquentes dans le Beauvaisis et le Vexin français, et atteignent parfois des dimensions considérables, comme à Bresles et Therdonne. Elles sont toujours plus larges que le chœur, et un ou deux autels peuvent ainsi être placés de part et d'autre de l'arc triomphal. Dans le Soissonnais, auquel Noël-Saint-Martin se rattache, les nefs de plan basilical sont la règle, mais l'on se situe ici à la limite ouest de l'ancien diocèse. Une nef-grange est également à l'origine des églises voisines de Bray (commune de Rully), Duvy, Ormoy-Villers, Roberval, Rocquemont, Rully, Saintines, Saint-Vaast-de-Longmont, Trumilly, etc. Le parti est seulement exceptionnel si, comme Eugène Lefèvre-Pontalis, on veut considérer la nef dans le cadre d'un plan cruciforme. Dans ce cas, les seuls autres exemples trouvés par l'auteur sont Bonneuil-en-Valois, Champlieu (commune d'Orrouy) et Conchy-les-Pots. Mais en l'occurrence, le plan cruciforme ne résulte que de l'adjonction d'un croisillon nord après coup. L'existence ancienne d'une charpente apparente, plutôt que d'un plafond plat, peut être déduite de la position de la baie occidentale au-dessus du portail, qui est partagée entre le mur de la nef et le pignon. Un plafond plat couperait la baie en deux. À Rhuis, l'on a également pris le parti, au début des années 1970, de laisser la charpente apparente après la destruction des fausses voûtes d'ogives du XIXe siècle. Il est toutefois possible qu'elle fut toujours garnie d'un lambris. Ce n'est plus possible de vérifier, car comme le souligne Eugène Lefèvre-Pontalis, la charpente n'est pas très ancienne. Elle est donc postérieure à la guerre de Cent Ans, et fut sans doute d'emblée dissimulée par un lambris en forme de voûte en berceau plein cintre. Les comptes de la fabrique du XVIIIe siècle parlent d'une voûte de bois, et le lambris était donc plâtré afin de simuler une voûte de pierre, dans le goût de l'architecture classique, comme c'est toujours le cas dans de nombreuses églises de la région. L'arrachement du lambris demeure visible du côté ouest. Ni les panne sablières, ni les deux entraits avec leurs poinçons, ne sont moulurés ou sculptés.
Les murs étaient recouverts d'un crépi de chaux et de sable, ce qui ressort également des comptes de la fabrique. Eugène Müller y a encore vu les vestiges des anciennes croix de consécration en ocre rouge sur un fond d'ocre jaune. Depuis, les murs ont été décapés, comme les restaurateurs le faisaient encore couramment dans l'après-guerre (Deuil-la-Barre, Moussy…). L'opération s'insère probablement dans le cadre de la campagne de restauration de 1941 / 1944. Elle visait notamment à restituer les deux petites baies romanes, profondément ébrasées, du côté nord, et à remettre en état les deux grandes fenêtres modernes au sud. Les grandes arcades bouchées en plein cintre, très basses et très espacées, ont également été mises en évidence. Elles sont totalement frustes, comme c'est souvent le cas des arcades ouvertes dans un mur existant dans les petites églises rurales, à Auger-Saint-Vincent, Ormoy-Villers, Rocquemont, Saint-Vaast-de-Longmont, ou ailleurs. Il est toutefois frappant qu'elles ne représentent que les deux cinquièmes de la longueur totale de la nef. Les murs qui les obturent sont constitués de blocs de pierre sciés à la machine, et datent incontestablement des années 1940. Une étroite arcade bouchée de plus longue date, qui n'atteint pas le sol, à l'est de la dernière arcade, donne à penser que la chaire était jadis directement accrochée au mur, et accessible par un escalier depuis le bas-côté. Les auteurs anciens n'en font pas mention, et Marc Durand ne s'est pas non plus intéressé à la question. Ces trois arcades ont de toute évidence été positionnées et dimensionnées sans tenir compte de l'éventualité d'un voûtement du bas-côté. Un cul-de-lampe, composé d'un haut tailloir polygonal et d'une corbeille conique, subsiste sur le piédroit est de la deuxième arcade. Le départ des ogives et de l'arc-doubleau révèle un profil sommaire, non mouluré, comme utilisé pour les bâtiments civils ou les bâtiments de service des monastères. Cependant, l'état de dégradation est tel que les constats sont à prendre avec beaucoup de réserve. Les corbeilles de culs-de-lampe restent en outre dans l'angle sud-est et au milieu entre les deux grandes arcades. Selon cette répartition, les voûtes devaient être au nombre de quatre, et le premier doubleau aurait dû se situer au début de la première arcade, ce qui n'est évidemment pas possible. Il n'y a par ailleurs pas trace de l'arrachement des voûtes, ce qui soulève la question si elles ont réellement été exécutées. Quant au sol, il n'a pas changé depuis le retournement des dalles en 1752, sauf que celles-ci ont été moins bien placées après la campagne de fouilles. Des dalles funéraires qui n'ont plus été placées sens dessus dessous lors de leur remise en place, ont été tachées de ciment par des voisins indélicats, et sont devenues illisibles.

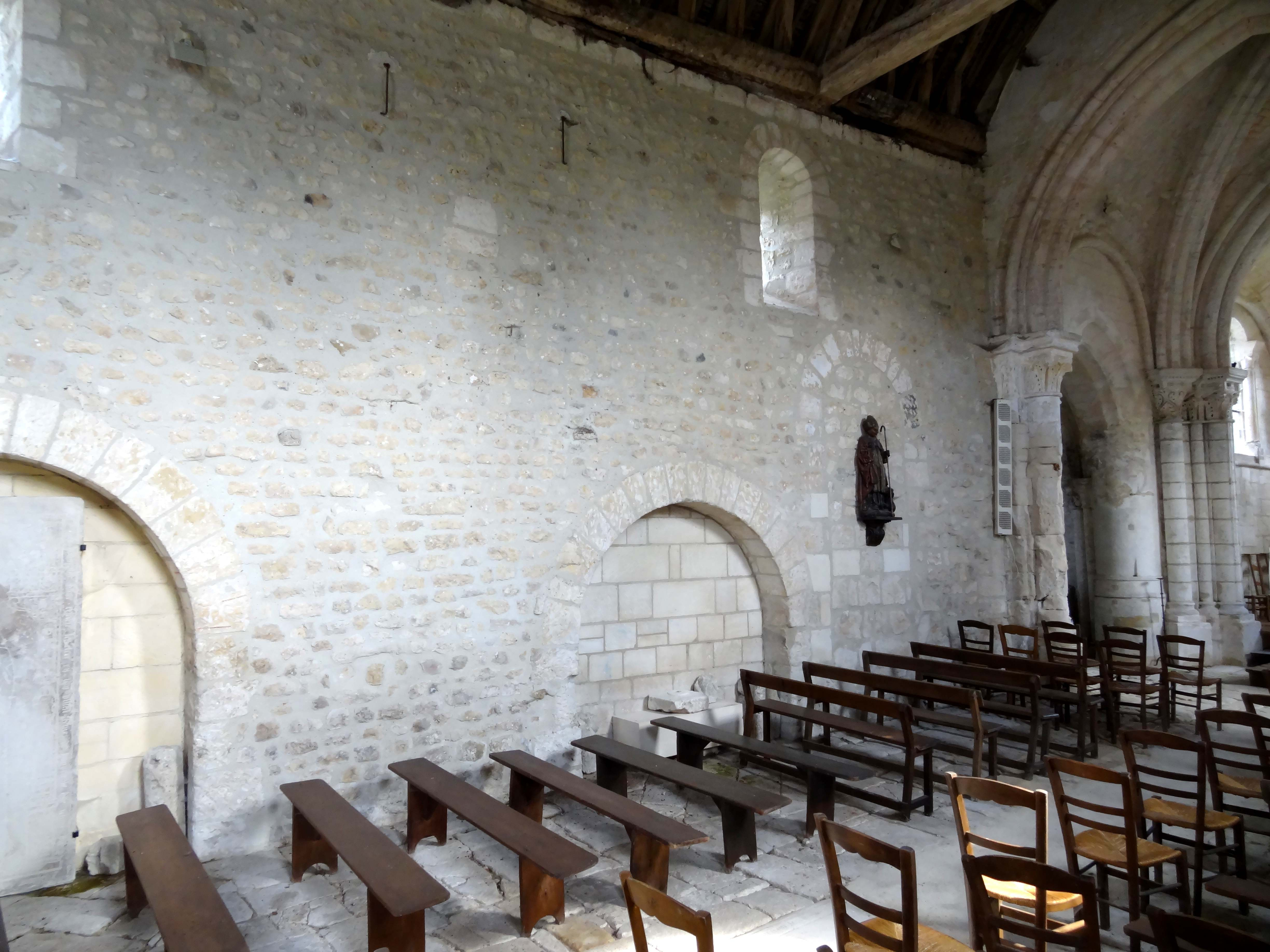
Nef, mur gouttereau nord.
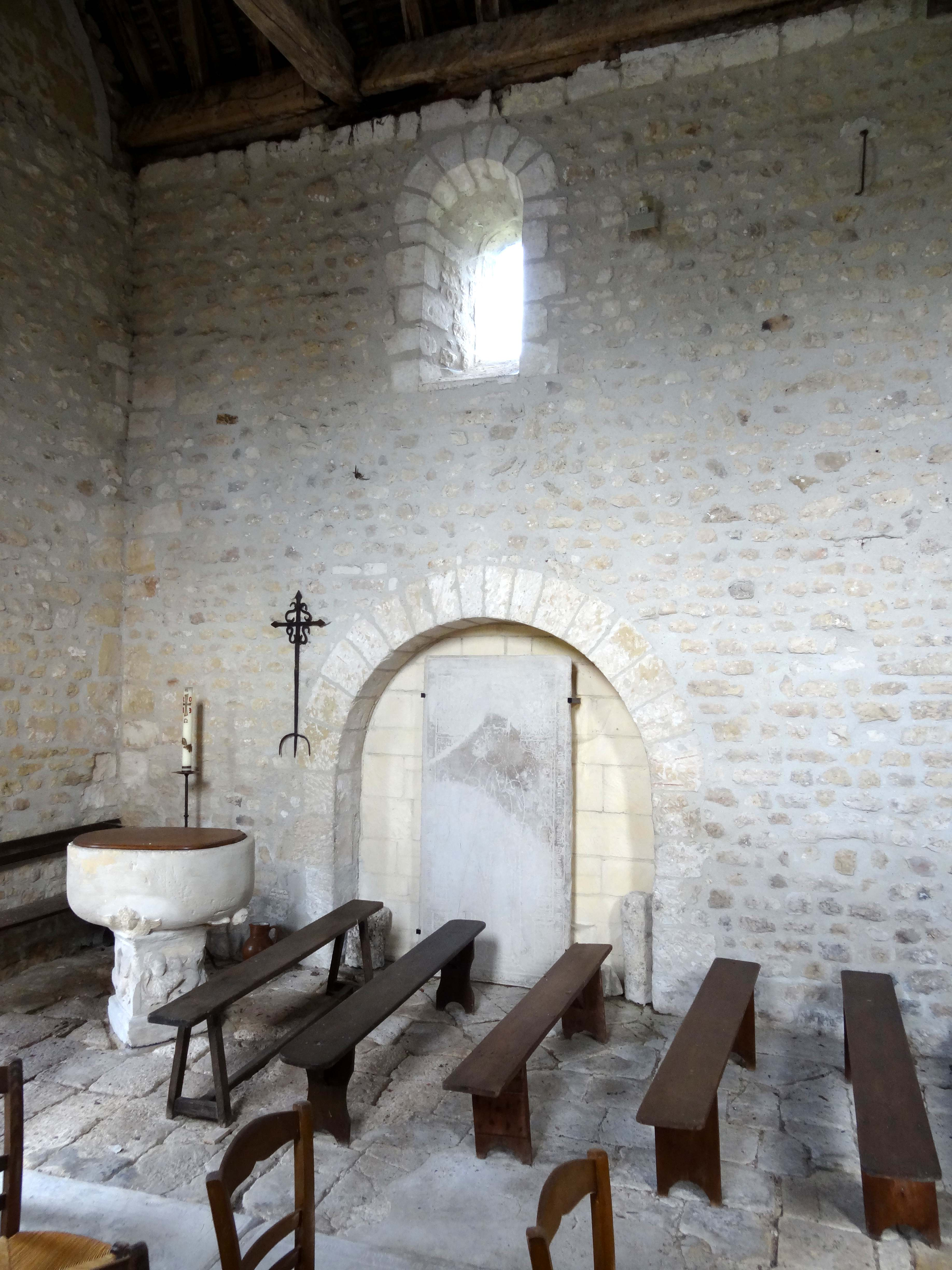
Nef, début du mur gouttereau nord.
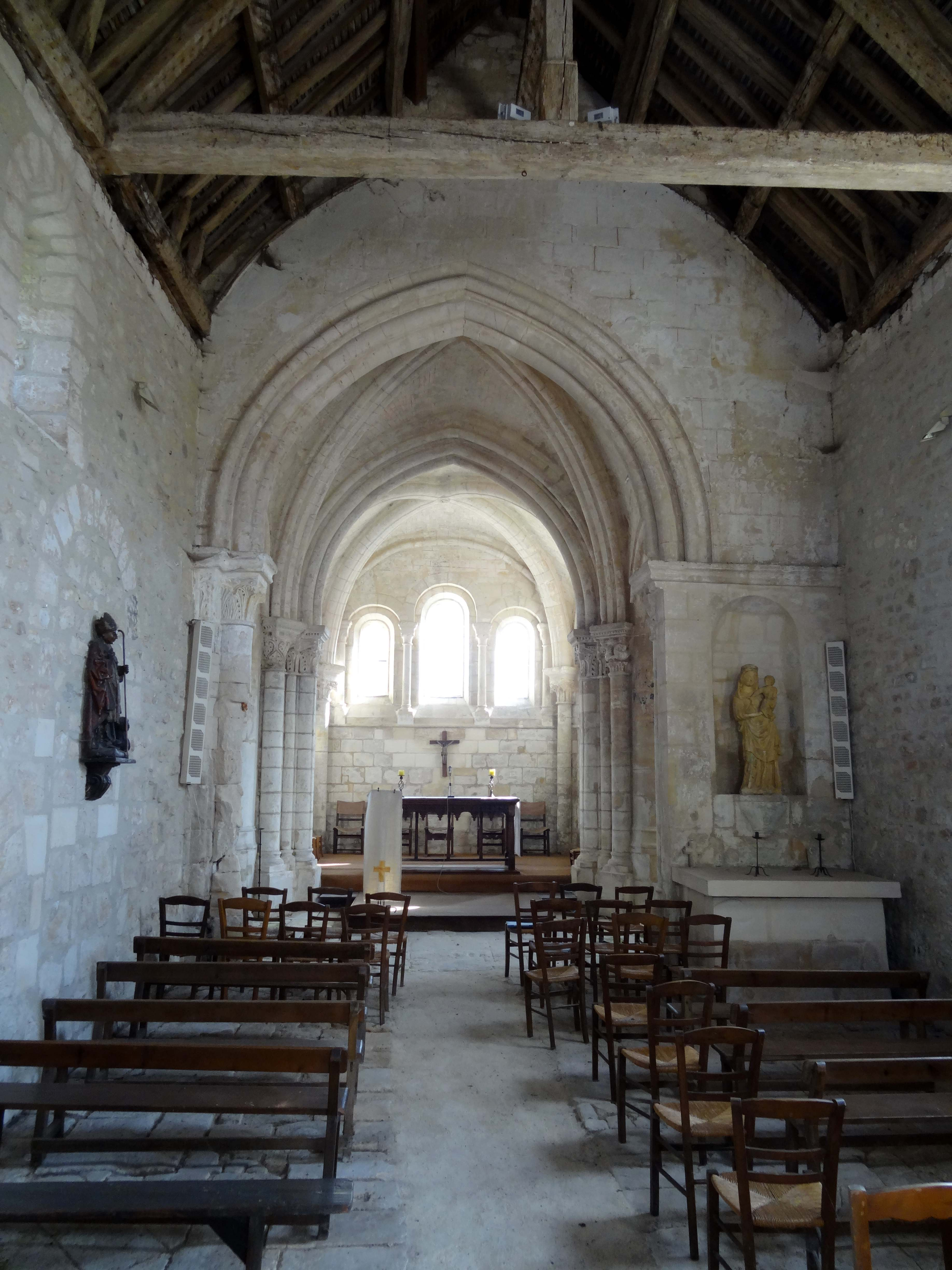
Nef, vue vers l'est.
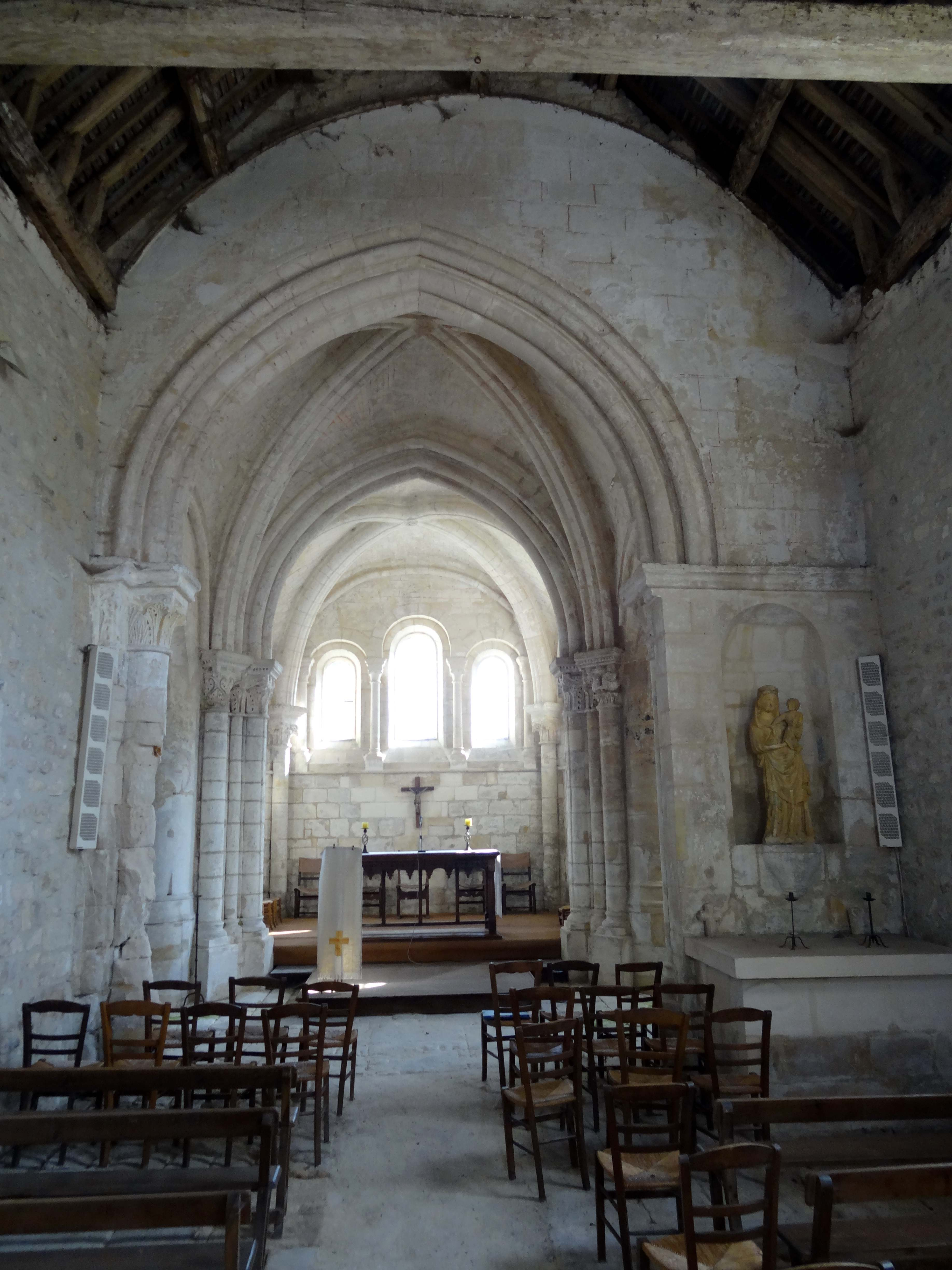
Nef, vue sur l'arc triomphal.
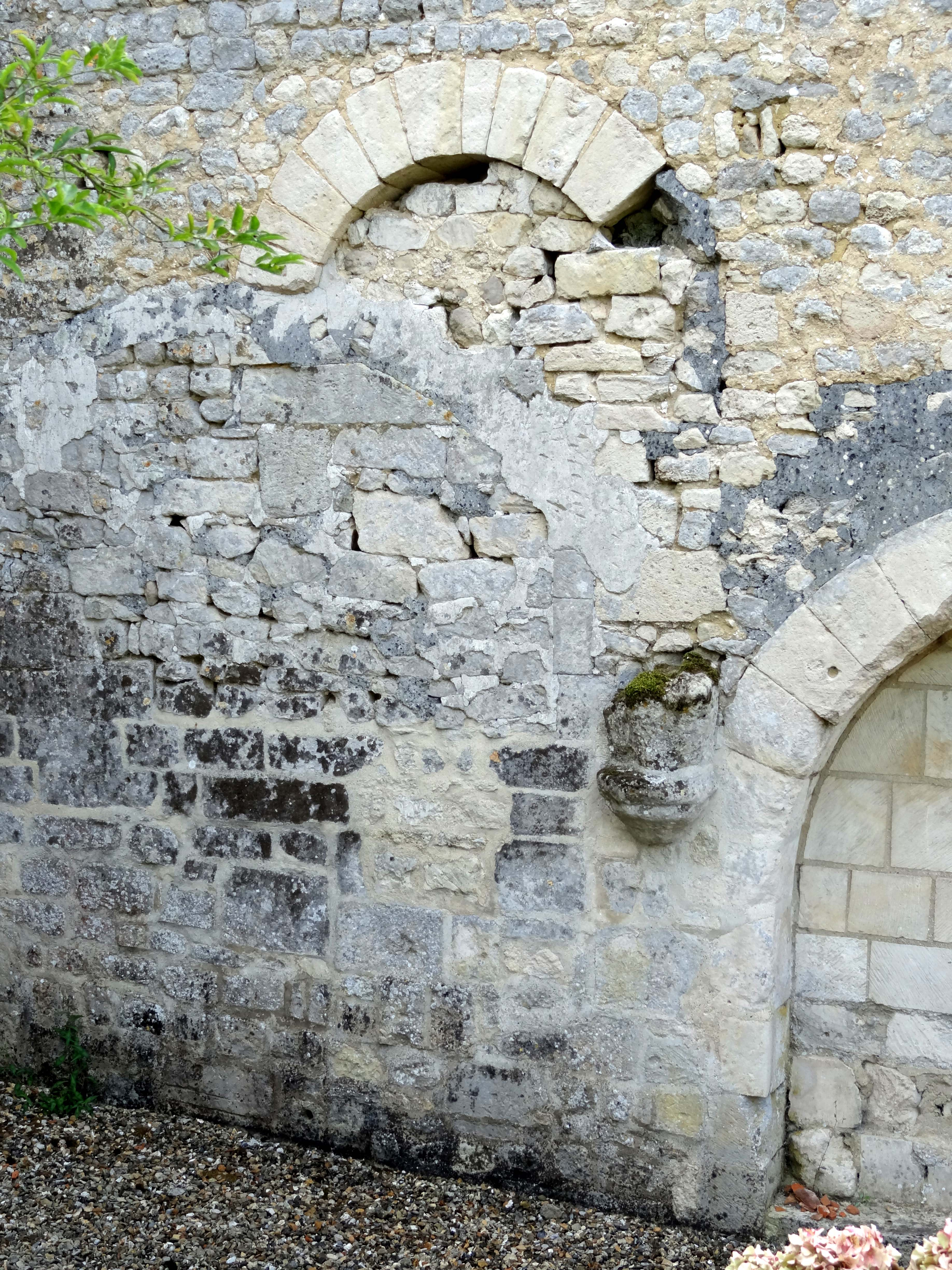
Bas-côté, arcade de la chaire à prêcher.
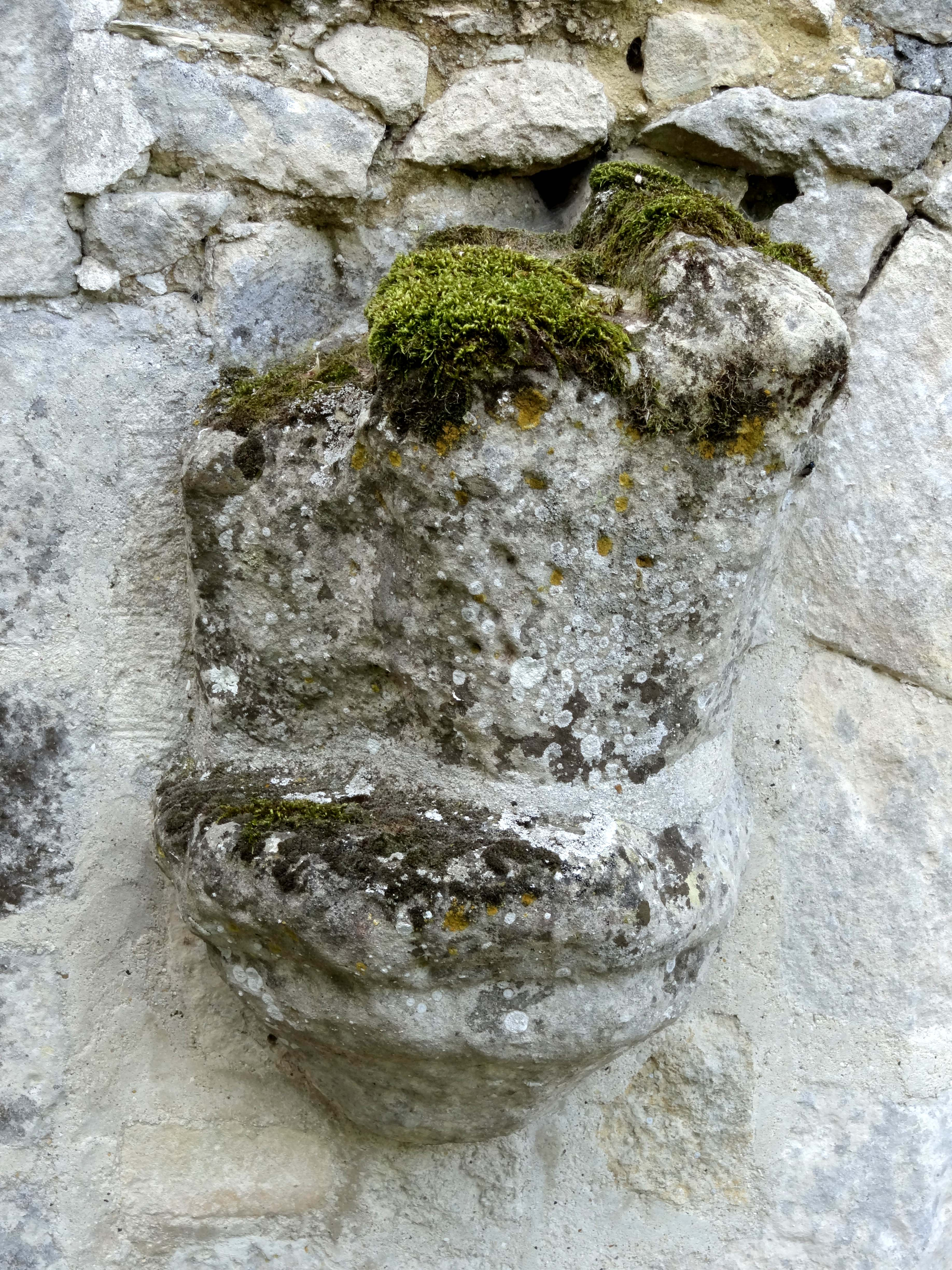
Bas-côté, cul-de-lampe du 3e doubleau.

#### Première travée du chœur ou croisée du transept

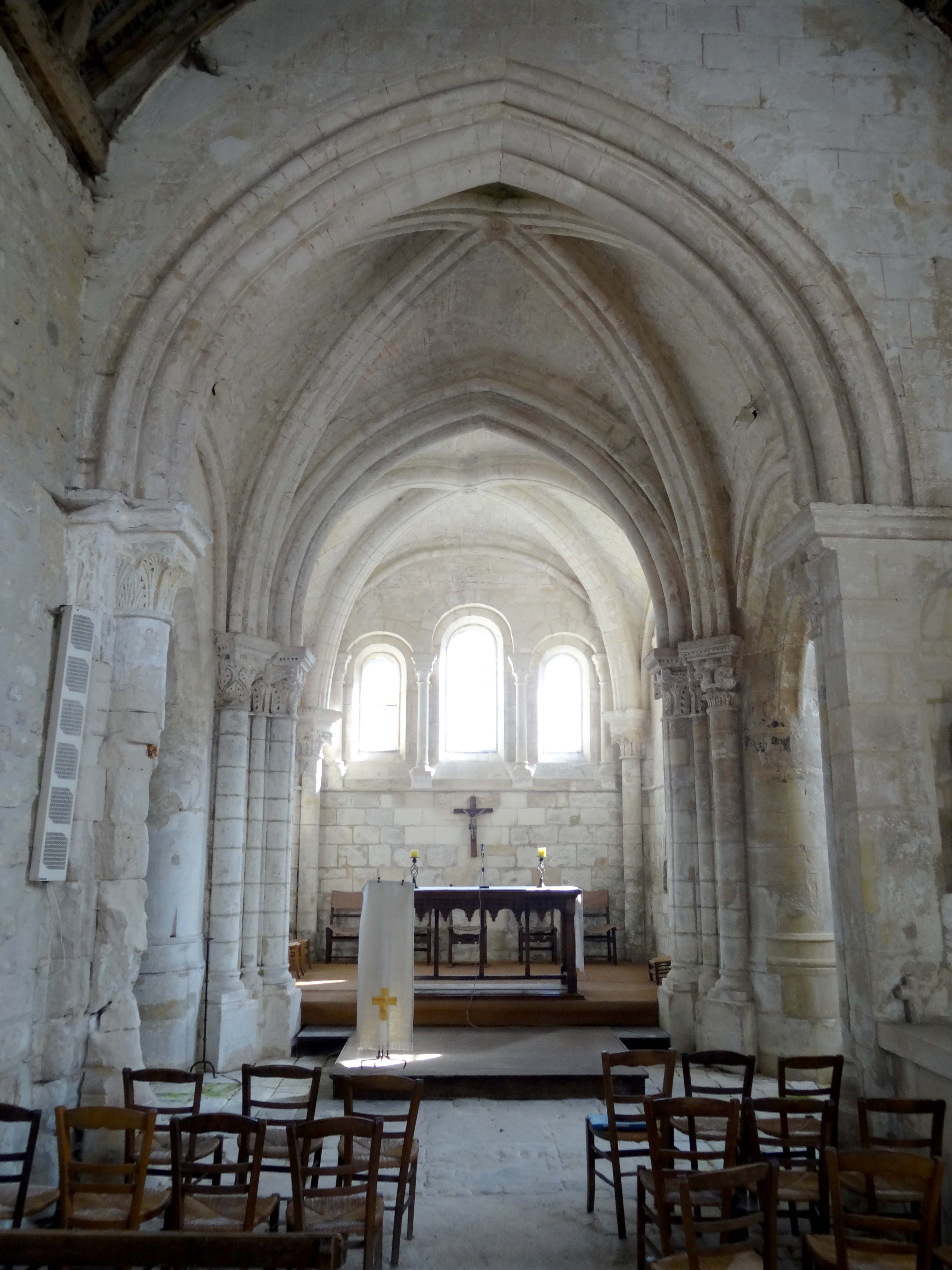
Croisée, vue vers l'est.

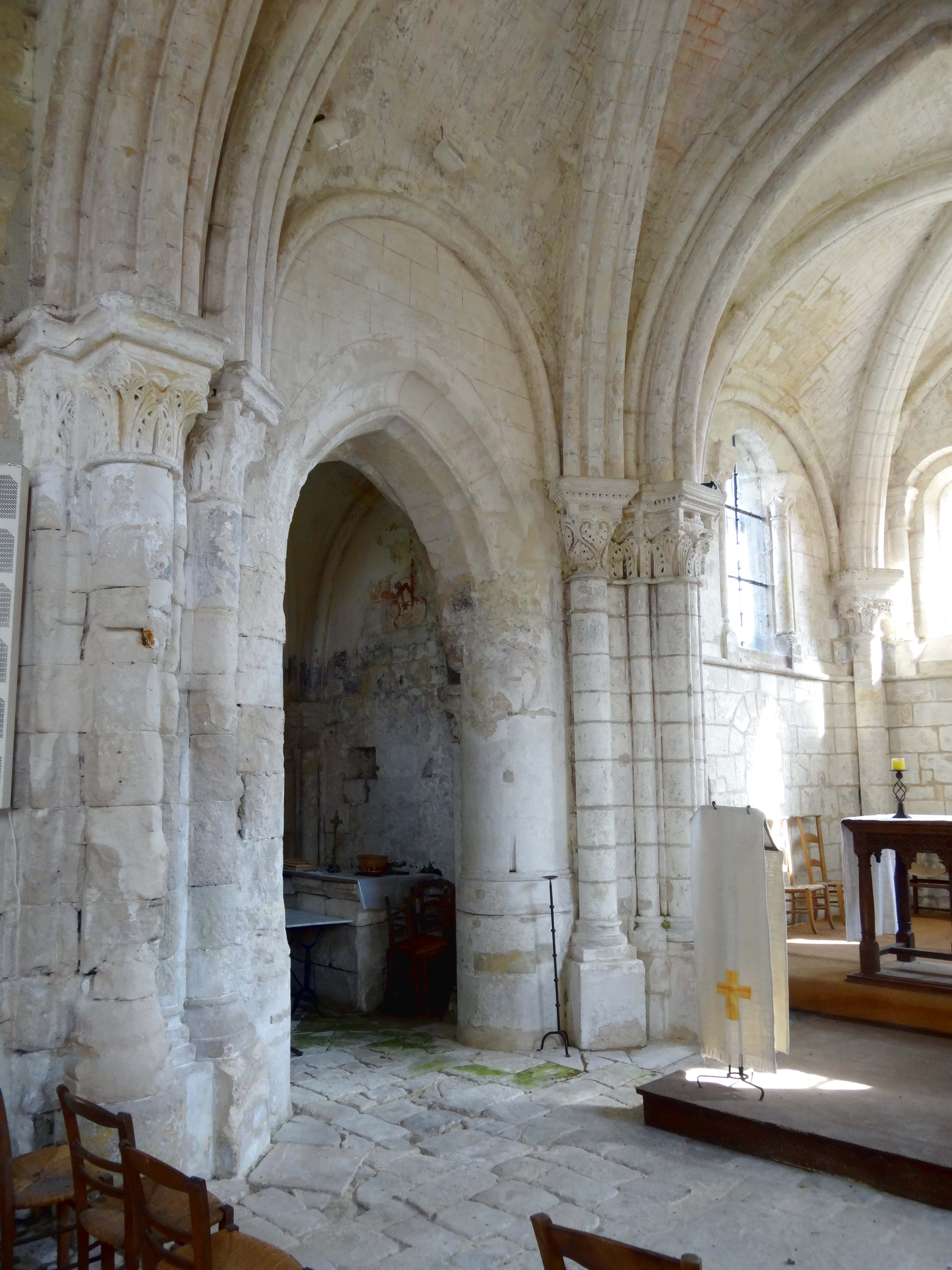
Croisée, vue vers le nord-est.

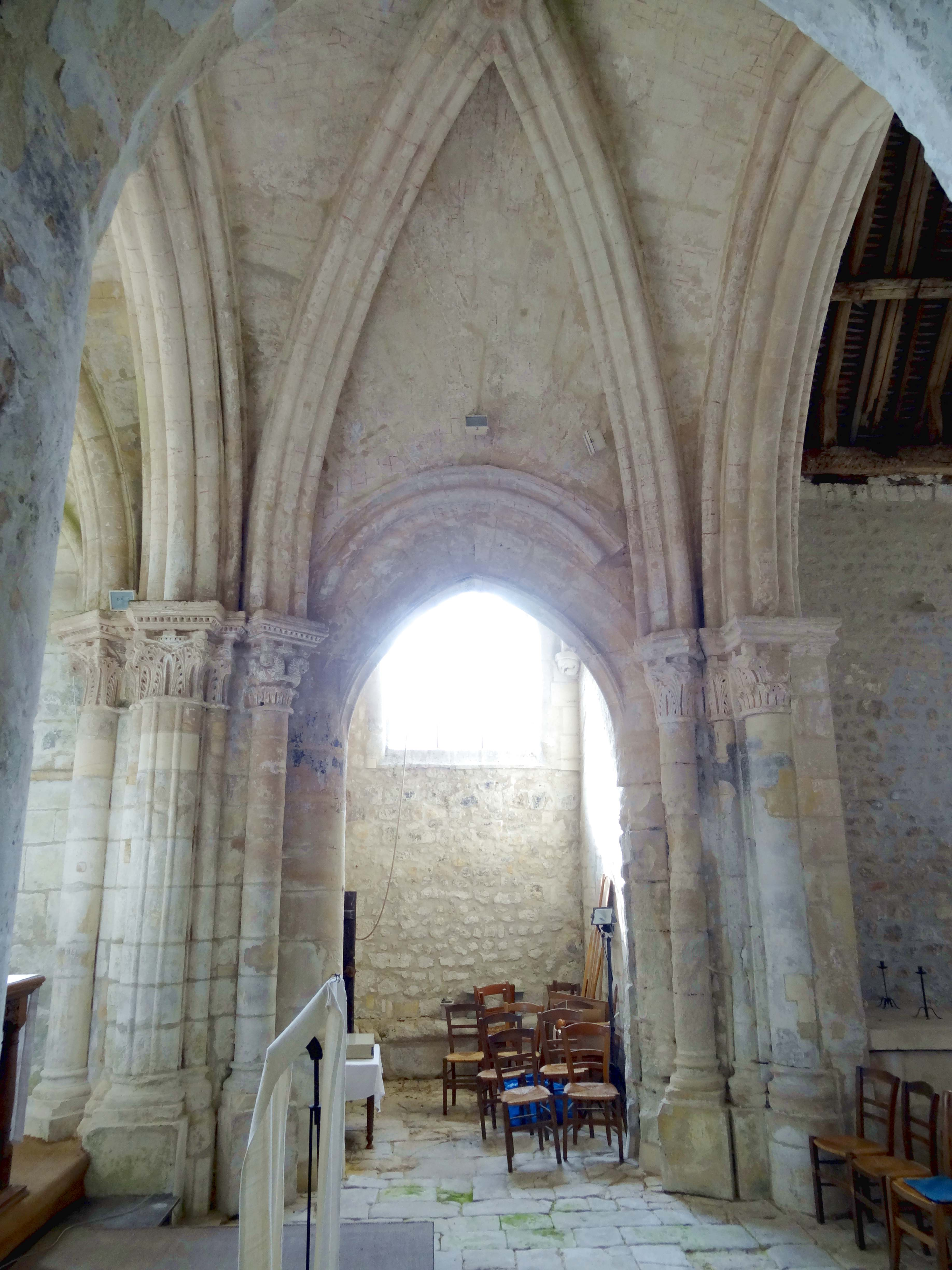
Croisée, vue vers le sud.

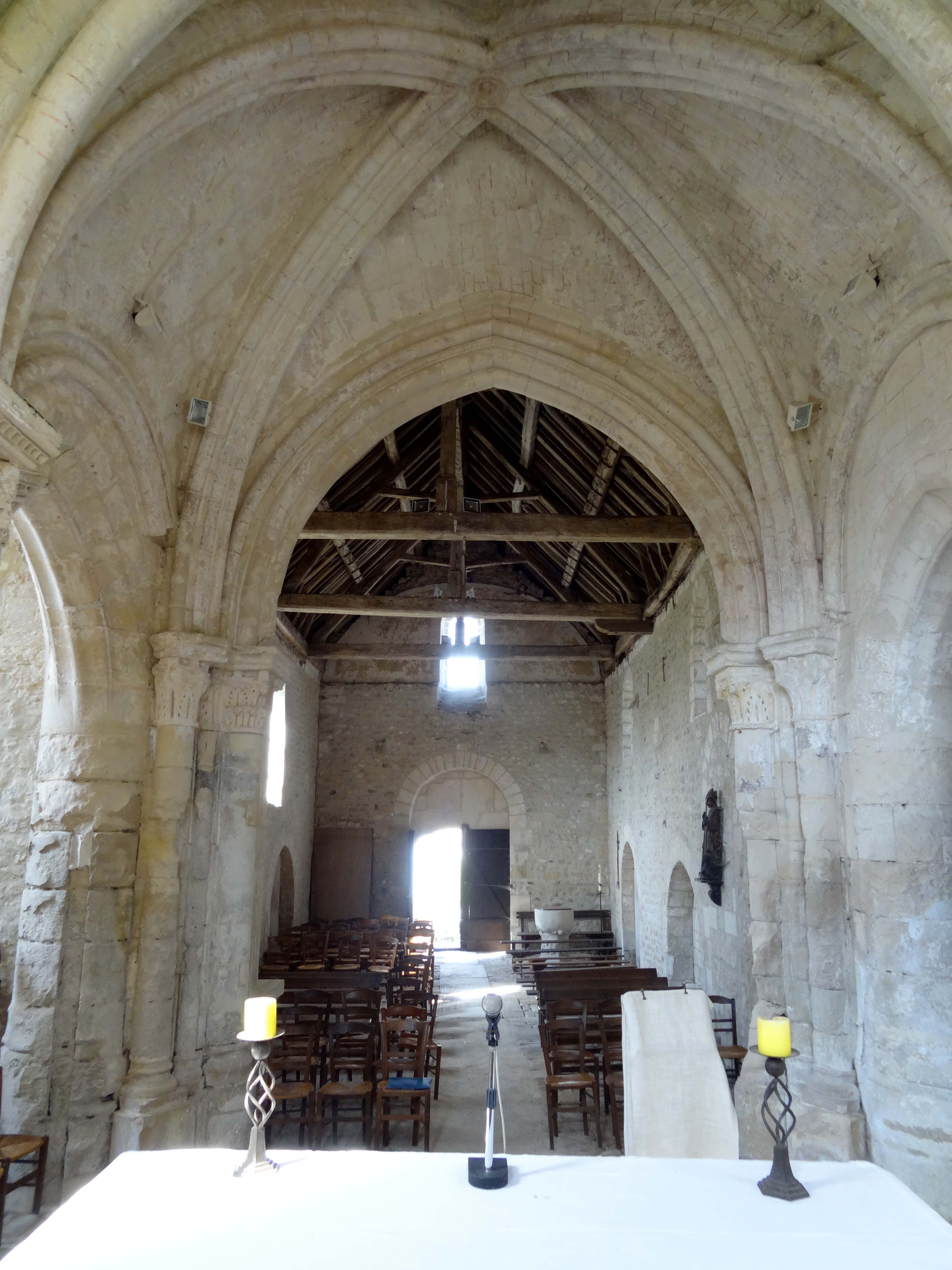
Croisée, vue vers l'ouest.

Depuis la nef, la croisée du transept s'ouvre par un arc triomphal, qui est en presque tous points identiques à l'arc-doubleau la séparant de l'abside : seulement le profil des tailloirs diffère, et les chapiteaux sont, de toute façon, individuels chacun. À sa droite, le pan de mur le séparant de l'angle avec le mur gouttereau sud est assez large pour recueillir un retable de pierre, aménagé après coup au XVIe siècle. Pour lui donner toutefois assez de largeur, la colonnette à chapiteau du rouleau supérieur a été supprimée. Au-dessus du retable, l'on aperçoit une tablette moulurée, qui constitue le prolongement du tailloir des colonnettes à chapiteaux de l'arc triomphal. Elle accuse le même profil que les tailloirs des chapiteaux en face au nord, et doit en principe dater du XIIe siècle, mais l'angle nord-ouest a dû être complété au XVIe siècle, car il ne comporte pas le ressaut visible en face. Avec cette exception, les deux doubleaux perpendiculaires sont conçues de la manière suivante. Ils adoptent un tracé en tiers-point, et sont à double rouleau. Le rang de claveaux supérieur prend la forme d'un gros tore, et le rang de claveaux inférieur est composé de trois gros tores accolés, dont le tore médian est proéminent. La retombée s'effectue de chaque côté sur un tailloir mouluré, commun aux deux rouleaux, qui comporte un ressaut à l'ouest et à l'est, parce que les fines colonnettes des rangs de claveaux supérieurs sont placés en retrait. Contrairement aux tailloirs, les corbeilles des chapiteaux sont bien distinctes les unes des autres, au moins en ce qui concerne celles qui supportent les deux doubleaux. Au rang de claveaux inférieur, correspond une forte colonnette à un quart engagé dans un dosseret, et donc un gros chapiteau. Aux rangs de claveaux supérieurs, correspondent de fines colonnettes logées dans des angles rentrants, et des demi-chapiteaux, côté nef, voire des quarts-de-chapiteaux, dans les angles de la croisée du transept et à l'entrée de l'abside. Les constats faits sur les corbeilles s'appliquent aussi aux bases, ce qui est tout à fait singulier. Dans ce contexte, il convient d'évoquer les supports des voûtes, qui se présentent sous la forme de colonnettes à chapiteaux uniques implantées à 45° face aux ogives, avec des tailloirs carrés, et des corbeilles et fûts d'un diamètre intermédiaire. On peut considérer que ces colonnettes forment un faisceau de quatre colonnettes avec celles des doubleaux, mais elles sont néanmoins légèrement éloignées des dernières, et du côté nord (dans les angles nord-ouest et nord-est de la croisée), la distance entre les chapiteaux est visuellement effacée en faisant continuer la sculpture dans l'intervalle.
Des doubleaux constitués de trois gros tores se rencontrent aussi dans les chœurs ou bases de clocher d'Acy-en-Multien, Bémont, Brignancourt, Marolles, Néry et Pondron ; dans le narthex de la basilique Saint-Denis ; dans la nef de Gaillon-sur-Montcient ; à certains endroits du déambulatoire de Saint-Martin-des-Champs ; et même dans les bases de clocher encore voûtées d'arêtes de Seraincourt et Saint-Gervais. Tous ces exemples datent du XIIe siècle, mais à la période gothique rayonnante, le profil revient à l'honneur avec un diamètre nettement diminué. Il est utile d'évoquer le profil des ogives dans le contexte des doubleaux, car il en est dérivé : un large méplat central est accosté de deux gros tores du même diamètre que sur le rouleau supérieur des deux arcades. Ce profil est extrêmement répandu jusqu'au milieu du XIIIe siècle, mais s'applique ordinairement aux arcades et doubleaux, et non aux ogives. La clé de voûte est de très petit diamètre, comme à l'accoutumée jusqu'au troisième quart du XIIIe siècle. Elle est ornée d'une fleur à larges pétales, qui est sculptée sur un disque, et à faible relief. Côté nef, soit dans les angles nord-ouest et sud-ouest, les tailloirs sont moulurés d'une plate-bande, d'un large cavet et d'une baguette. Côté abside, soit dans les angles nord-est et sud-est, ils sont profilés d'une plate-bande, d'un listel, et de deux baguettes séparées par un rang de carrés excavés. À l'exception de deux chapiteaux au nord de l'arc triomphal, les tailloirs sont séparés des corbeilles par des blocs cubiques, à raison d'un par angle et un au milieu de chaque face, qui sont obtenus par l'excavation des intervalles. Ce procédé est fréquent sur les chapiteaux romans tardifs d'inspiration antique, mais loin d'être la règle. Il se rencontre aussi à Béthisy-Saint-Pierre, Chars, Foulangues, Gaillon-sur-Montcient, Hardricourt, Néry, etc. Les chapiteaux « sont sculptés avec beaucoup d'art et sont composés de feuilles d'acanthe finement découpées qui se recourbent aux angles du tailloir ; ceux qui supportent les nervures de la croisée d'ogives du côté chœur présentent, l'un des feuilles de vigne gracieusement enroulées, l'autre deux dauphins accouplés » (Eugène Lefèvre-Pontalis) [plutôt des basilics]. Selon Dominique Vermand, « la riche famille des chapiteaux à feuille d'acanthe, développée principalement dans le milieu parisien à partir de la fin des années 1130 - Saint-Pierre de Montmartre, Saint-Martin-des-Champs, narthex puis chœur de Saint-Denis - touche l'Oise assez tardivement - Lavilletertre, Saint-Germer-de-Fly, cathédrales de Noyon et Senlis - si l'on excepte la série, exceptionnelle par sa qualité, des chapiteaux de Noël-Saint-Martin (années 1135/40), un édifice relevant précisement, par l'intermédiaire du prieuré Saint-Nicolas-d'Acy, de Saint-Martin-des-Champs ».
Les fûts ne donnent pas lieu à des remarques, sauf ceux du rouleau inférieur du doubleau à l'entrée de l'abside : ils sont légèrement aplatis, et garnis de deux fines baguettes côté intrados. Il n'y a pas d'autres exemples de tels fûts dans la région. Les bases se composent d'un petit et d'un grand boudin séparés d'une large scotie peu profonde. Leurs angles ne sont pas flanqués de griffes. Les socles se composent en principe d'une tablette et d'un bloc cubique, mais comme le souligne Lefèvre-Pontalis, la tablette a été maladroitement taillée suivant une forme circulaire à l'époque moderne. Elle a donc été refaite selon la disposition authentique à certains endroits. — Avec ses deux voûtes d'ogives des années 1130, l'église Saint-Martin compte parmi la quarantaine d'édifices religieux dans le département de l'Oise qui conservent des voûtes d'ogives romanes, antérieures au milieu du XIIe siècle. Selon Dominique Vermand, son architecture puise ses sources bien davantage des plus anciennes voûtes d'ogives de l'Oise, dont l'abbaye Saint-Lucien de Beauvais et l'église Saint-Étienne de Beauvais, que du narthex de la basilique Saint-Denis. Les premières voûtes d'ogives sont souvent le reflet d'un tâtonnement des bâtisseurs, qui expérimentent plusieurs solutions avant d'identifier les techniques les plus appropriées. Ainsi, on peut souvent trouver des maladresses, mais aussi des innovations, qui ne se diffusent qu'avec un certain délai. Dans cette dernière catégorie, Noël-Saint-Martin peut s'enorgueillir de posséder les premiers arcs formerets moulurés, avec Bailleval. Ces formerets sont en plein cintre, contrairement aux doubleaux, et dépourvus de supports : ils s'arrêtent nets au niveau des tailloirs. En raison de leur tracé, et de la profondeur de la travée inférieure à la largeur, leur clé d'arc se situe nettement en dessous des clés d'arc des doubleaux. Mais de surcroît, la clé de voûte se situe quant à elle nettement au-dessus des clés d'arc des doubleaux, et le bombement de la voûte est donc particulièrement prononcé, comme dans la seconde travée du chœur de Bailleval et le bas-côté nord d'Ully-Saint-Georges. C'est là la principale maladresse des constructeurs. Il y a, à la même époque, déjà des voûtes d'ogives aux lignes de faîte parfaitement horizontales, comme cela devient la règle à la période gothique. Dans certains cas, le bombement semble avoir pour but de diminuer la poussée horizontale sur les murs, et de transformer les forces latérales en forces verticales, afin de pouvoir renoncer à de massifs contreforts. Mais en l'occurrence, les voûtains sont tellement inclinés que le maître d'œuvre craignait, selon Eugène Lefèvre-Pontalis, que les claveaux se mettent à glisser vers l'extérieur de la voûte. « Il remédia à ce danger en élevant au-dessus du doubleau dans le comble un mur très épais, afin de leur opposer un point d'arrêt solide et en chargeant les reins de la voûte à laquelle il donna près de 50 cm d'épaisseur ». Reste à signaler que les deux arcades latérales ouvrant sur le croisillon sud et la base du clocher sont postérieures à la voûte, et leur tracé en tiers-point en contraste avec le plein cintre des formerets ne doit donc pas surprendre. Dans leur forme actuelle, elles datent de la période flamboyante.

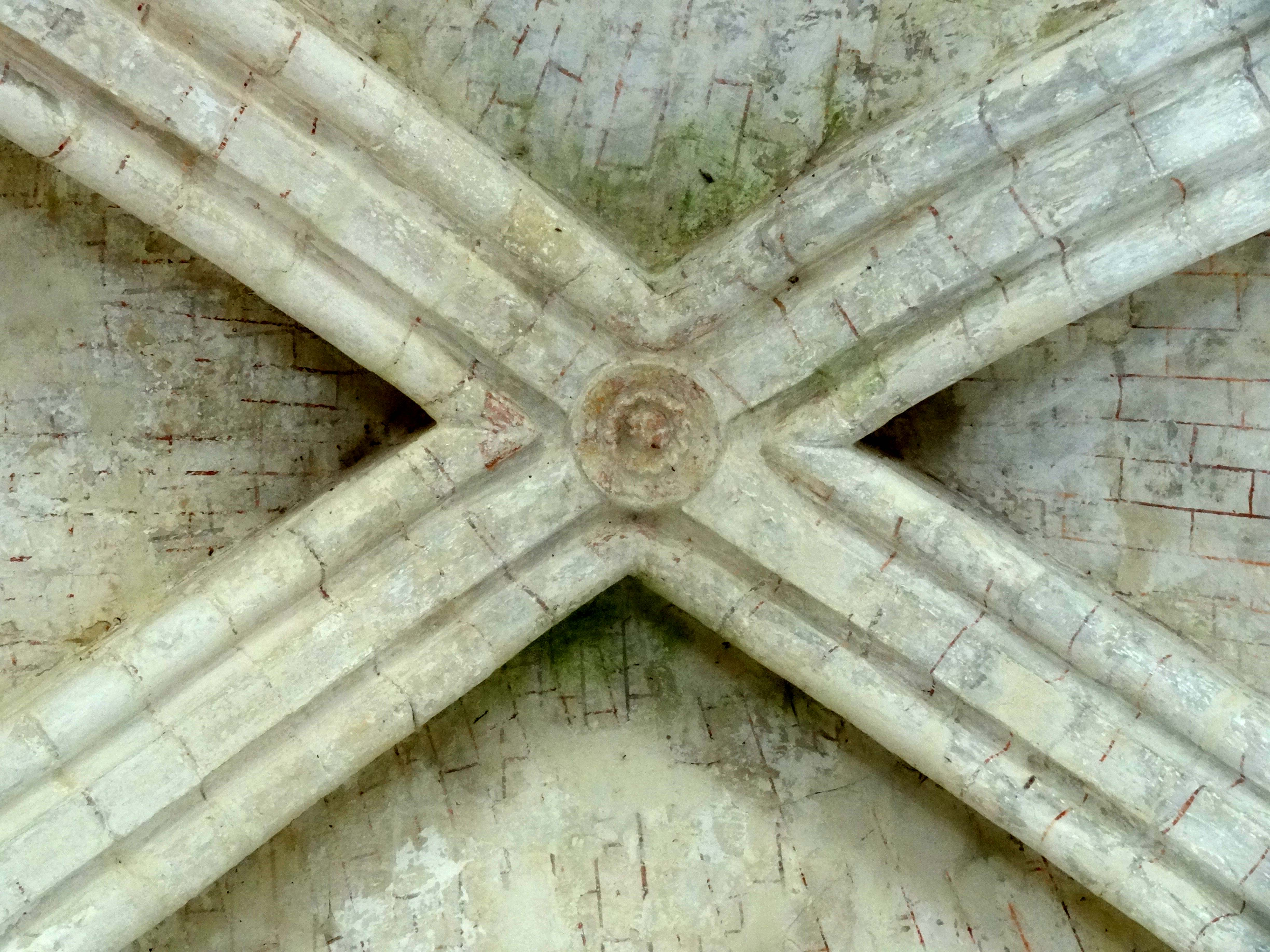
Clé de voûte.
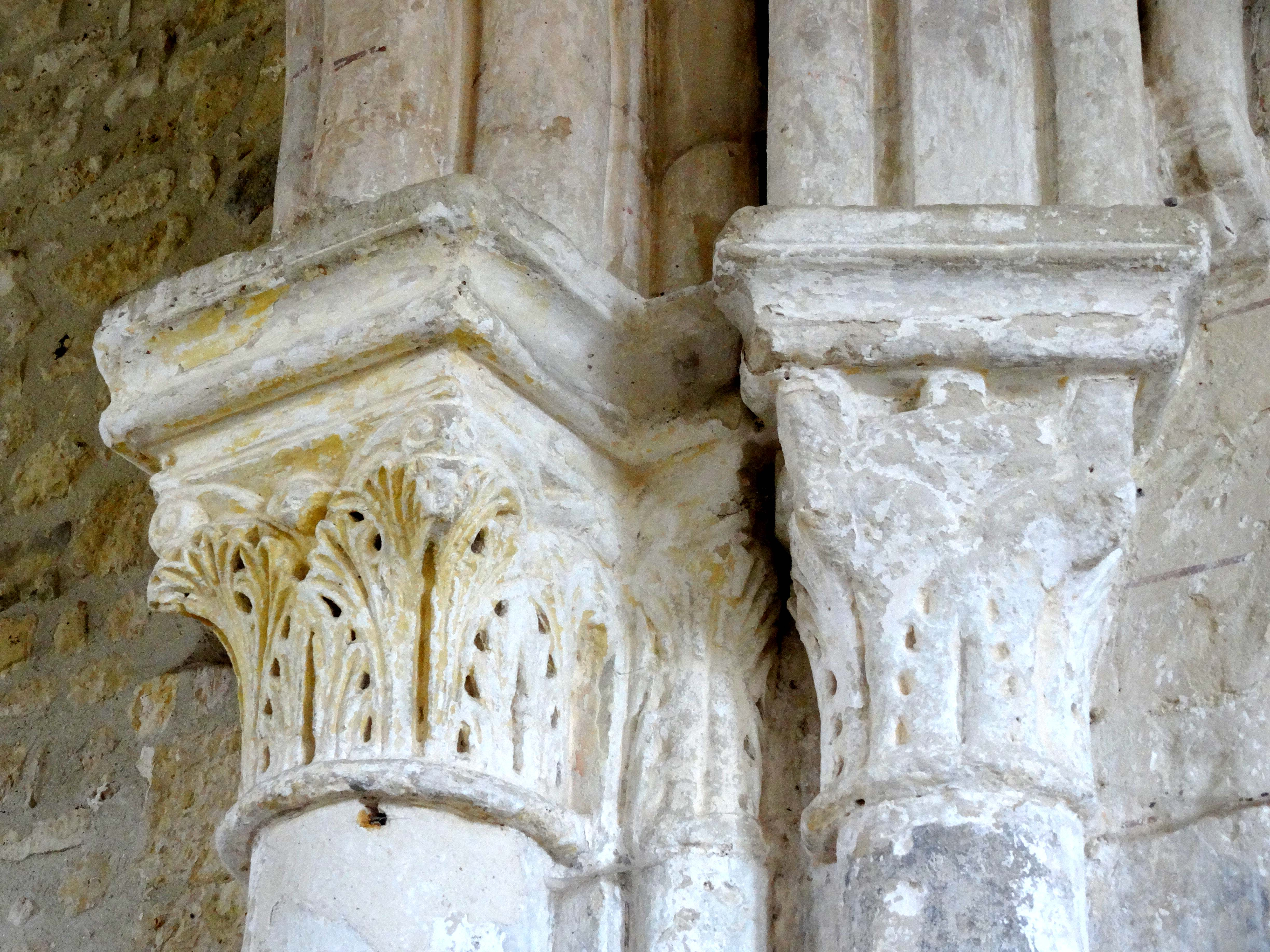
Chapiteaux dans l'angle nord-ouest.
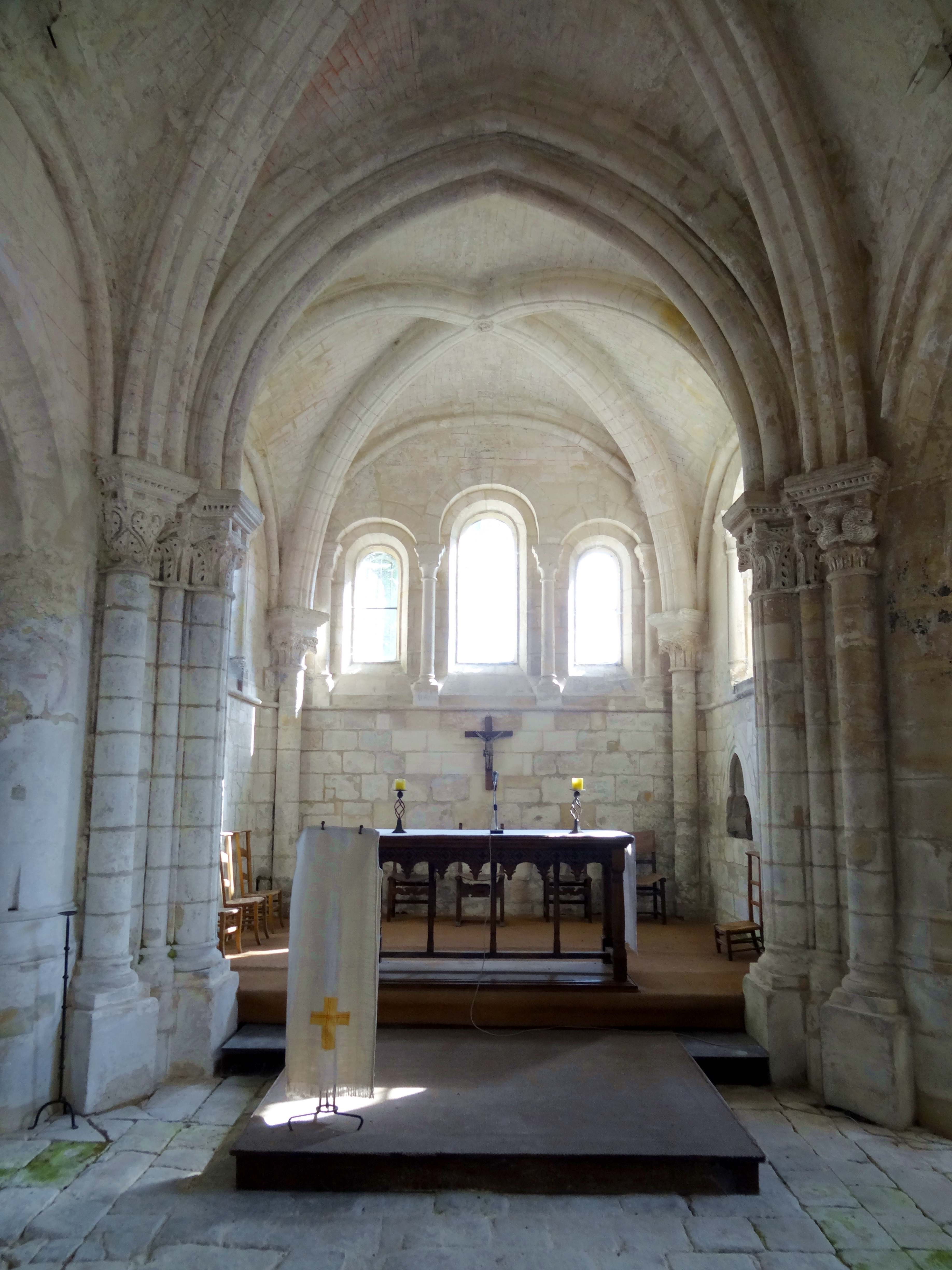
Vue vers l'est.
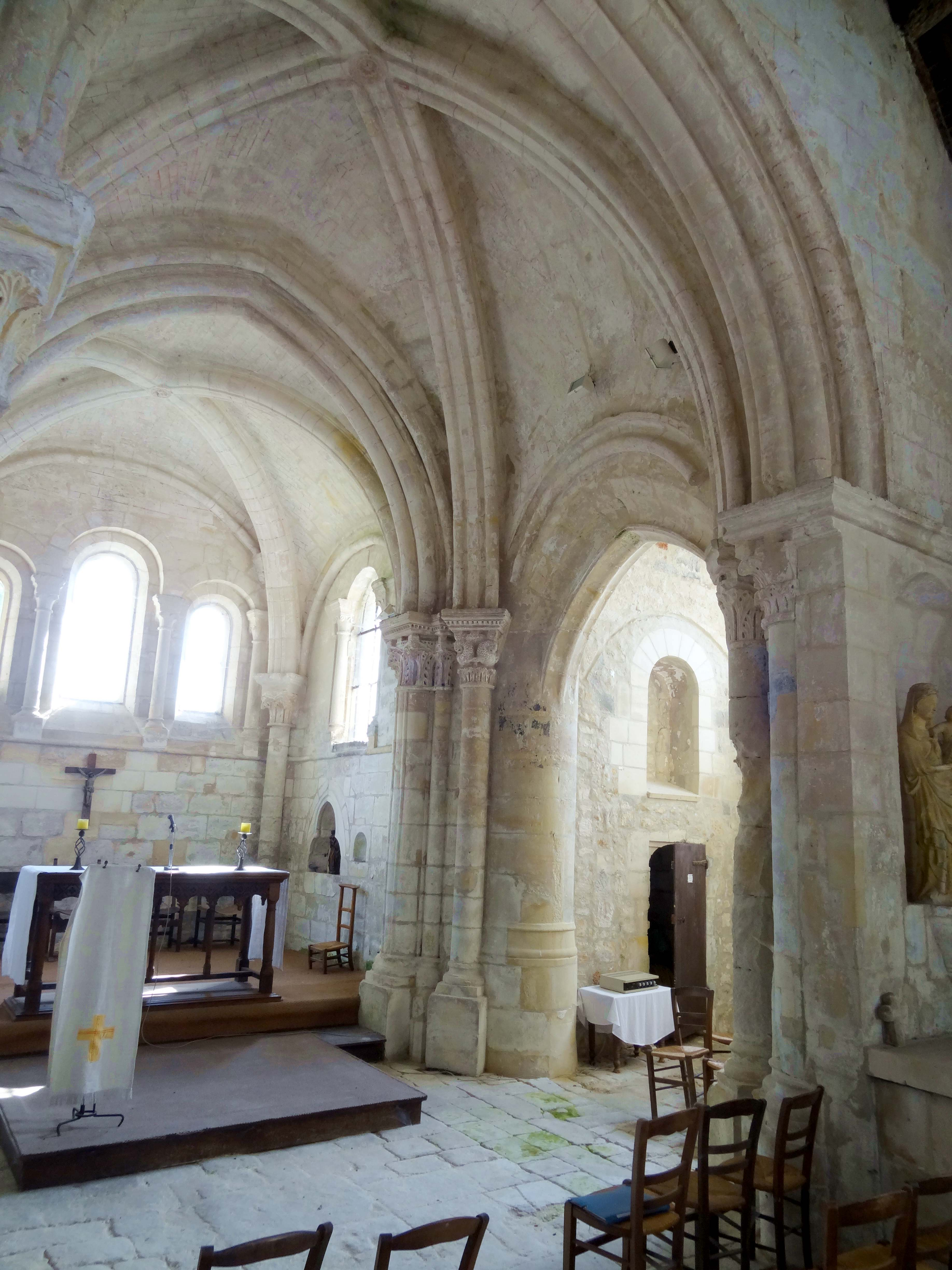
Vue vers le sud-est.
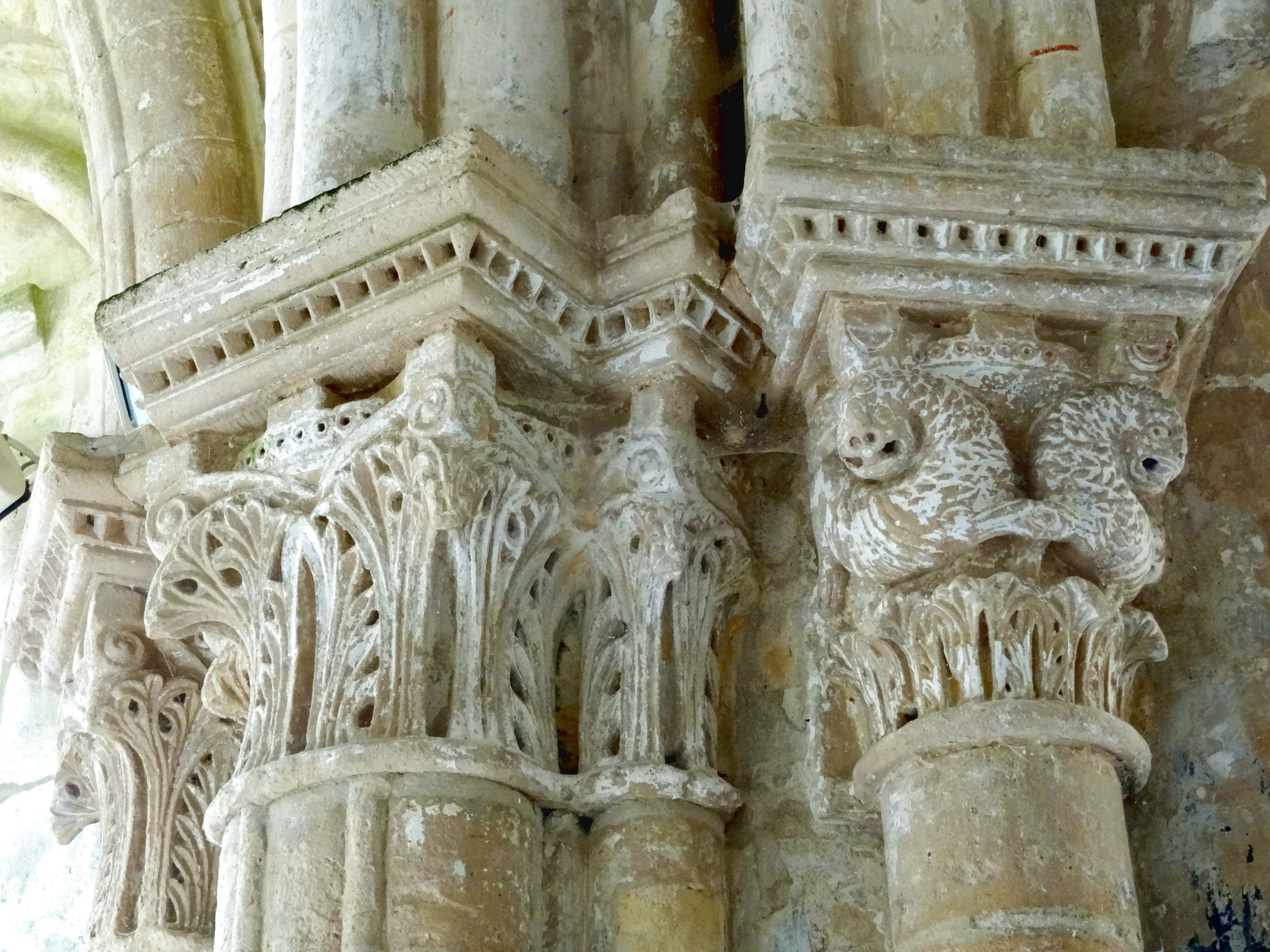
Chapiteaux dans l'angle sud-est.
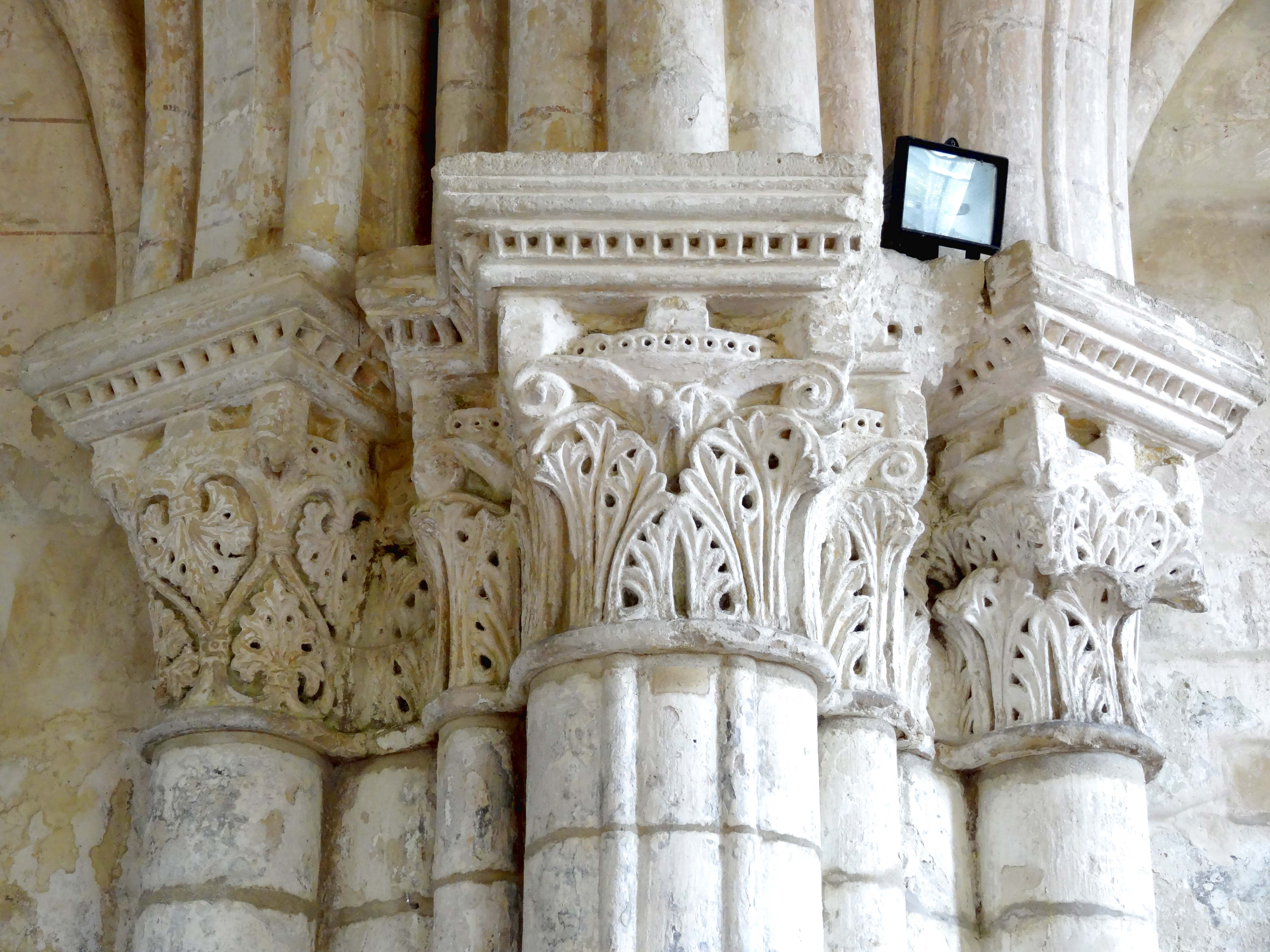
Doubleau intermédiaire, chapiteaux côté nord.

#### Deuxième travée du chœur ou abside

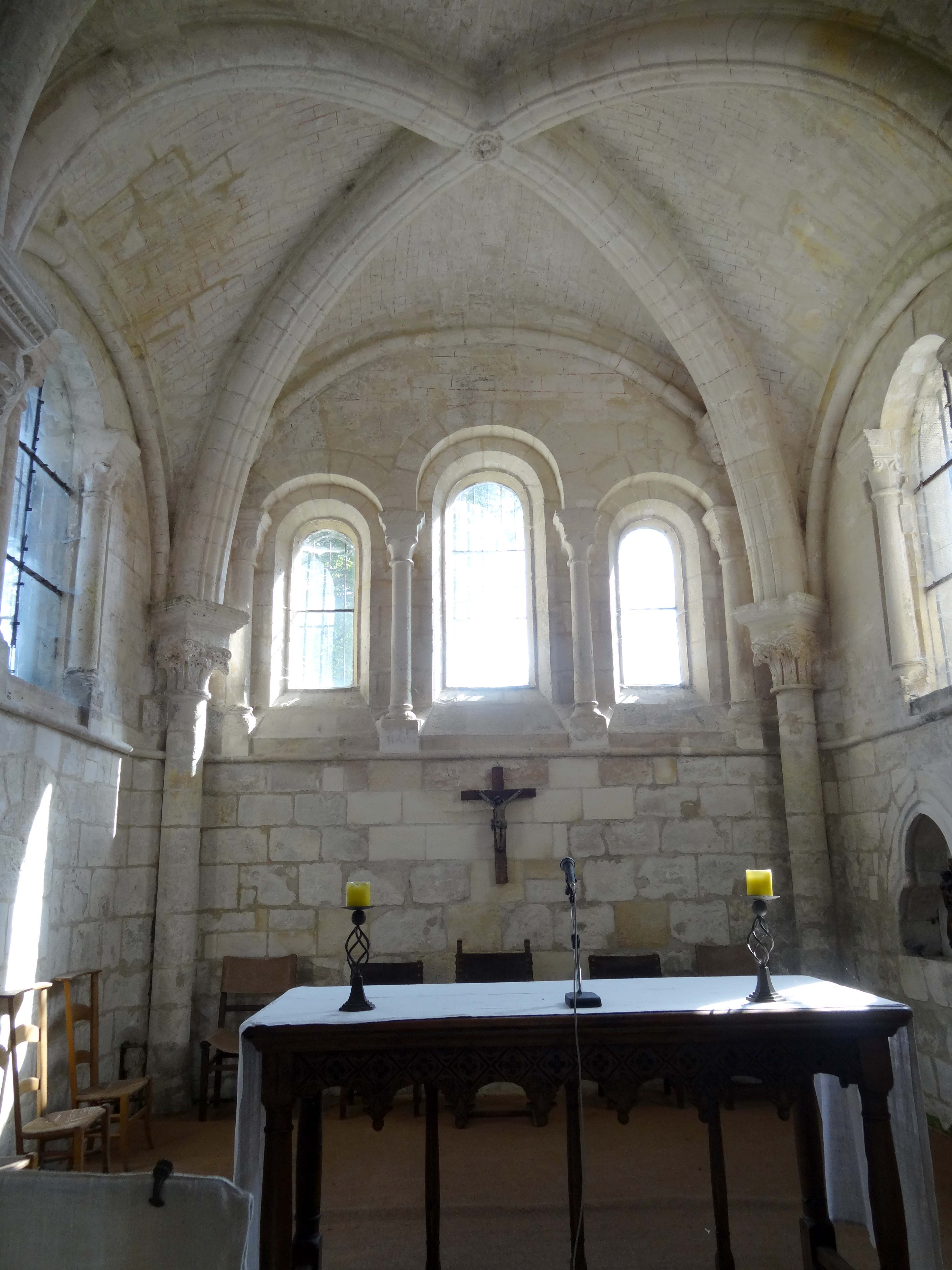
Vue vers l'est.

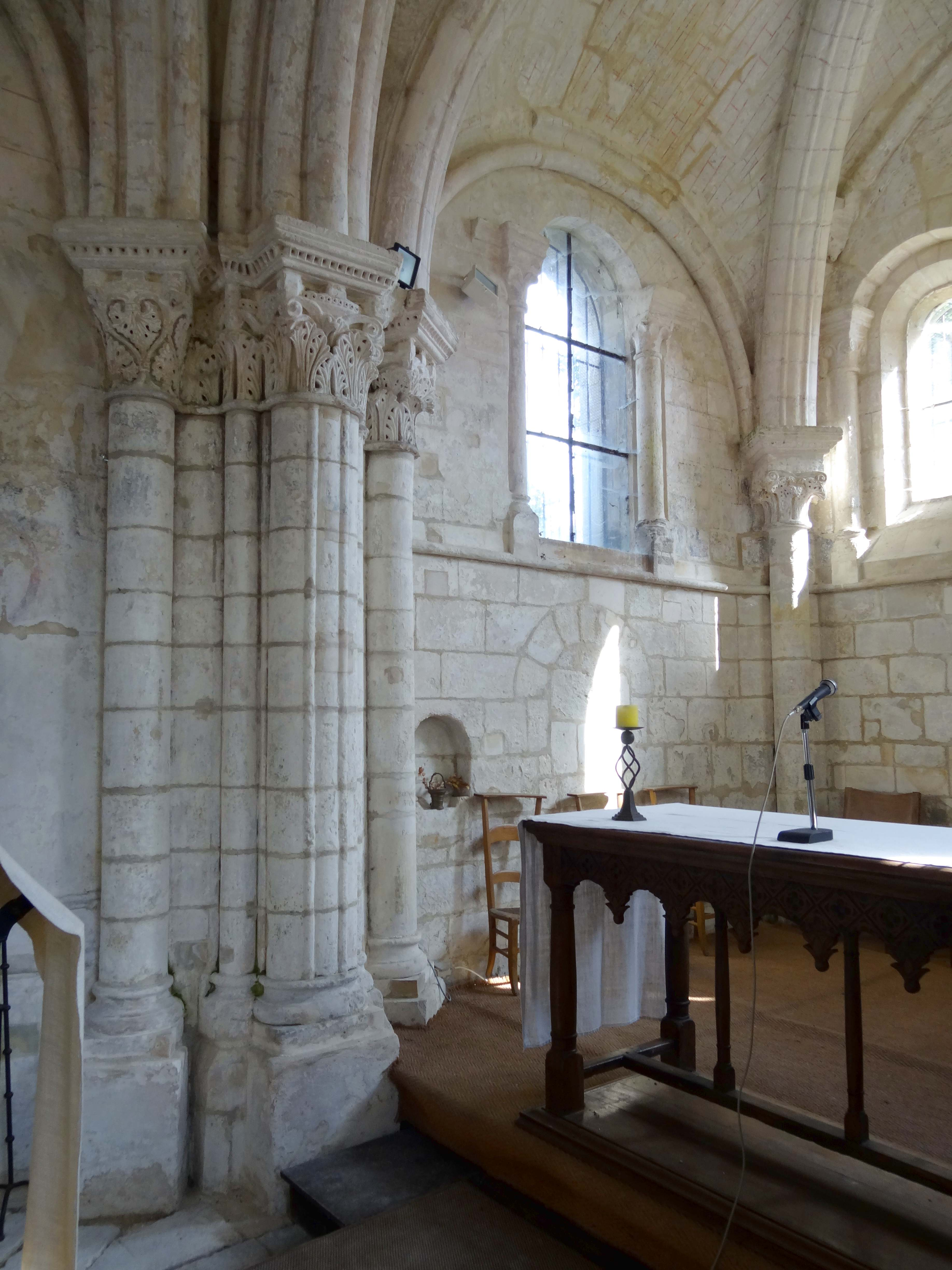
Vue vers le nord-est.

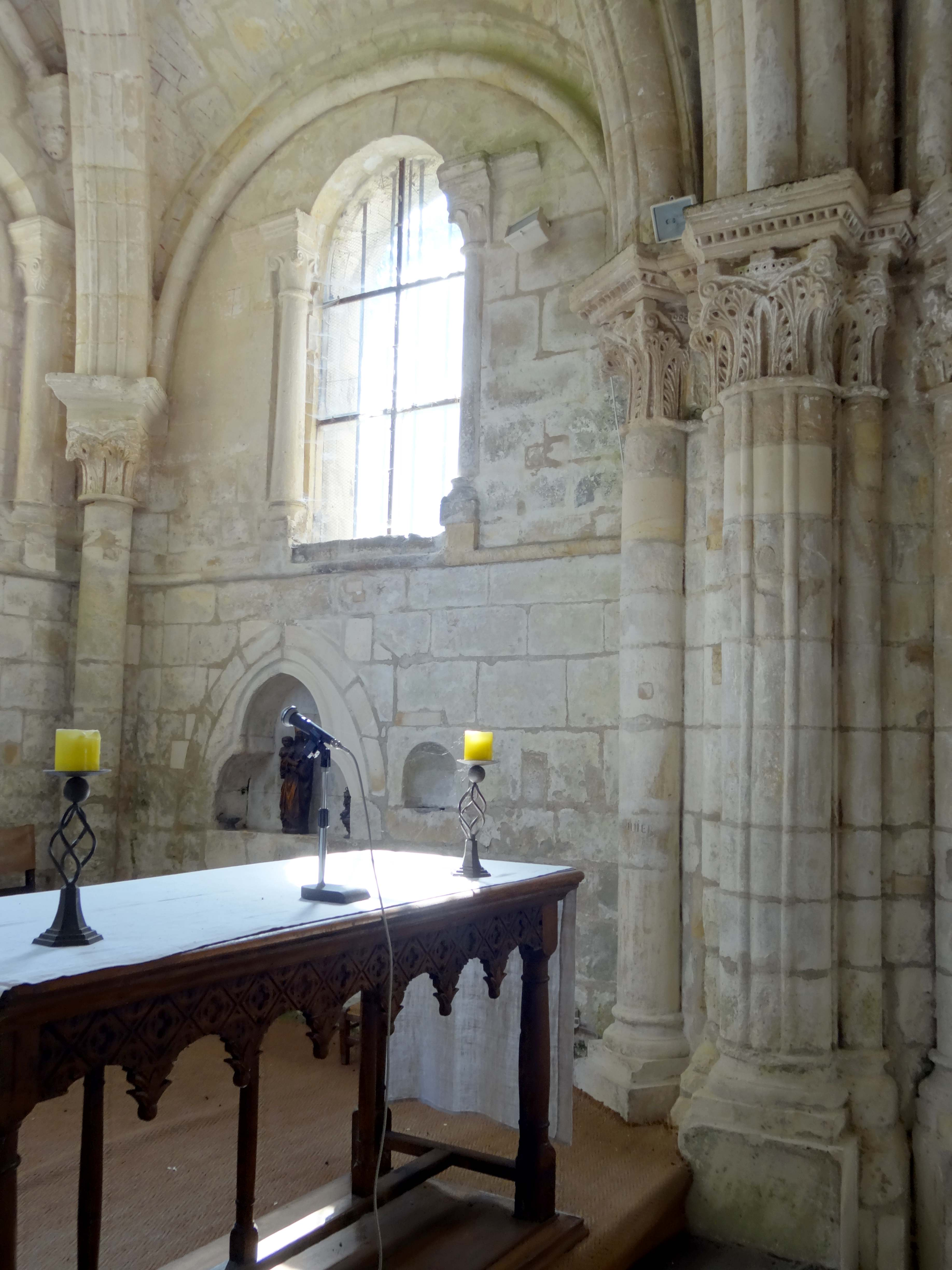
Vue vers le sud-est.

La deuxième travée du chœur, ou autrement l'abside ou le sanctuaire, est considérée par Eugène Lefèvre-Pontalis comme la partie la plus intéressante de l'église, parce qu'il présente « des modèles de nervures, de colonnes et de chapiteaux uniques dans la région ». Depuis la croisée du transept, en même temps première travée du chœur, le sanctuaire s'ouvre par le doubleau déjà décrit. De plan carré, il est légèrement plus grand que la travée précédente. Les deux murs latéraux et le chevet plat sont percés de fenêtres en plein cintre. Ce sont des baies unique, inhabituellement grandes pour la période romane et non ébrasées, au nord et au sud, et un triplet de trois baies plus petites, dont celle du milieu plus élevée et plus large que les deux autres, au chevet. Le triplet est la forme d'éclairage par excellence du chevet plat entre le deuxième quart du XIIe siècle et le premier quart du XIIIe siècle, jusqu'à la diffusion des baies à remplage. D'autres exemples de la période romane tardive dans la région sont Avrechy, Bailleval (anciennement), Cauffry, Francastel, Monchy-Saint-Éloi, Rocquemont, Saint-Vincent de Senlis, etc. À cette époque, Noël-Saint-Martin présente le seul cas où les baies soient décorées à l'intérieur. On peut toutefois également citer l'église du prieuré Saint-Christophe-en-Halatte, qui appartient à la même famille, mais est d'une vingtaine d'années plus jeune.
Les baies latérales sont directement cantonnées de deux colonnettes à chapiteaux, et les baies du triplet s'ouvrent également entre deux colonnettes à chapiteaux, qui sont ici placées à une certaine distance des baies, et partagées entre deux baies voisines devant les trumeaux. Les arcs des baies ne sont pas décorées, ce qui apparaît comme un oubli ou une maladresse au nord et au sud, car les tailloirs largement débordants des chapiteaux ne semblent avoir rien à supporter. Au chevet, les baies sont tout au moins à double archivolte, ce qui donne une raison d'être aux colonnettes, mais l'on peut s'étonner que les deux rangs de claveaux soient à arêtes vives, ce qui paraît également maladroit. Les tailloirs sont proportionnellement plus hauts que ceux des chapiteaux des voûtes. Ils accusent une plate-bande et trois cavets de largeur inégale. Les chapiteaux sont sculptés de volutes d'angle ou de feuilles plates, ce qui sont des motifs stéréotypés largement répandus, et la qualité reste donc largement en dessous de celle des chapiteaux à feuille d'acanthe des voûtes. Les fûts sont en délit, ce qui est une marque d'élégance, mais très courant à l'époque pour les courtes colonnettes des portails, fenêtres, et arcatures plaquées. Celles-ci font ici défaut, mais la limite des allèges est soulignée par un tore, comme souvent à la période gothique. Les allèges représentent un peu plus que la moitié de la hauteur des murs, et davantage encore si l'on ne tient pas compte des deux marches de l'estrade en bois. L'effet serait meilleur avec une limitation des allèges à la moitié de la hauteur des murs. Au nord, l'on note une petite porte bouchée à l'aplomb de la fenêtre, et une petite piscine liturgique, évoquant davantage un bénitier mural, à sa gauche. Au sud, une piscine plus grande a été ménagée dans l'épaisseur du mur à la période gothique, comme l'indique l'arcade trilobée, agrémentée d'un tore, à l'ouverture de la niche.
L'absence d'archivolte moulurée au-dessus des baies est quelque peu compensée par les formerets toriques de la voûte, qui se rapprochent assez des fenêtres au nord et au sud. Au nord et au sud, les formerets se situent au même niveau que dans la croisée du transept. Au chevet, le formeret se situe à un niveau nettement supérieur, car la voûte de l'abside est également bombée dans le sens perpendiculaire. Elle est horizontale dans le sens longitudinal, ce qui explique que sa clé de voûte se situe de 65 cm plus bas que dans la première travée. Puisque les doubleaux sont en tiers-point, le formeret du chevet devrait en toute logique adopter le même tracé, et établir une symétrie, mais il n'en est rien, et il reste en plein cintre à l'instar des doubleaux latéraux. Ceci ne pose pas un souci esthétique, mais en revanche, le maître d'œuvre a apparemment oublié que les tailloirs des colonnettes à gauche et à droite du triplet se rapprochent à un tel point des angles qu'il ne reste plus de place pour le formeret. Bien avant d'atteindre ses points de chute naturels à côté des tailloirs des ogives, il bute ainsi sur des modillons sculptés de masques, selon un parti qui s'observe encore vers 1200 dans les bas-côtés du chœur de Béthancourt-en-Valois. Malgré ces différentes maladresse, la voûte est appareillée avec grande régularité, et l'ensemble du sanctuaire est bâti avec grand soin, si bien qu'il ne semble jamais avoir eu besoin d'une restauration majeure, et se présente toujours dans un excellent état. La lourdeur du style va ici de pair avec une bonne solidité. Les ogives sont d'une épaisseur disproportionnée, qui dépasse même celle des colonnettes. Elles sont considérées comme monotoriques, mais le profil est en fait le même que celui des deux colonnettes médianes des faisceaux à l'entrée du sanctuaire, à savoir un gros boudin aplati en ellipse garni de deux petites baguettes. La clé de voûte est une petite rosace toute simple. Les chapiteaux de feuilles d'acanthe entrelacées, couronnées par une volute à chaque angle, sont de la même qualité exceptionnelle que dans le carré du transept. Dans les angles du chevet, apparaît un troisième profil pour les tailloirs, qui est celui déjà observé sur les colonnettes des fenêtres.

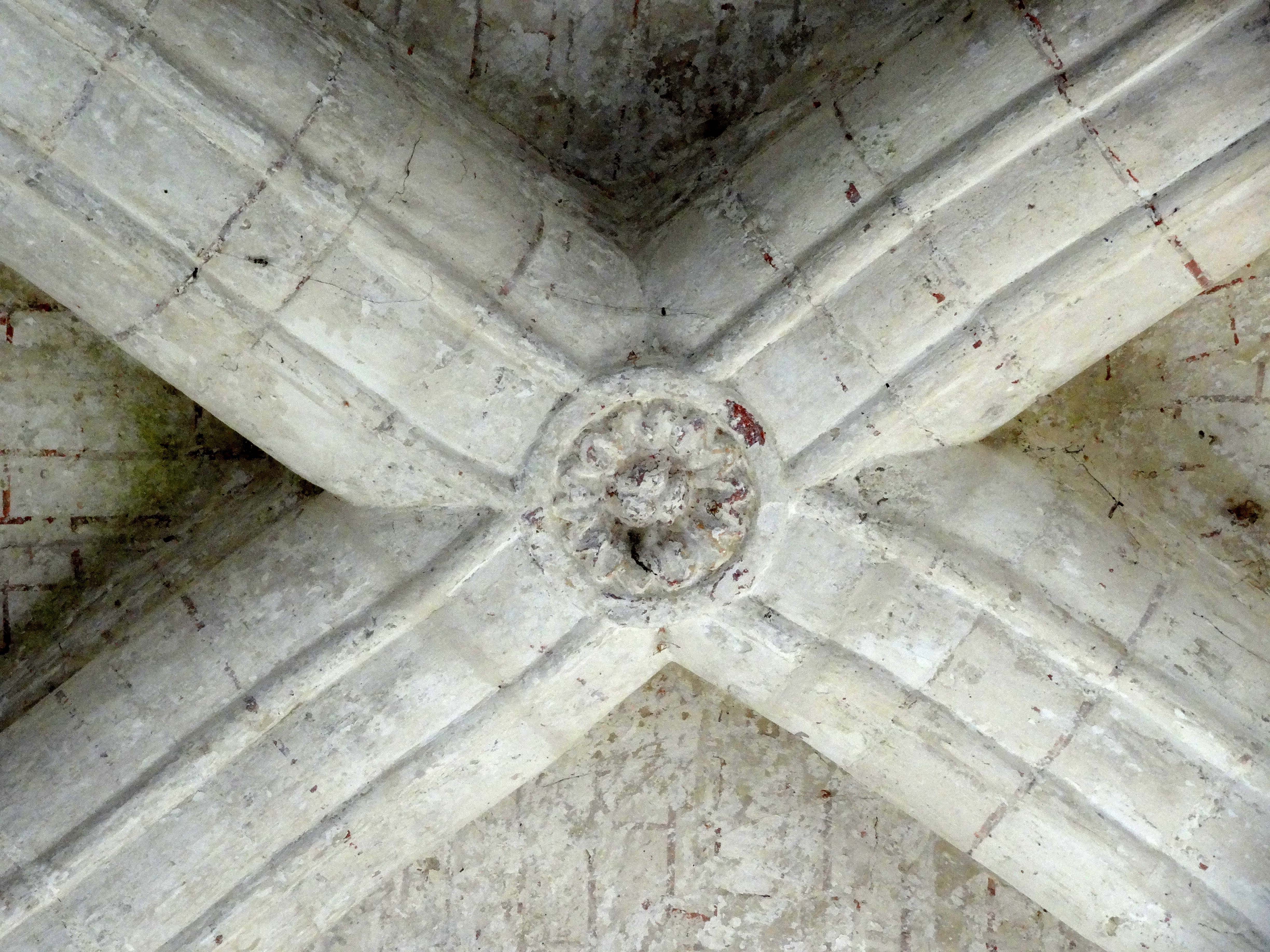
Clé de voûte.
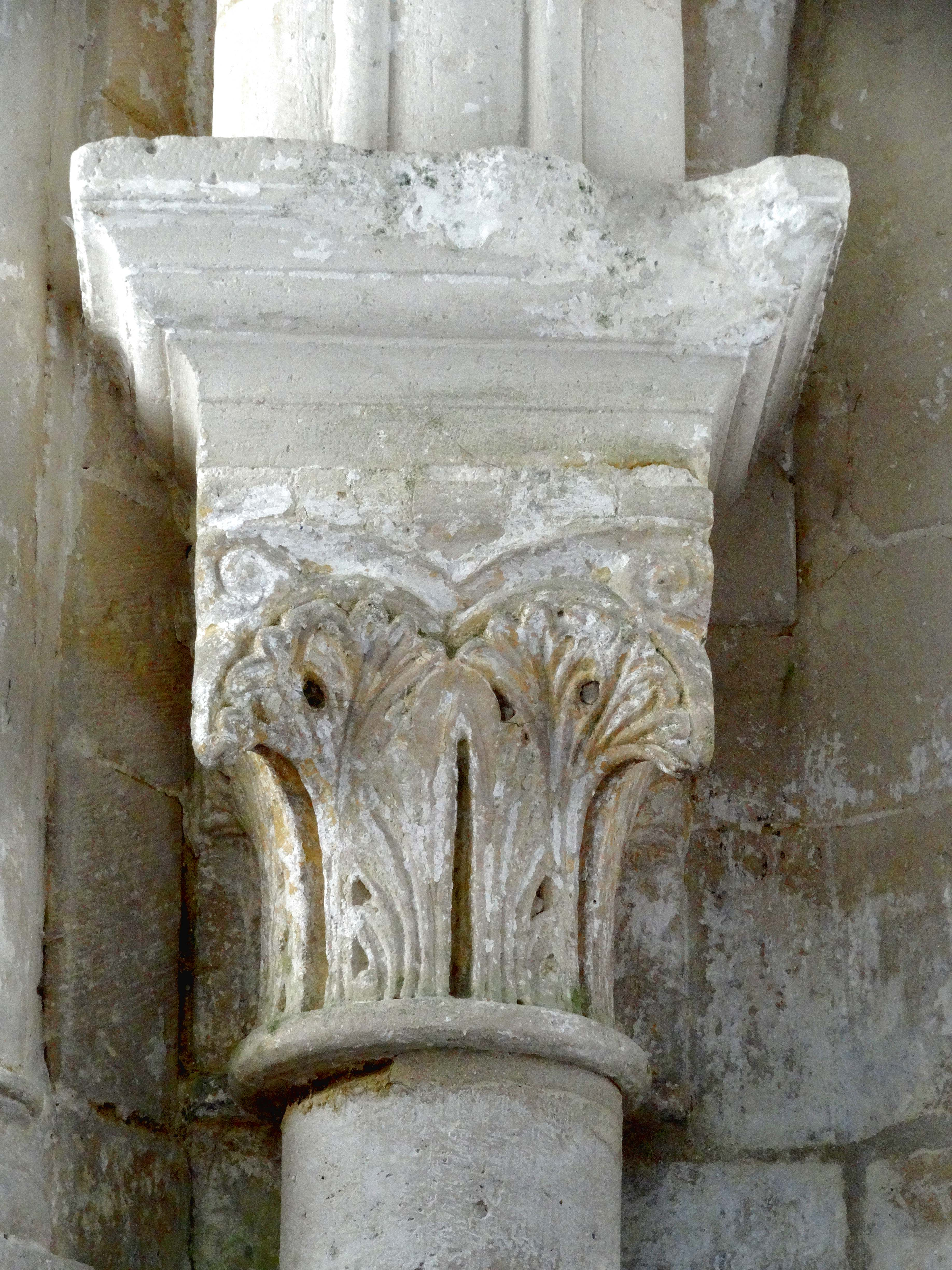
Chapiteau de l'ogive à droite du chevet.
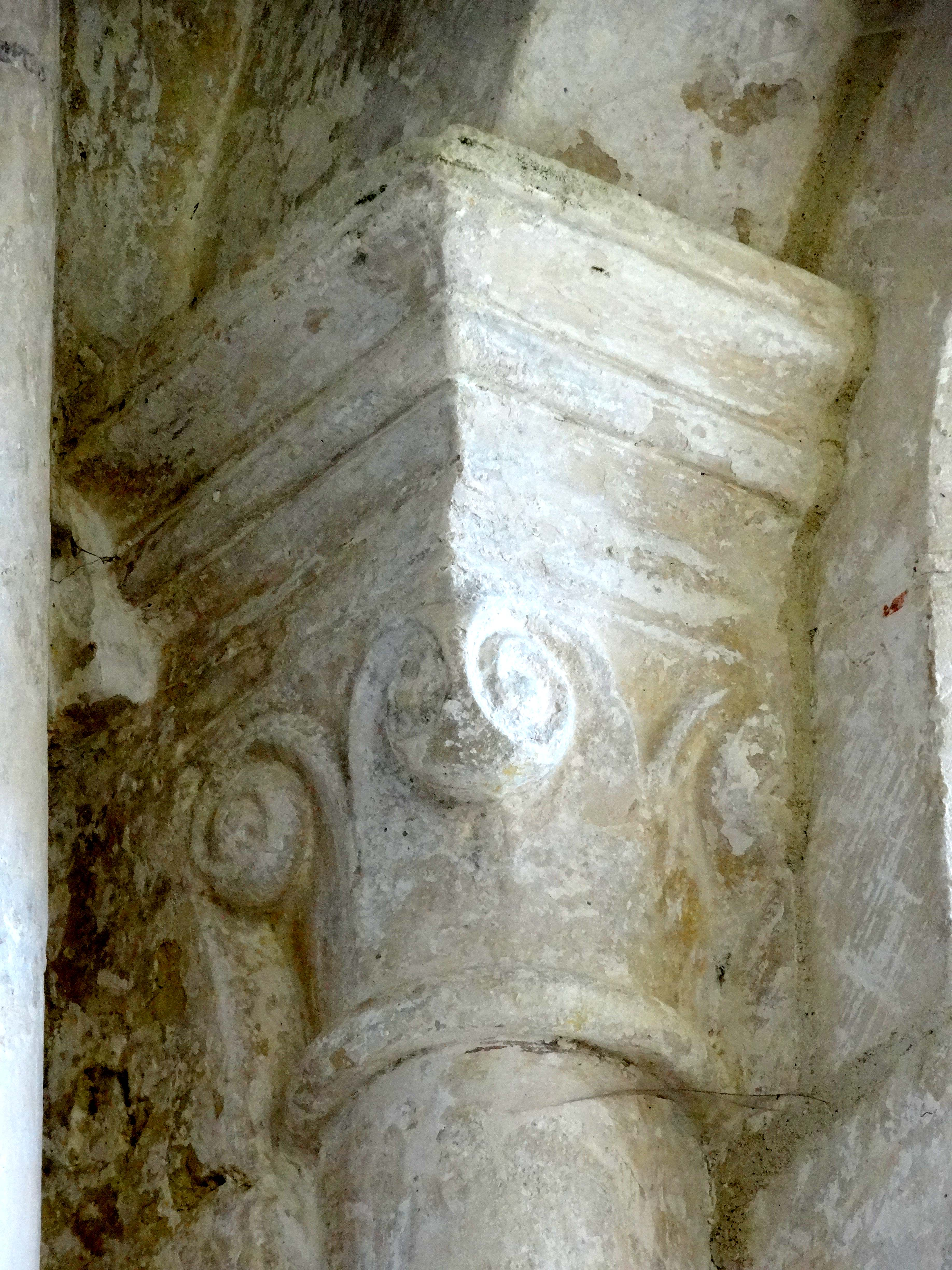
Chapiteau du triplet du chevet.
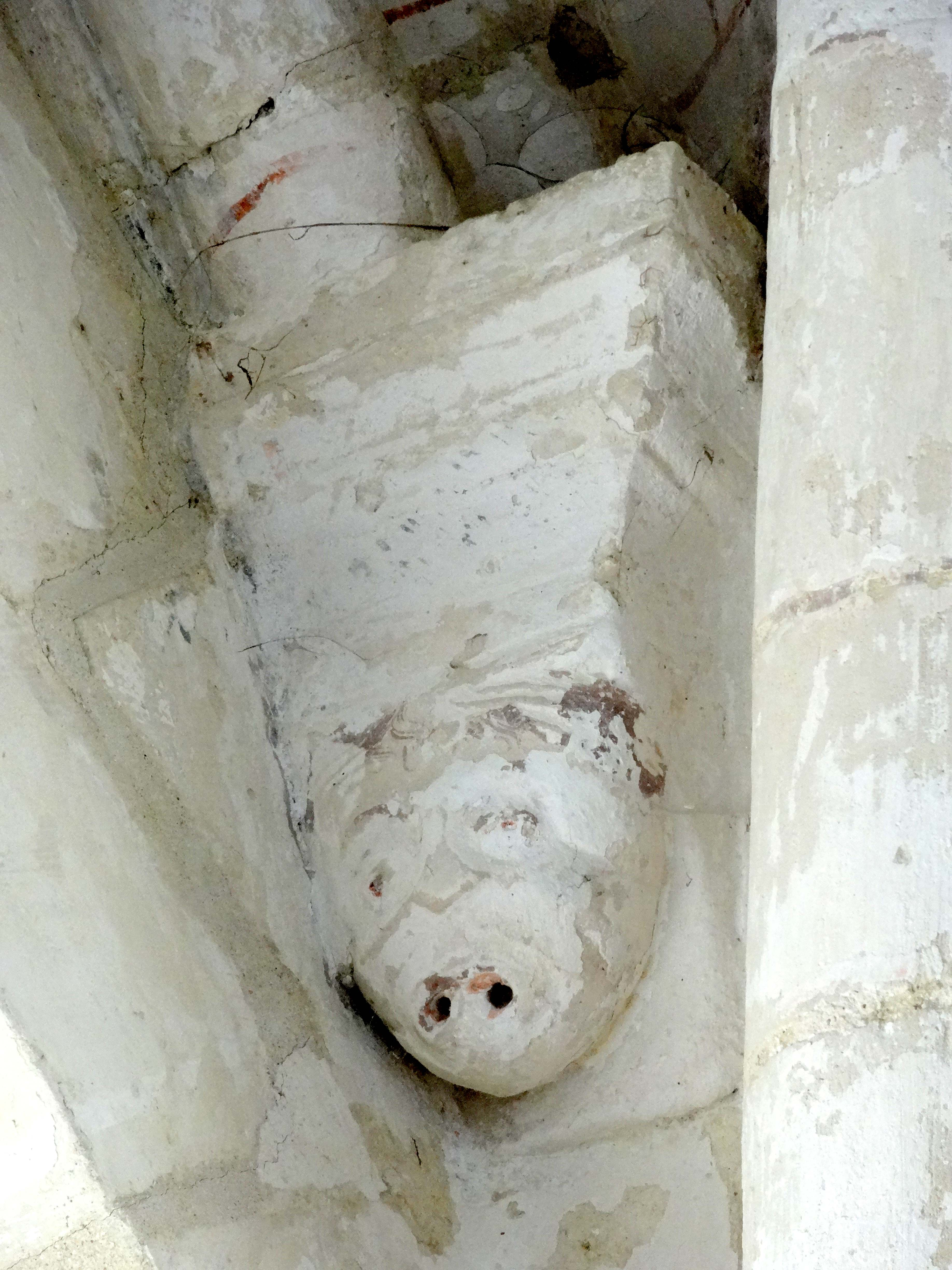
Modillon du formeret oriental, côté sud.
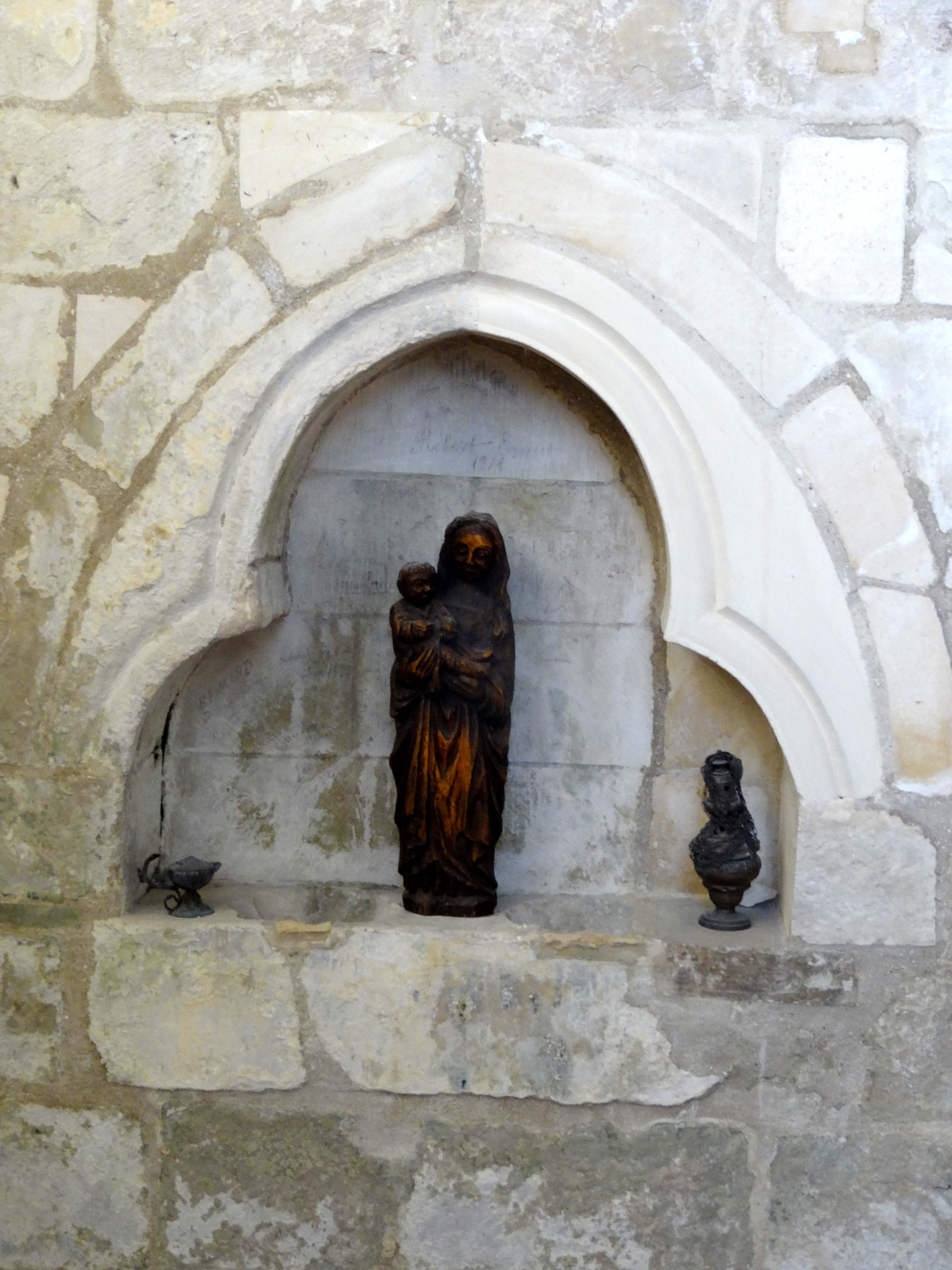
Piscine gothique au sud.
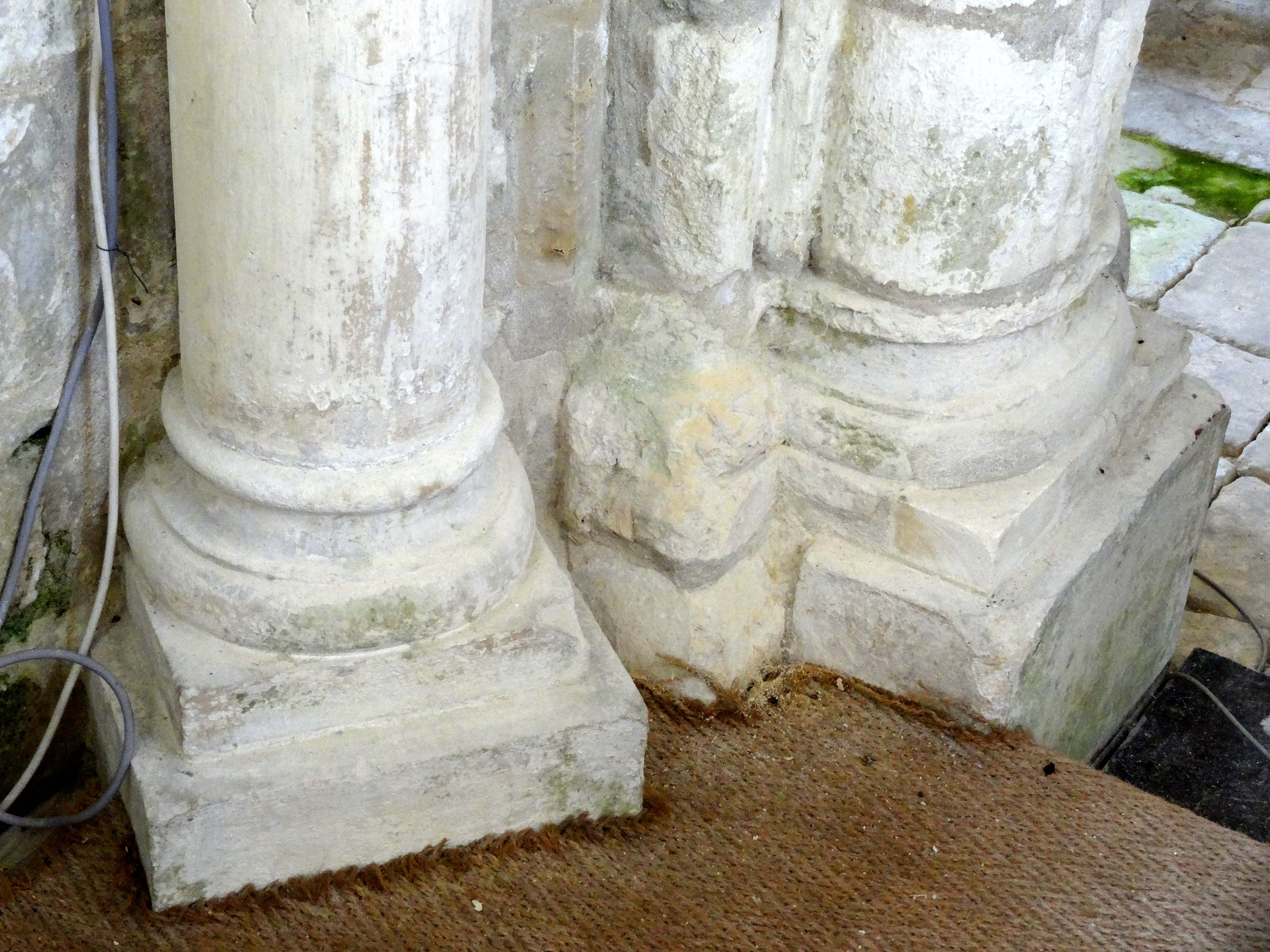
Bases dans l'angle sud-ouest.

#### Arcades flamboyantes et croisillon sud

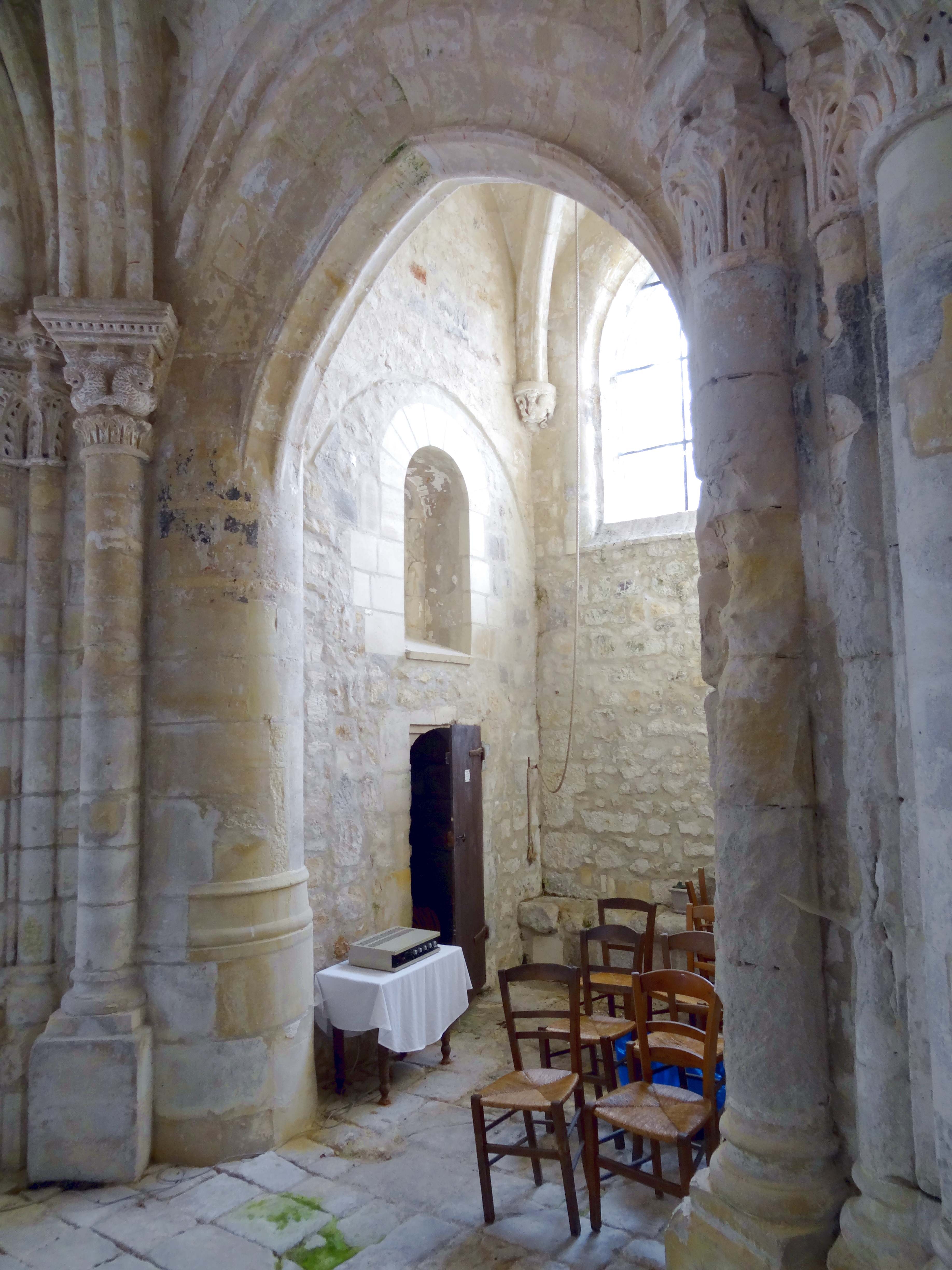
Croisée, vue vers le sud-est dans la base du clocher.

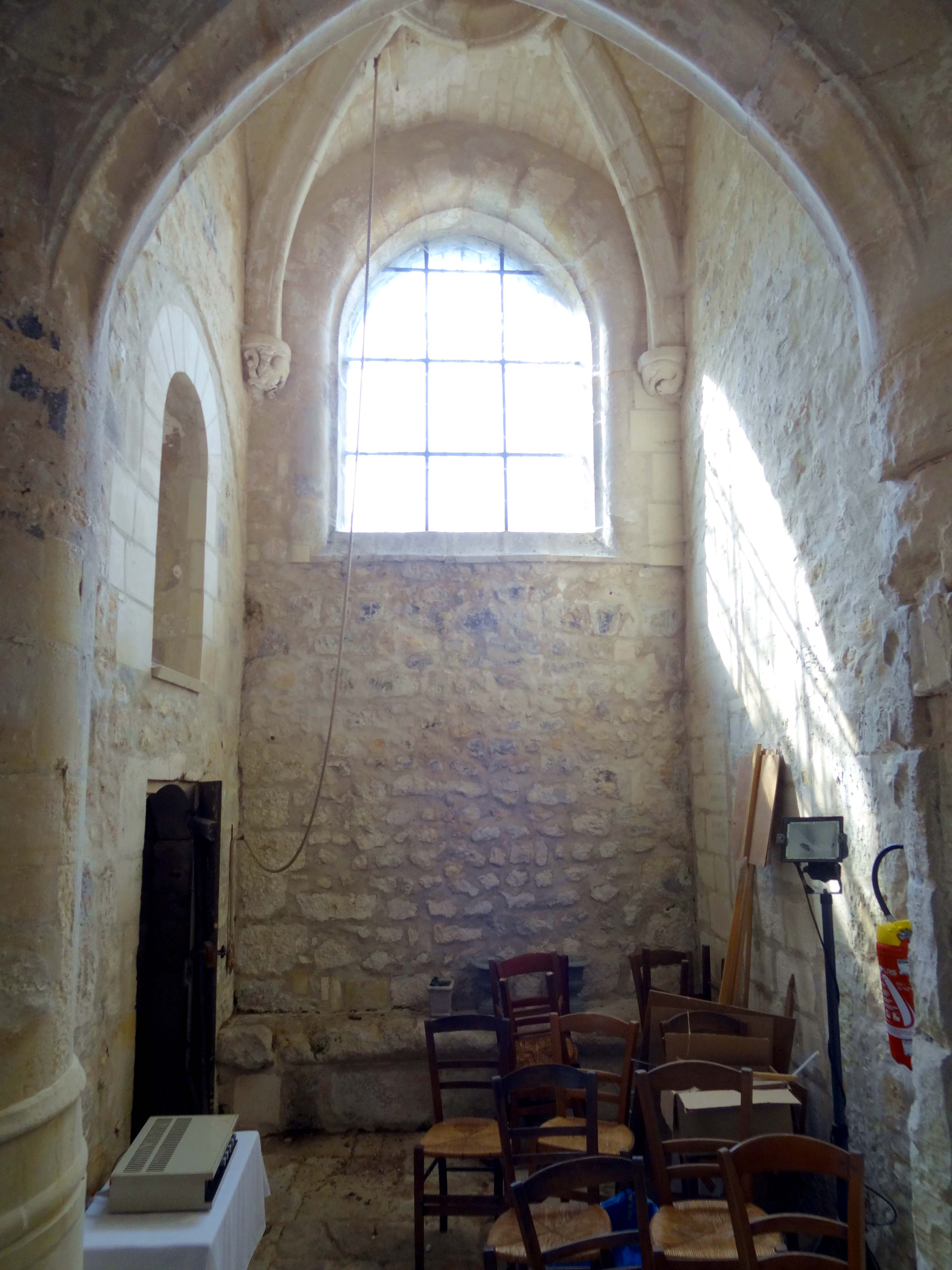
Vue vers le sud.

Les deux chapelles, dont celle du sud est abritée dans la base du clocher, ont les dimensions des travées des bas-côtés des petites églises gothiques, et sont donc beaucoup plus petites que les croisillons des transepts habituels, dont la taille peut bien sûr beaucoup varier. Indépendamment de ce constat, il est à souligner que l'église Saint-Martin ne possède pas un transept dans le sens propre du terme, car il n'y avait à l'origine qu'un seul croisillon, en l'occurrence la base du clocher, dont l'on ignore si elle communiquait avec le vaisseau central autrement que par une porte. Marc Durand penche pour l'hypothèse qu'il n'y avait pas de grande arcade ou de doubleau avant la reconstruction flamboyante de la base du clocher, à la fin du XVe ou à la première moitié du XVIe siècle. Dans ce cas, il y aurait eu un croisillon nord longtemps avant l'aménagement du croisillon sud, ce qui serait assez paradoxal, car le clocher en soi est d'environ un siècle antérieur au croisillon nord. Quoi qu'il en soit, tout ce que les fouilles du milieu des années 1970 ont pu démontrer, est que la base du clocher était primitivement fermée par un mur, et ne communiquait pas avec la nef du temps que celle-ci allait encore plus loin à l'est. L'époque de la suppression du mur reste en suspens. En dépit de l'histoire un peu tourmentée de l'actuel transept, les deux élévations latérales de la croisée du transept et leurs arcades ouvrant sur les croisillons sont analogues, et cet effort d'unification des bâtisseurs de la période flamboyante est à souligner, surtout dans le cadre d'une église aussi modeste. Les deux arcades ont l'extrados entaillé de deux larges facettes concaves, et l'intrados est mouluré d'un mince boudin entre deux facettes concaves et deux arêtes saillantes. Ce profil est rare dans la région, mais sa variante avec un large boudin entre deux fines moulures concaves est tout au contraire dominant à la première moitié du XVIe siècle. Les arcades se fondent directement dans de forts piliers cylindriques engagés, du même épaisseur que les murs, dont les bases, à faible profil, sont situées au-dessus de celles des fûts romans. À titre d'exception, l'on trouve, dans un angle du croisillon nord, une chimère qui permet de racheter la saillie de l'extrados par rapport au pilier, car l'extrados du doubleau flamboyant n'est pas mouluré du côté nord.
L'intérieur de la base du clocher ou croisillon nord est d'une conception assez simple. Il n'y a notamment ni piliers engagés, ni colonnettes dans les angles, et la voûte flamboyante est dépourvue de formerets. Ses ogives sont donc reçues sur des culs-de-lampe, qui se composent d'un tailloir circulaire non mouluré, et d'une corbeille sculptée d'une chimère. Chacune des chimères est différente, et deux tendent un phylactère. Ce ne sont en aucun cas les symboles du Tétramorphe (des quatre Évangélistes) comme croyait s'en souvenir Eugène Müller. Pour revenir aux ogives, leur profil, à la marge des conventions, est calqué sur l'intrados des arcades. Assez curieusement, le même procédé a déjà été utilisé quatre siècles plus tôt dans l'abside. Un trou de cloches est ménagé dans le sommet de la voûte, et entouré d'une nervure du même profil. Également assorti aux arcades est la mouluration en quart-de-rond des piédroits et de l'arc de la grande fenêtre méridionale, dont le seuil est en forme de doucine. Ces profils, qui ont perdu toute acuité, annoncent la fin de la période flamboyante à l'approche des années 1540 plutôt que le XVe siècle. Rien n'indique plus que la fenêtre était initialement pourvue d'un remplage, mais Eugène Lefèvre-Pontalis en est persuadé, et Marc Durand croit avoir retrouvé des éléments de son remplage, sans donner davantage de détails. Au pied de la fenêtre, le mur comporte en bas un banc de pierre, comme parfois dans les bas-côtés. Ici s'arrête l'étude des éléments flamboyants, car les élévations latérales (ouest et est) présentent uniquement des éléments plus anciens. L'on y note surtout l'arrachement d'une voûte en plein cintre, qui était peut-être une voûte en berceau parallèle à l'axe de l'édifice, et dont la retombée se situait à guère plus que la mi-hauteur du mur méridional. Aucun des auteurs ne note les traces de cette voûte, sans doute parce que le crépis enlevé plus récemment en avait effacé tout soupçon. À l'ouest, l'on voit la porte rectangulaire desservant jadis la sacristie. Elle avait été débouchée à la fin du XIXe siècle, mais l'on a jugé utile de la boucher de nouveau. En face à l'est, une porte plus petite, toujours intacte, dessert la cage d'escalier hors-œuvre bâtie ou réparée en 1707. Au-dessus, s'ouvre l'ébrasement fortement restauré d'une baie en plein cintre obturée, donnant sur la cage d'escalier,.

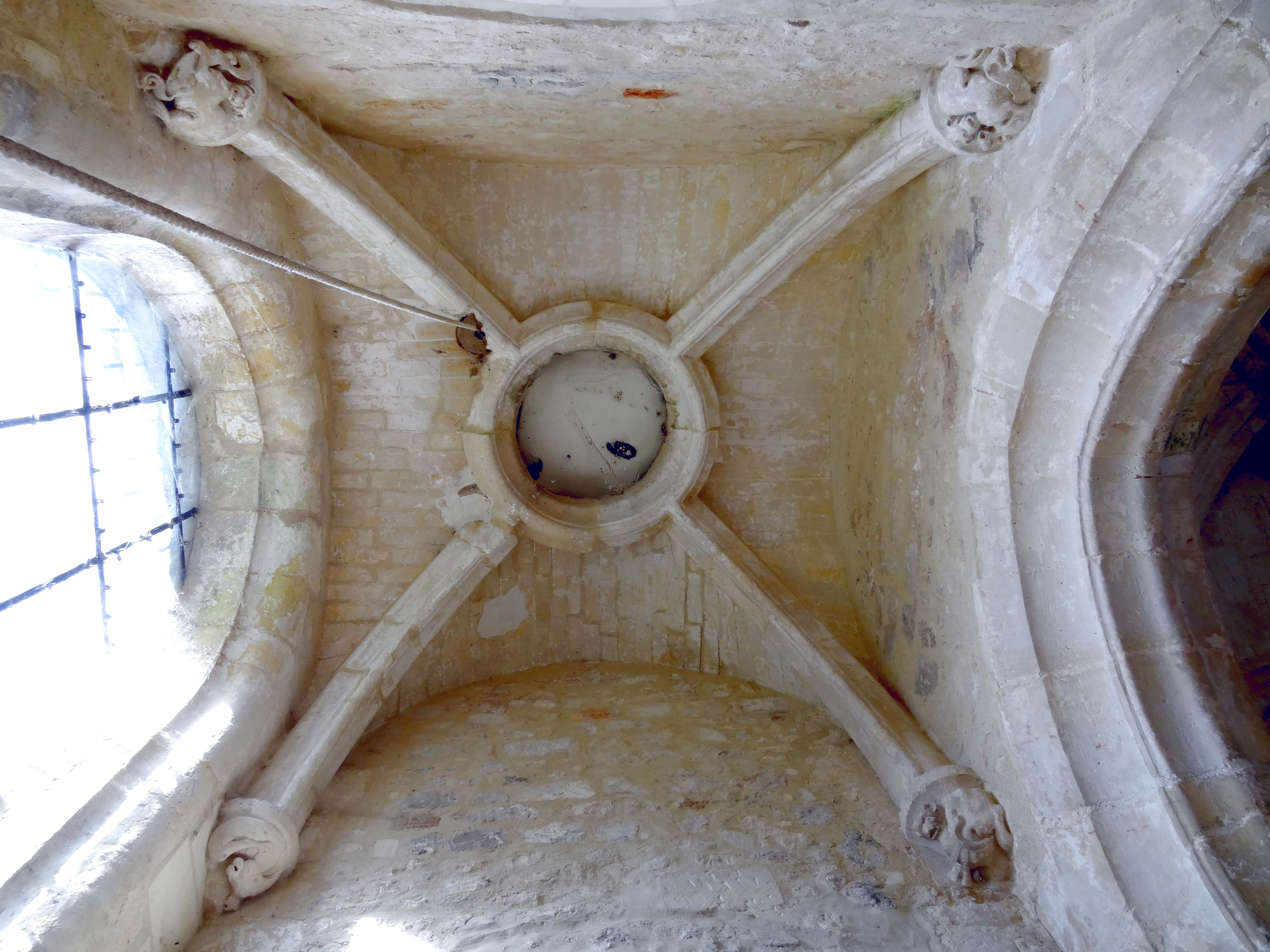
Croisillon sud, voûte.
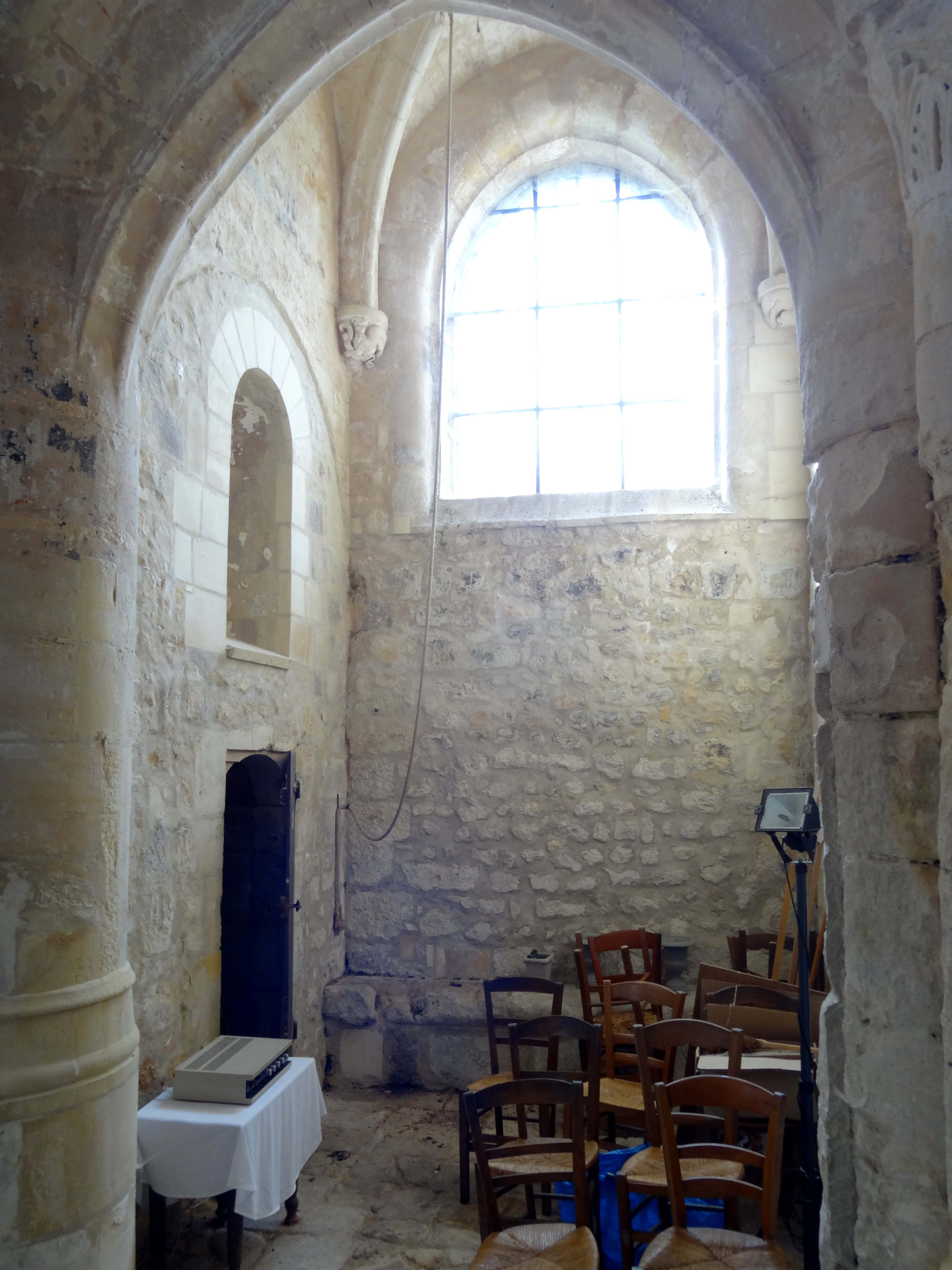
Vue vers le sud.
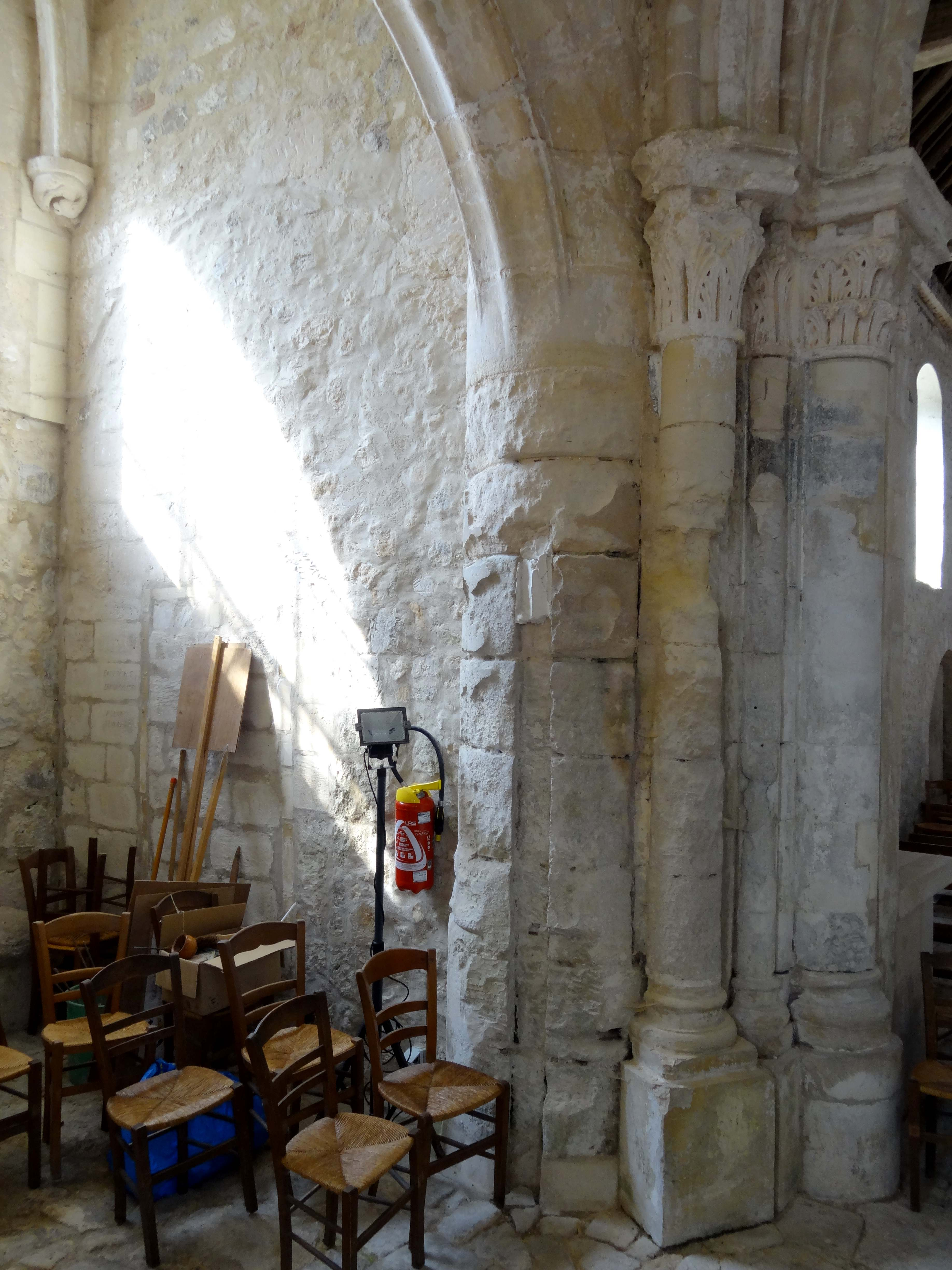
Vue vers le sud-ouest.
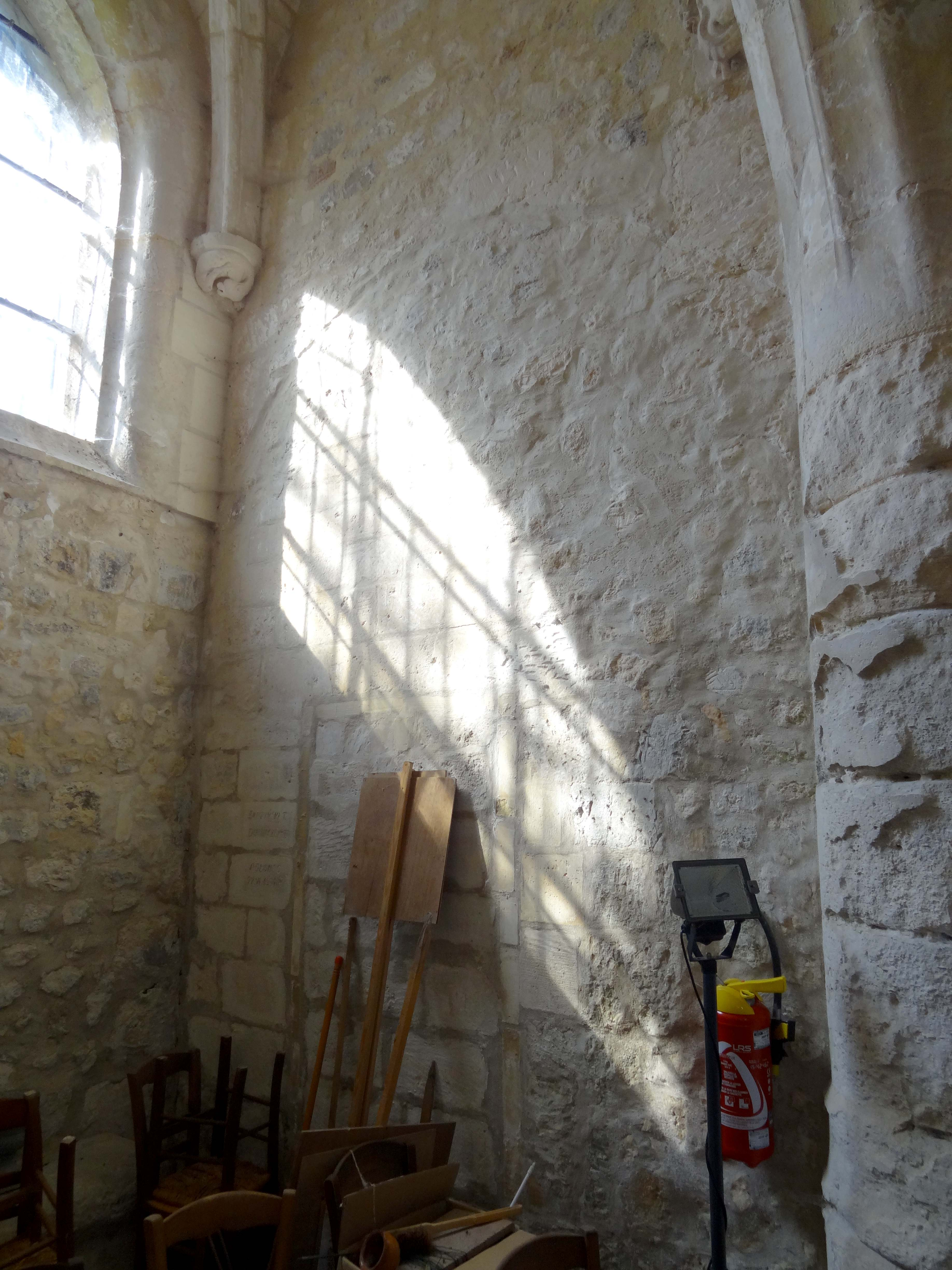
Vue vers le sud-ouest.
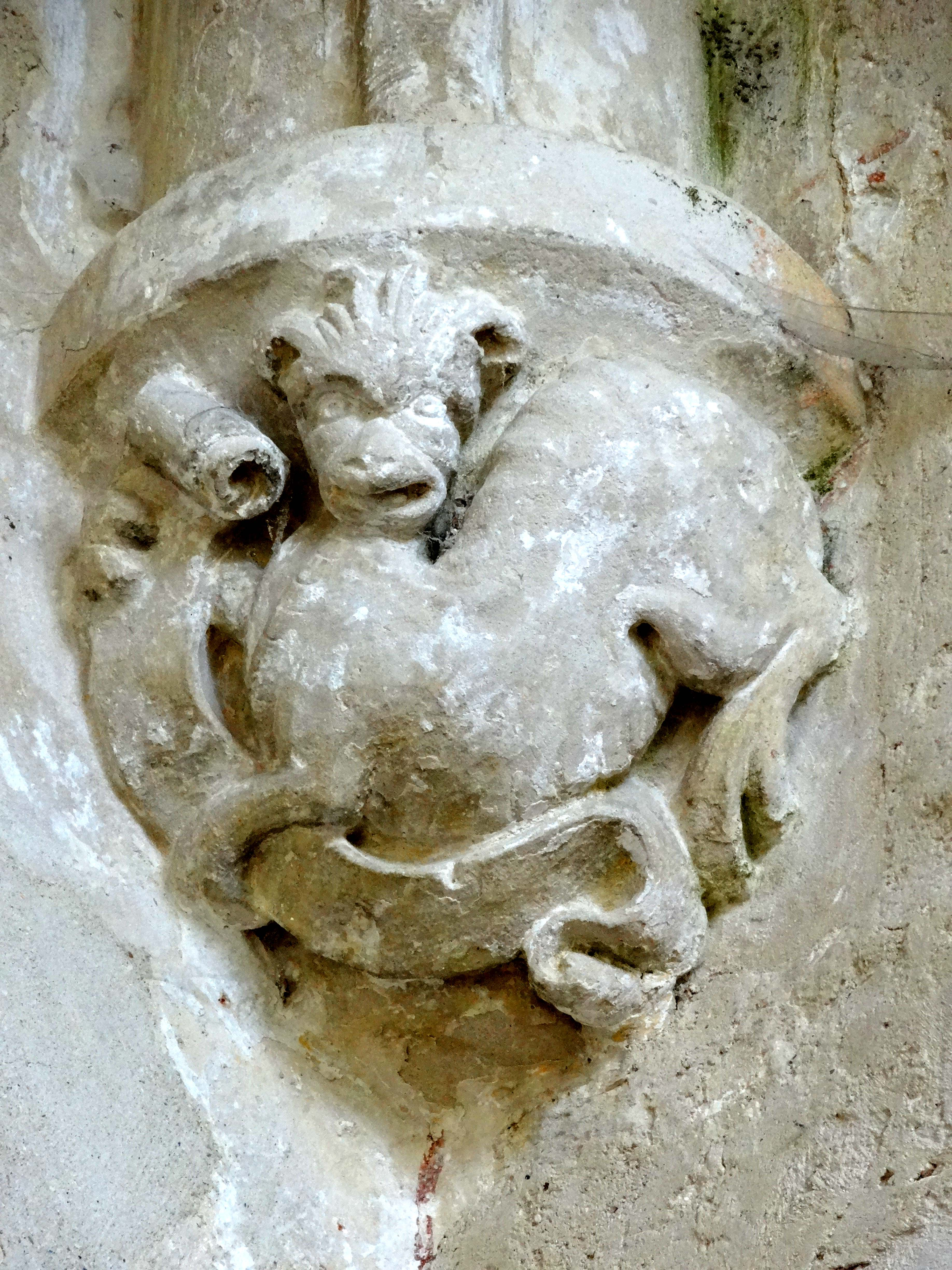
Cul-de-lampe.
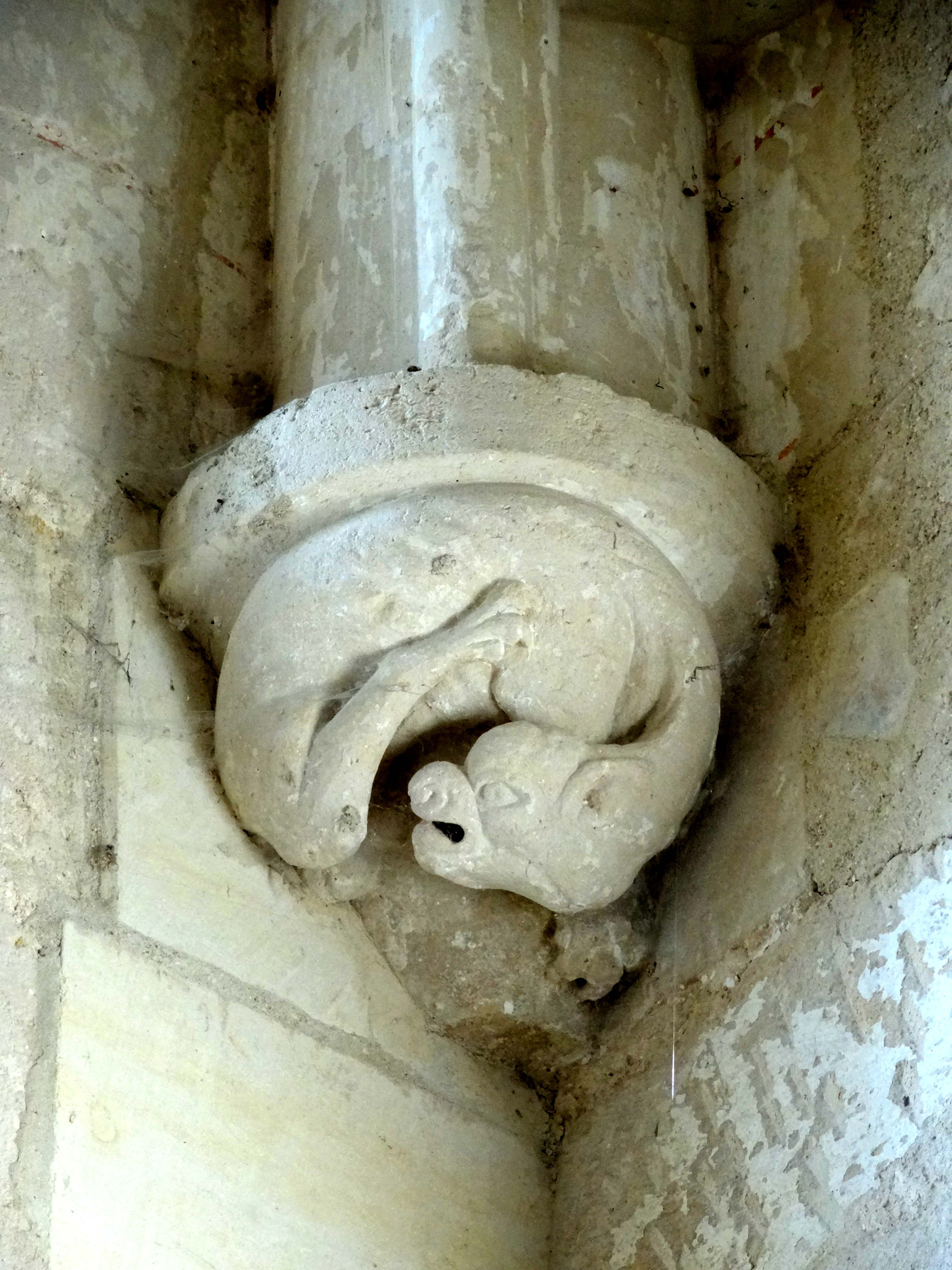
Cul-de-lampe.

#### Croisillon nord

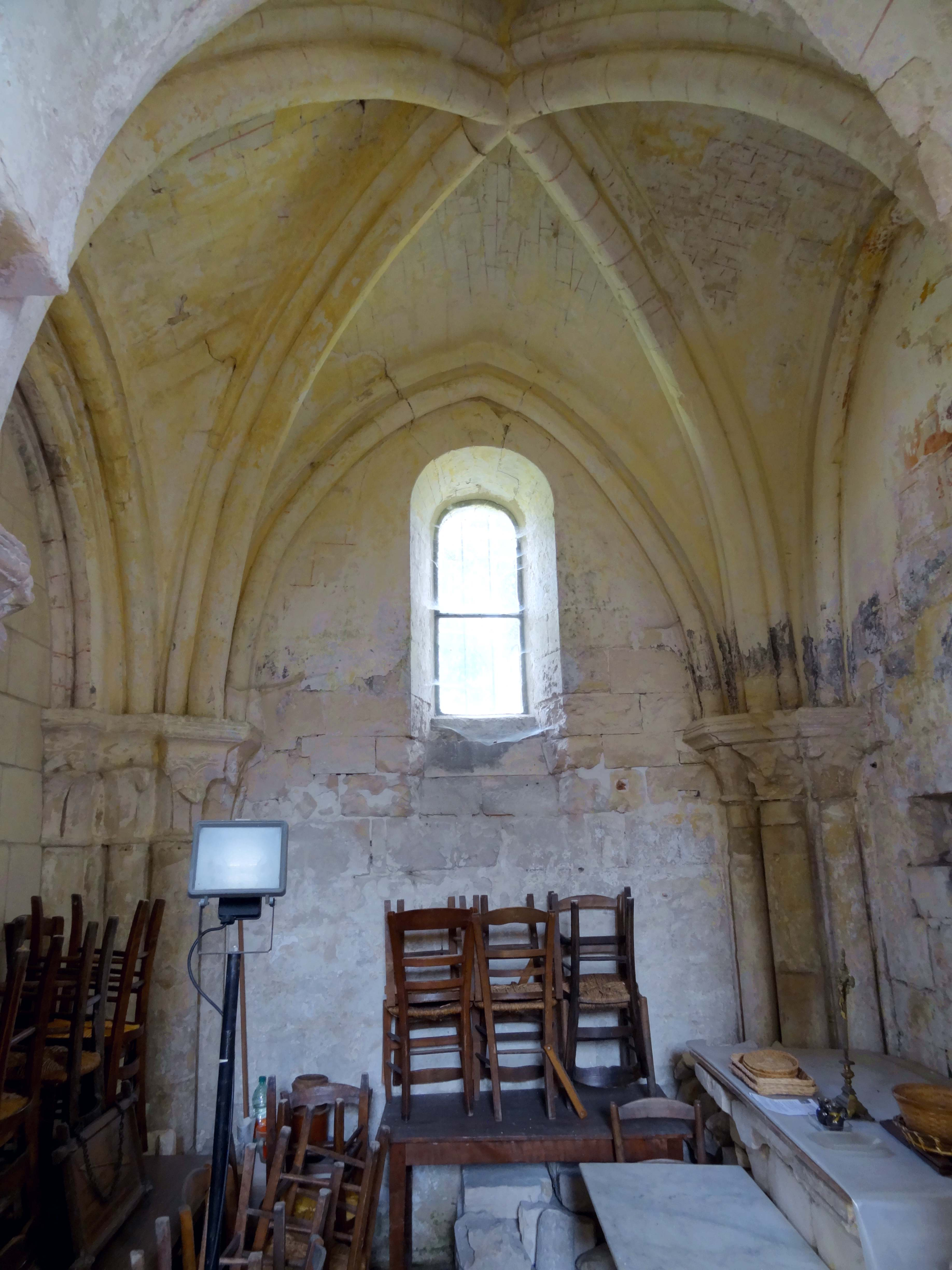
Croisillon nord, vue vers le nord.

Le croisillon nord évoque, sous certains aspects, l'architecture romane : petite fenêtre en plein cintre entièrement inscrite dans la lunette de la voûte au nord ; chapiteaux à très hauts tailloirs ; importance de la place occupée par les faisceaux de colonnettes par rapport à la surface totale ; et épaisseur des nervures. Cependant, ces deux derniers caractéristiques sont tout simplement aux très petites dimensions de la travée, alors que les dimensions des tailloirs, chapiteaux et claveaux des ogives sont celles généralement retenues par les artisans pour les églises de dimensions moyennes. L'on n'a donc simplement pas miniaturisé les supports, ou renoncé au principe de l'équivalence entre le nombre d'éléments à supporter et le nombre de supports. Eugène Lefèvre-Pontalis parle néanmoins d'un style gothique rudimentaire. L'arc en tiers-point règne sur tous les éléments de la voûte. Les ogives sont au profil d'un gros tore en forme d'amande entre deux tores plus petits. La clé de voûte n'est pas décorée : les ogives s'y croisent simplement. Il y a des formerets moulurées d'une gorge et d'un tore. Dans les quatre angles, les ogives et formerets retombent sur les tailloirs de faisceaux de trois colonnettes à chapiteaux. S'y ajoutent, à l'ouest, les colonnettes du rouleau supérieur de l'arcade vers le bas-côté. Cette arcade, à double rouleau, devait être reçu sur une colonne engagée entre deux colonnettes de chaque côté, mais les colonnes sont noyées dans le mur qui bouche l'arcade, ou ont tout simplement été supprimées. Le rouleau supérieur de l'arcade est mouluré d'un tore de chaque côté (à l'intérieur du croisillon et à l'extérieur, vers l'ancien bas-côté). Les colonnettes des ogives sont implantées à 45°, face aux ogives, comme déjà dans les travées romanes. Mais les tailloirs se jouxtent ici immédiatement, et sont continus au niveau de leurs strates de modénature supérieures. Celles-ci comportent, du haut vers le bas, un filet, un listel et une baguette, puis suit un large cavet. Par conséquent, seulement la face frontale des chapiteaux, et le tout début de leurs faces latérales, sont visibles. Les corbeilles se distinguent par leur forme élancée. Celle de l'ogive, dans l'angle sud-ouest, est sculptée presque des mêmes feuilles d'acanthe que dans les travées romanes. Les autres sont pour la plupart garnies de larges feuilles d'eau avec volutes d'angle, et ne se distinguent guère des chapiteaux des fenêtres de l'abside. Une affiche cependant un homme assis sous une arcature dentelée et tenant un monstre par le cou ; l'autre un personnage à figure grimaçante encadré de deux têtes d'animaux. Quant aux bases, elles se distinguent nettement de leurs ancêtres romanes par une scotie nettement délimitée des tores par des listels, et un gros tore inférieur flanqué de griffes végétales. Reste à signaler, côté est, une ancienne baie dont l'ébrasement est entièrement bouché de longue date. On y voit une peinture murale en ocre rouge, marron et jaune, qui semble représenter un diable, entouré de fleurs de lis : motif peu approprié pour surmonter un autel.

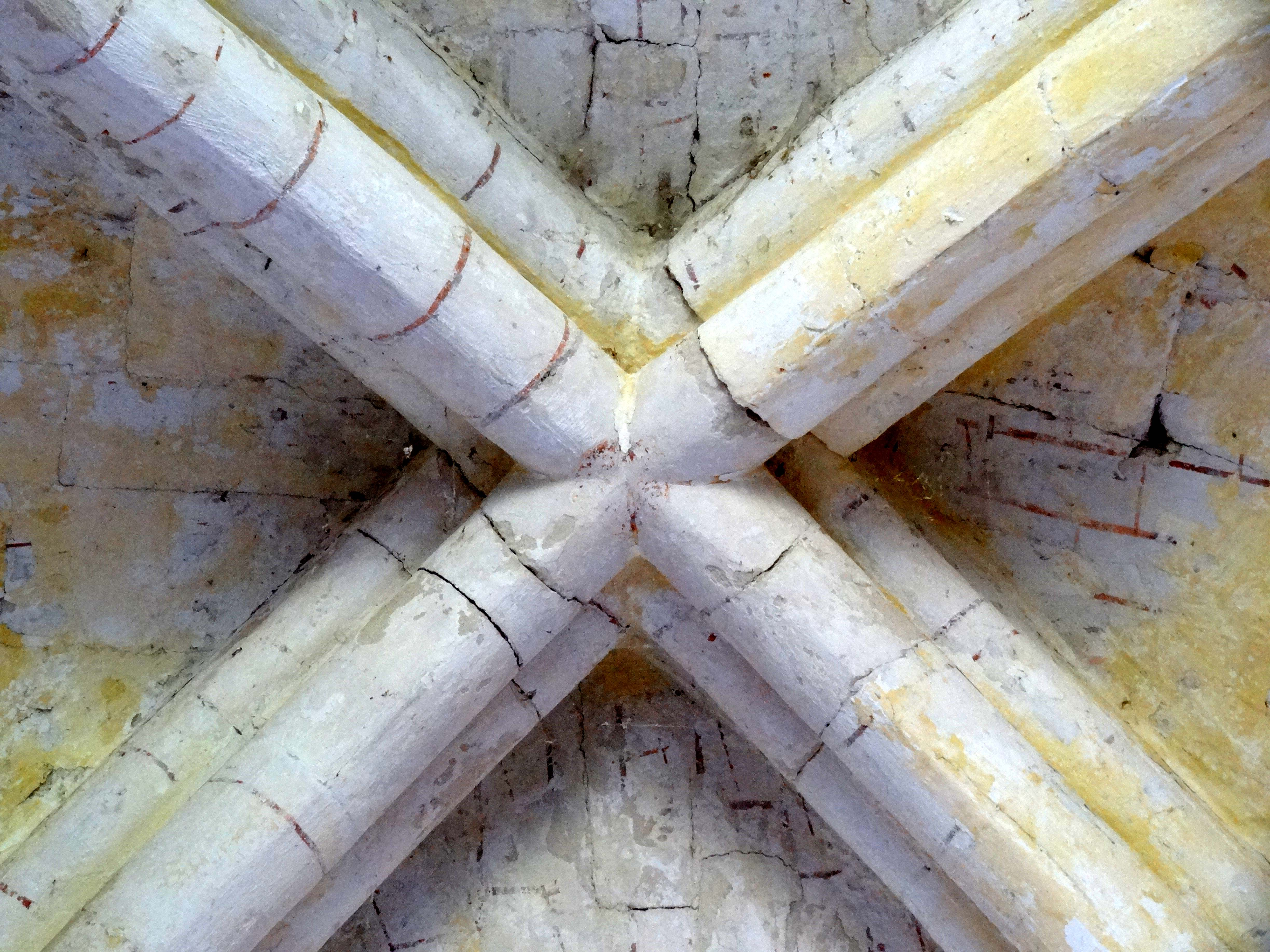
Croisillon nord, clé de voûte.
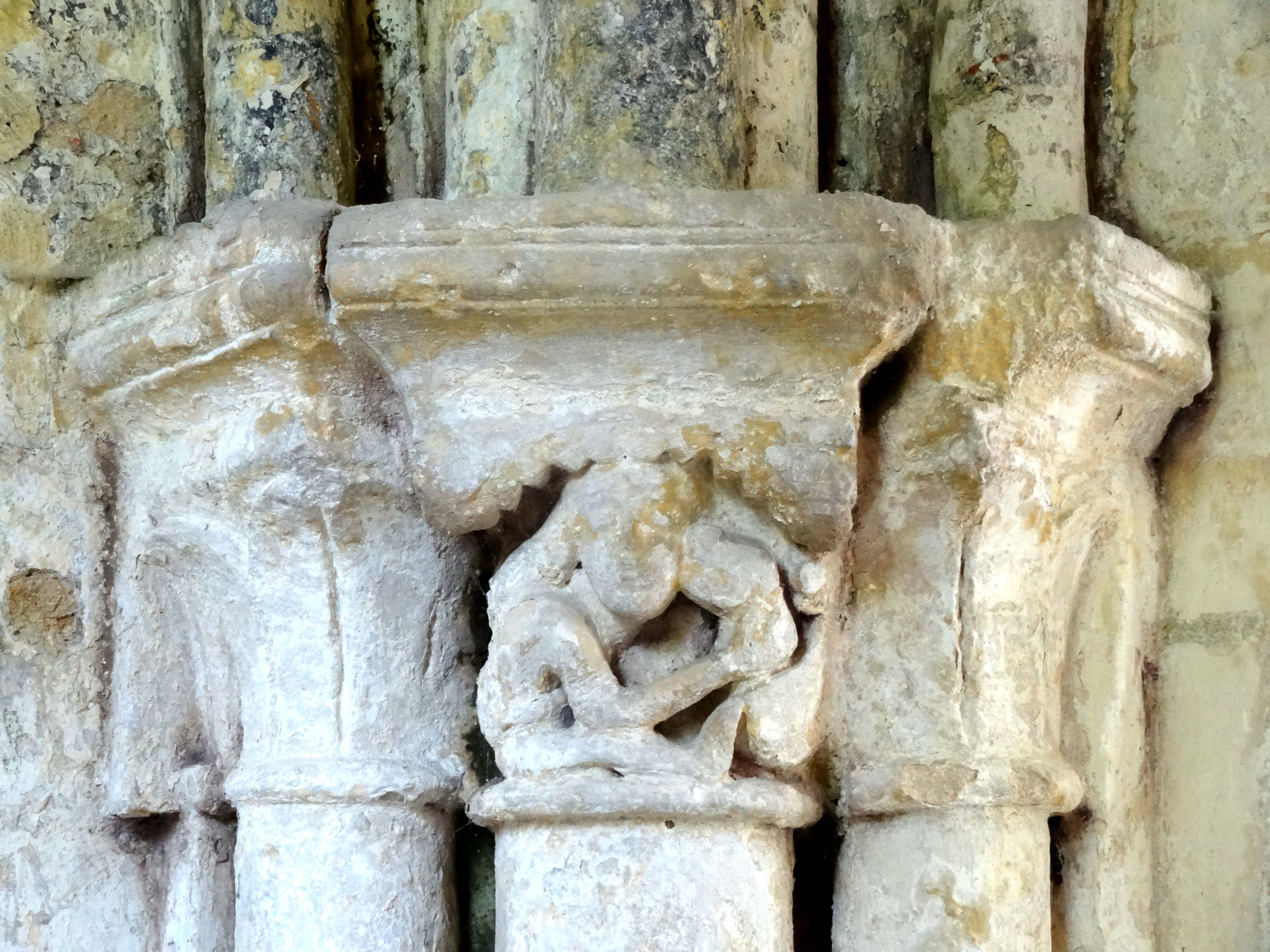
Croisillon nord, chapiteaux dans l'angle sud-est.
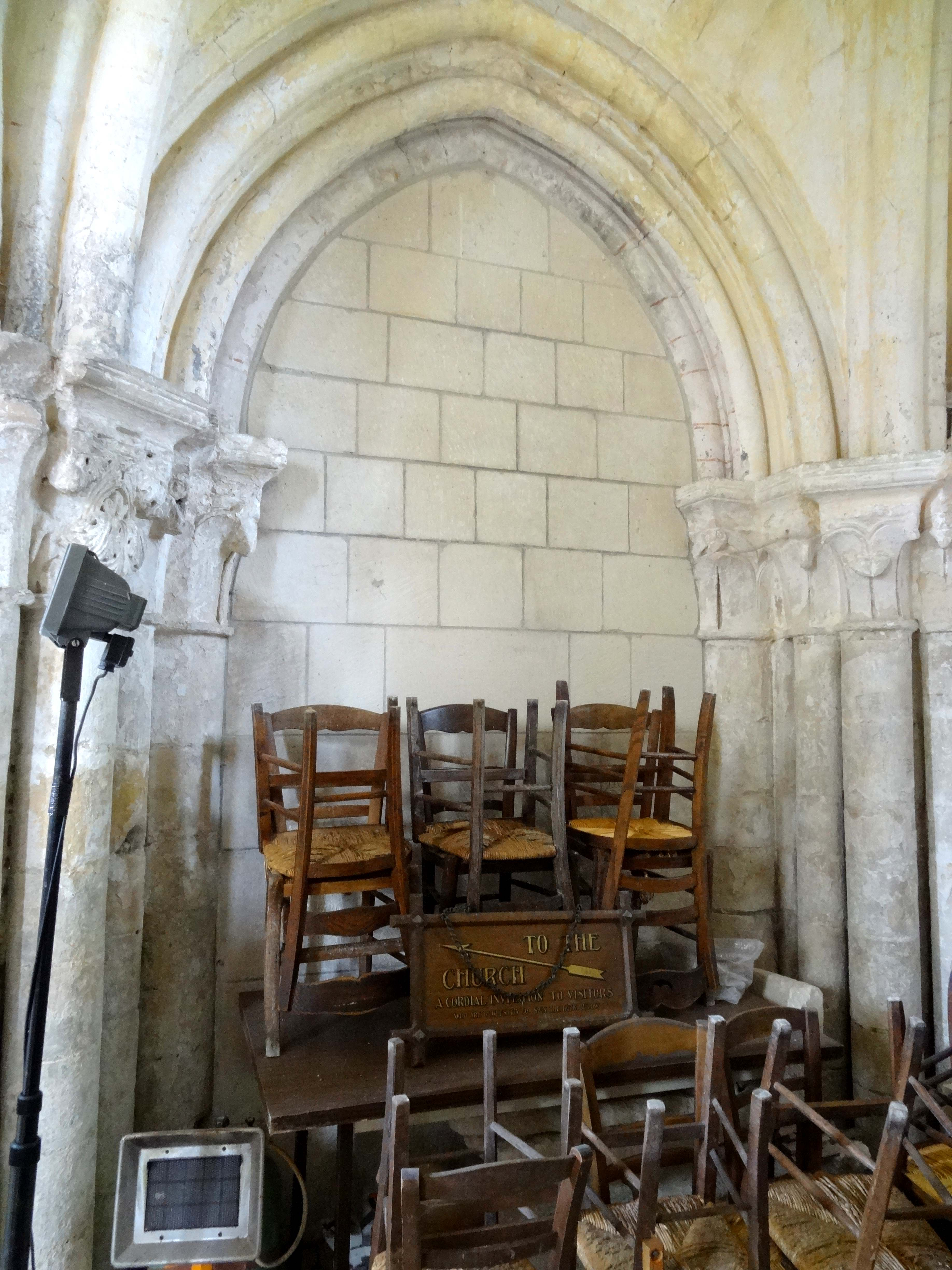
Croisillon nord, vue vers l'ouest - arcade vers le bas-côté disparu.
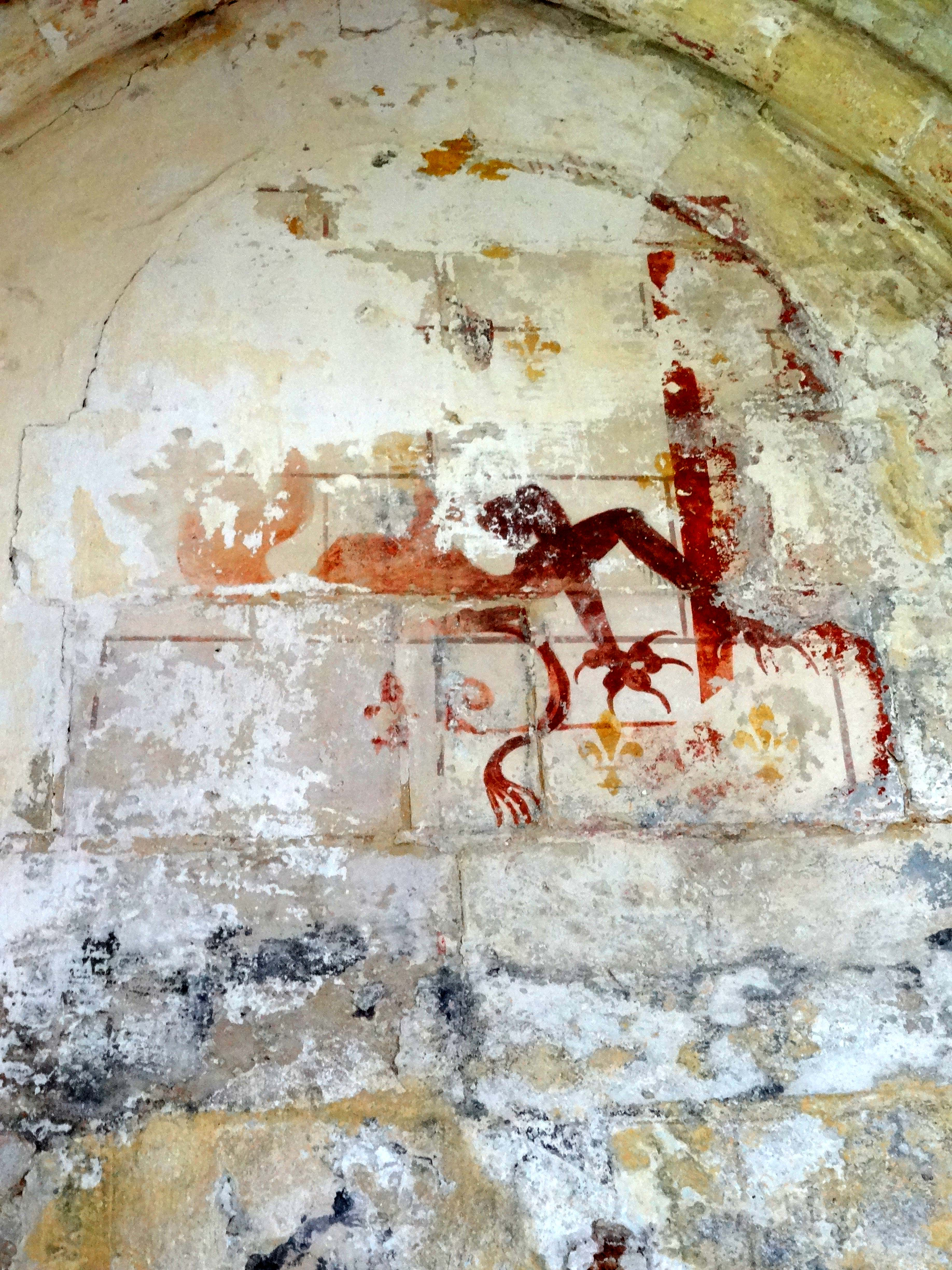
Croisillon nord, peinture murale sur la baie bouchée du chevet.
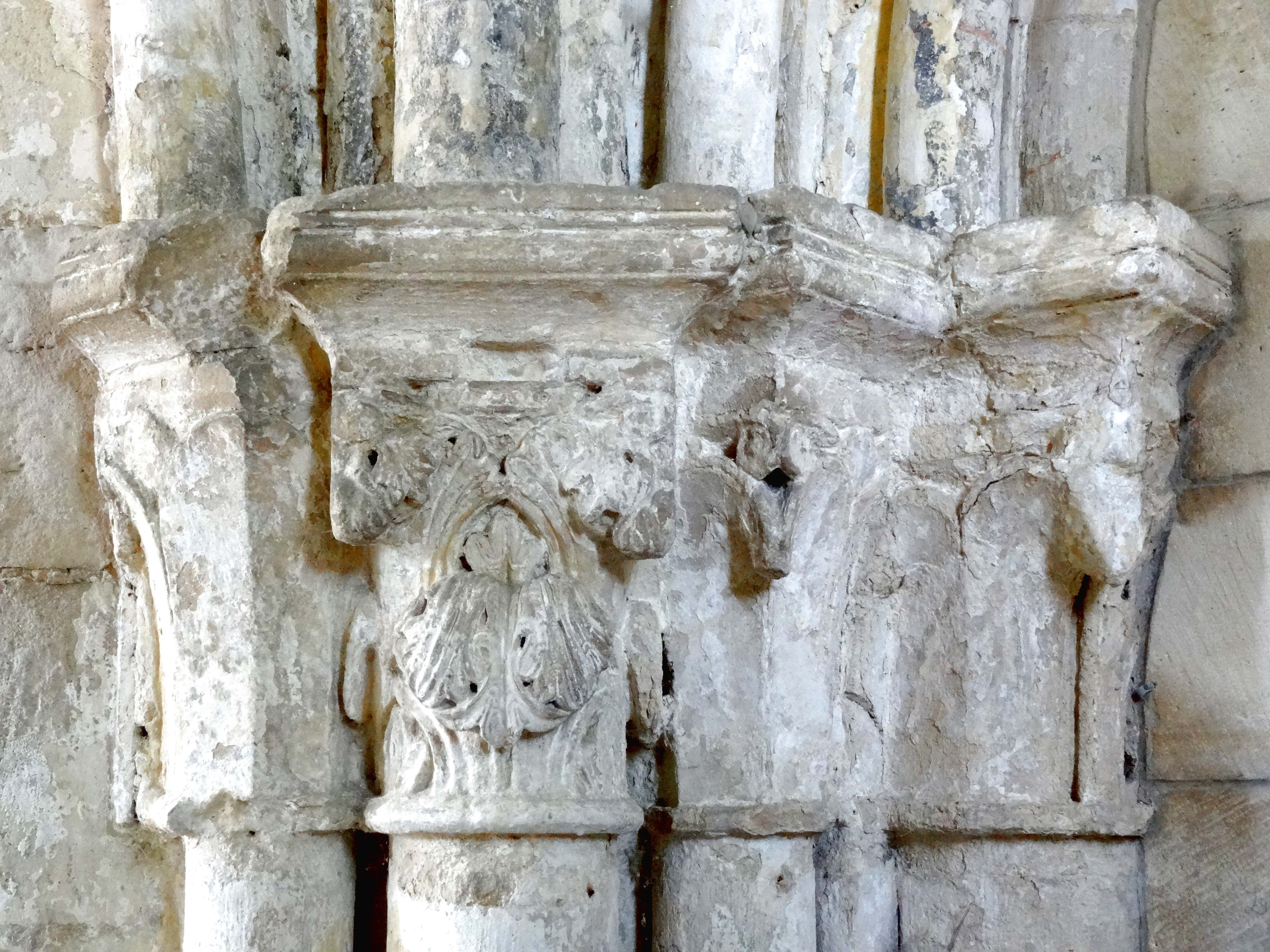
Croisillon nord, chapiteaux dans l'angle sud-ouest.
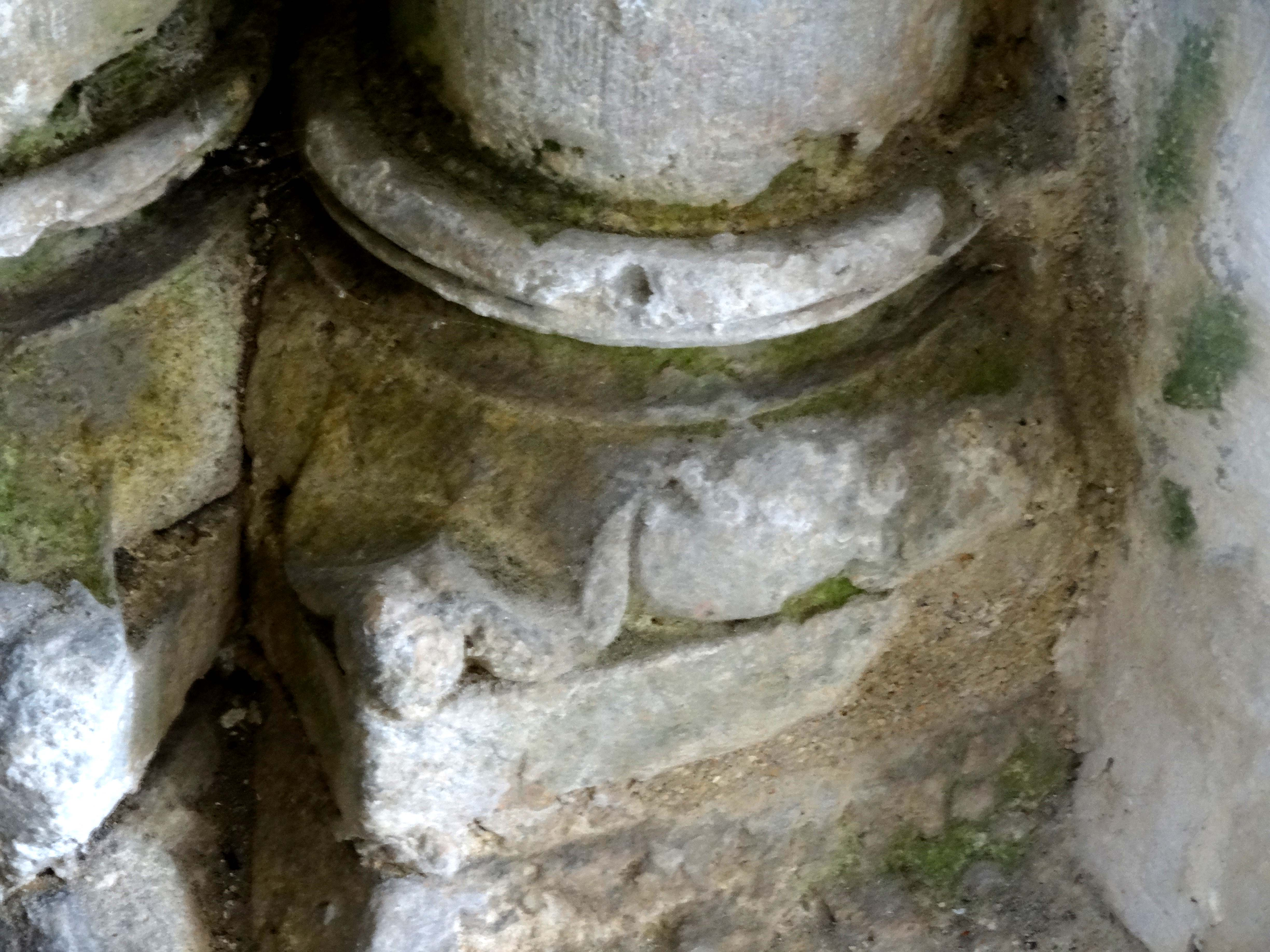
Croisillon nord, bases dans l'angle sud-est.

### Extérieur

#### Nef

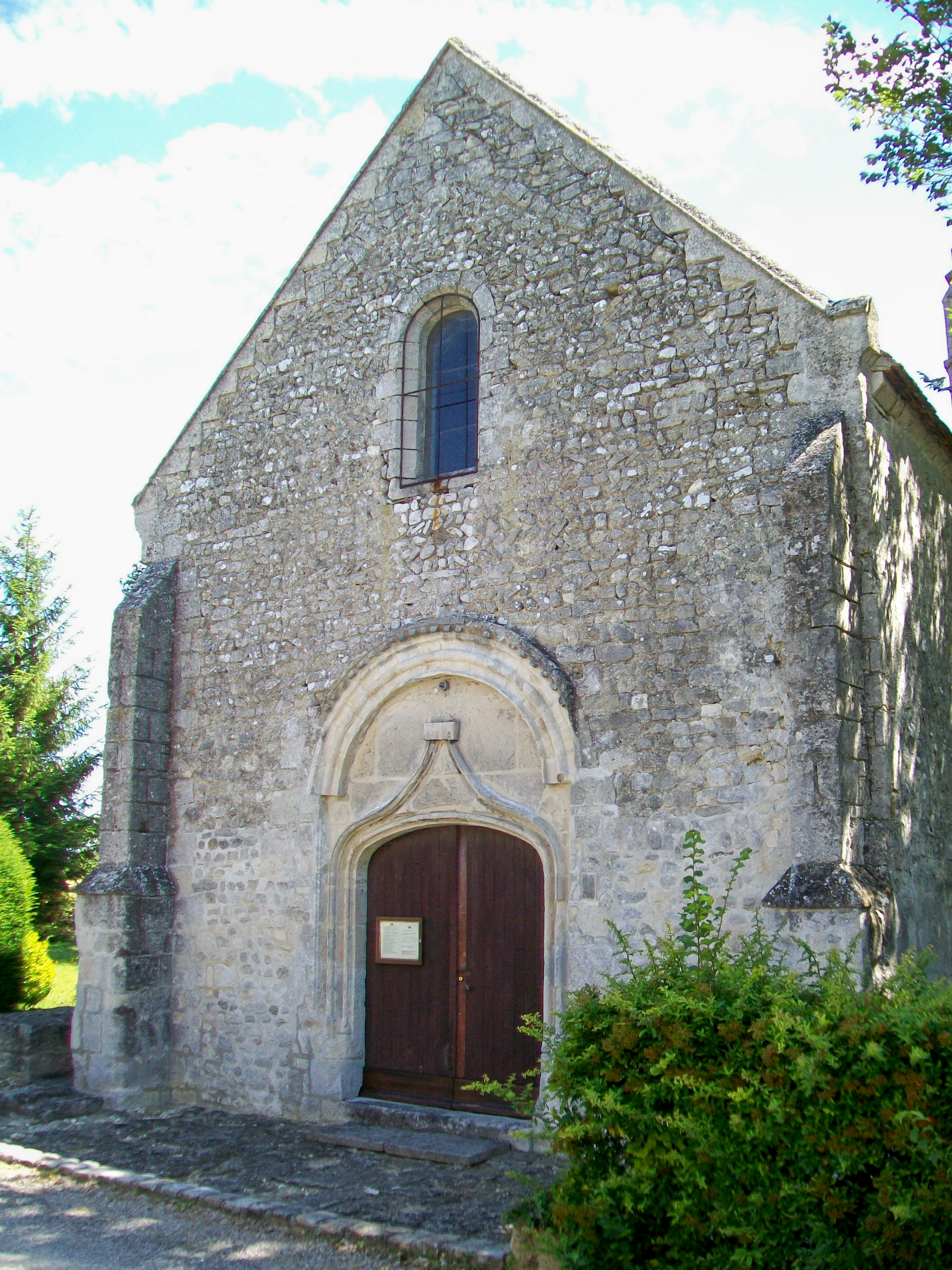
Façade occidentale.

La façade occidentale est cantonnée de deux contreforts qui ont été remaniés à la période gothique, car ils se retraitent à mi-hauteur grâce un larmier présent sur les trois faces, et sont très étroits au-delà. Les contreforts plats romans se retraitent généralement par des fruits ou de courts glacis présents uniquement sur la face frontale. Ce ne sont donc plus les contreforts d'origine, mais il serait un peu hasardeux de les attribuer à un remaniement au XVIe siècle, comme le fait Eugène Lefèvre-Pontalis, ou de les assigner au XVe siècle, comme le fait Marc Durand. Ces contreforts sont en pierre de taille. Au milieu entre les deux contreforts, se situe le portail gothique flamboyant, qui s'inscrit dans le portail primitif du XIIe siècle, dont l'archivolte s'est conservée. Le portail actuel, en anse de panier, est entouré de deux moulures piriformes, dont la moulure supérieure forme une accolade. L'archivolte romane, situé en hauteur, se compose d'un tore aplati entre deux gorges peu profondes, et est surmontée d'un cordon de billettes, ce qui évoque Jouaignes, Rhuis, et Saint-Léger-aux-Bois. Dans le pignon, à une certaine distance au-dessus du portail, s'ouvre une grande baie en plein cintre, dont l'ébrasement est également appareillé en pierre de taille. Cette baie, qui était bouchée à la fin du XIXe siècle, peut dater approximativement de la même époque que le croisillon nord, mais en aucun cas, du XIe siècle. Le reste du mur se caractérise par un petit appareil de petits moellons de silex, sans assises régulières. Cet appareil n'est pas en opus spicatum, comme l'affirme Marc Durand, car seulement certains moellons isolés sont placés obliquement. Les nefs du XIe siècle dans le Beauvaisis sont souvent construites ainsi,.
On voit aisément que le pignon a été exhaussé à deux reprises, voire à trois reprises si l'on prête foi à Marc Durand. Ces exhaussements avaient pour but d'augmenter la pente des rampants de la toiture, qui n'était initialement que de 20°, comme ce fut la règle au XIe siècle. Marc Durand s'aventure à prétendre que le premier exhaussement fut motivé par le voûtement en pierre de la nef au XIIe siècle. Il oubli en même temps de signaler que les auteurs anciens ont omis d'insister sur ce voûtement de seconde main, de même que sur la disparition ultérieure des voûtes. Ce serait pourtant une omission majeure. L'archéologue semble prendre cette donnée pour acquise, sans juger nécessaire de citer quelques indices de ce supposé voûtement. Il n'indique même pas la nature du voûtement ; peut-être ignore-t-il que le voûtement sur croisée d'ogives ne fut pas la seule technique en vigueur au XIIe siècle. Concernant les murs gouttereaux, celui du sud est en grande partie moderne, mais est néanmoins percé de deux grandes arcades bouchées tout aussi sommaires qu'au nord, qui sont certainement plus anciennes. Au nord, les vestiges du bas-côté et l'arcade bouchée vers le croisillon nord ont déjà été décrits. L'on y voit aussi l'arrachement d'un contrefort. L'appareil est de la même nature qu'en façade, mais très régulier. L'on est, d'après Eugène Lefèvre-Pontalis, face à l'unique exemple d'un tel appareil régulier en moellons de silex sur la rive gauche de l'Oise. Les deux assises supérieures, en pierre de taille, ont été ajoutées après coup, et il n'y a donc plus de corniche. Les deux seuls éléments romans bien caractérisés sont ainsi les linteaux monolithiques à claveaux simulés des deux petites baies à ébrasement simple. De linteaux du même type se trouvent aussi à Arthies, Balagny-sur-Thérain, Brignancourt, Condécourt, Frocourt, Lierville, Omerville, Saint-Aubin-sous-Erquery, Rosoy, Rhuis et Villers-Saint-Sépulcre,.

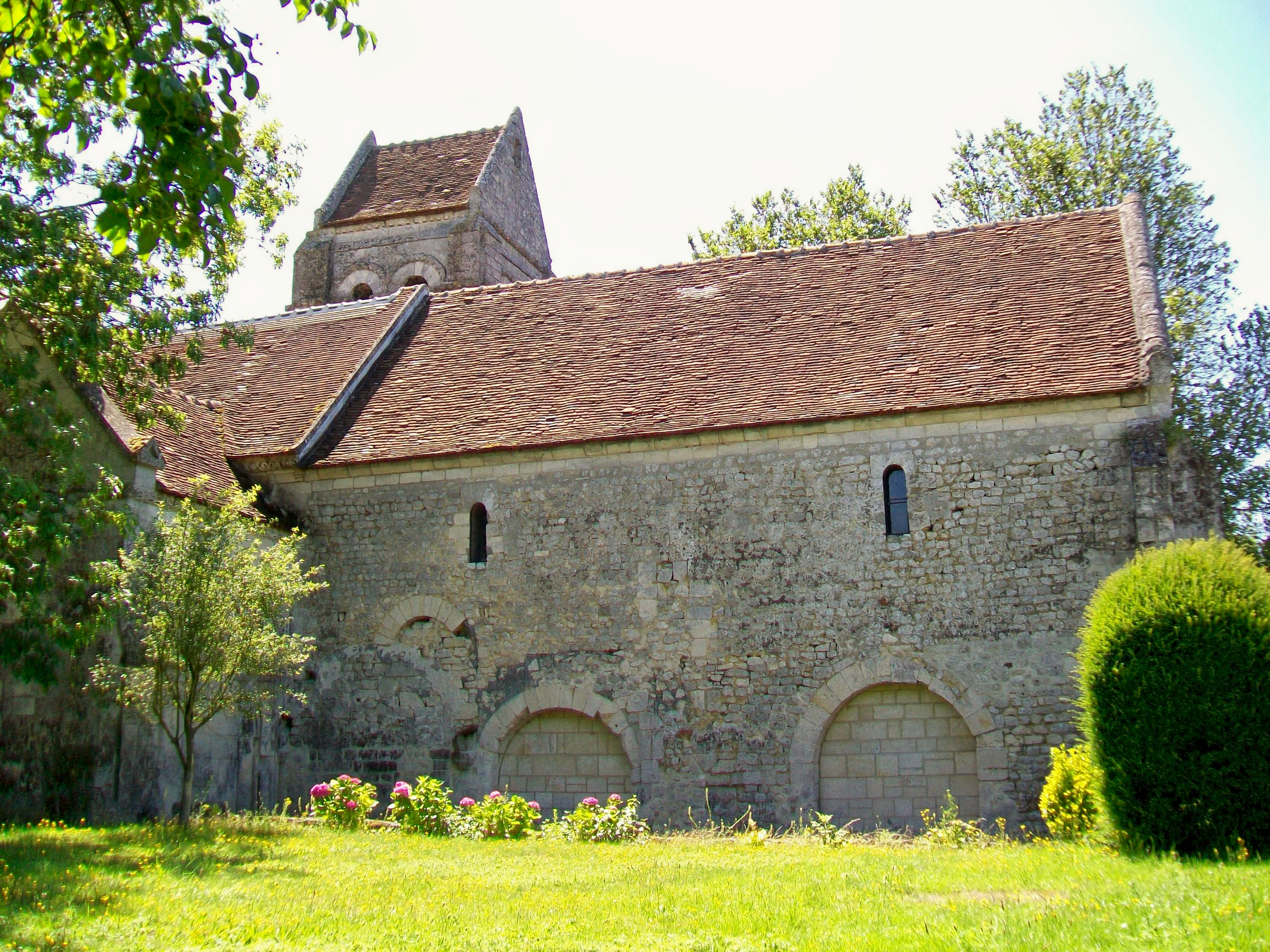
Vue générale depuis le nord.
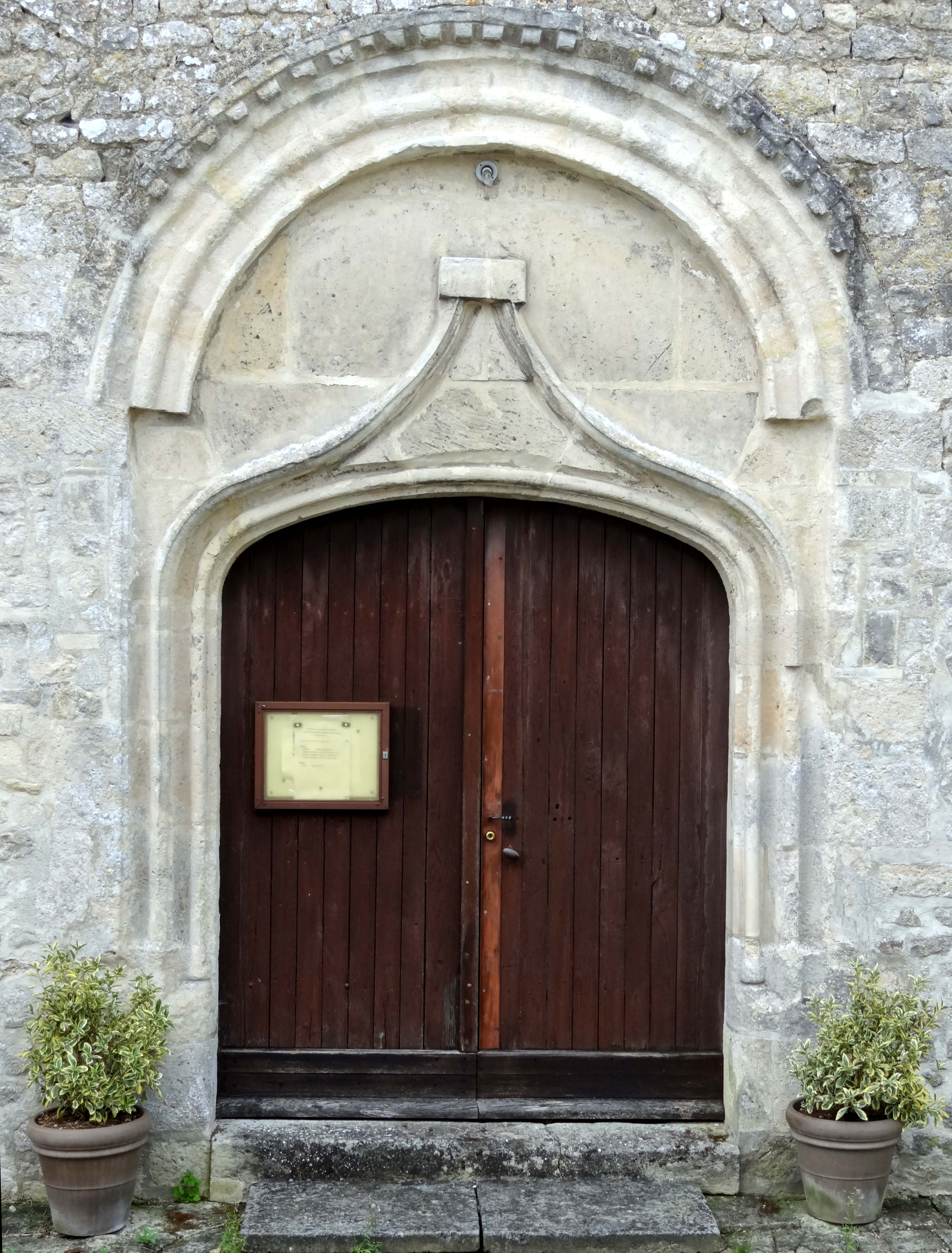
Portail occidental roman et flamboyant.
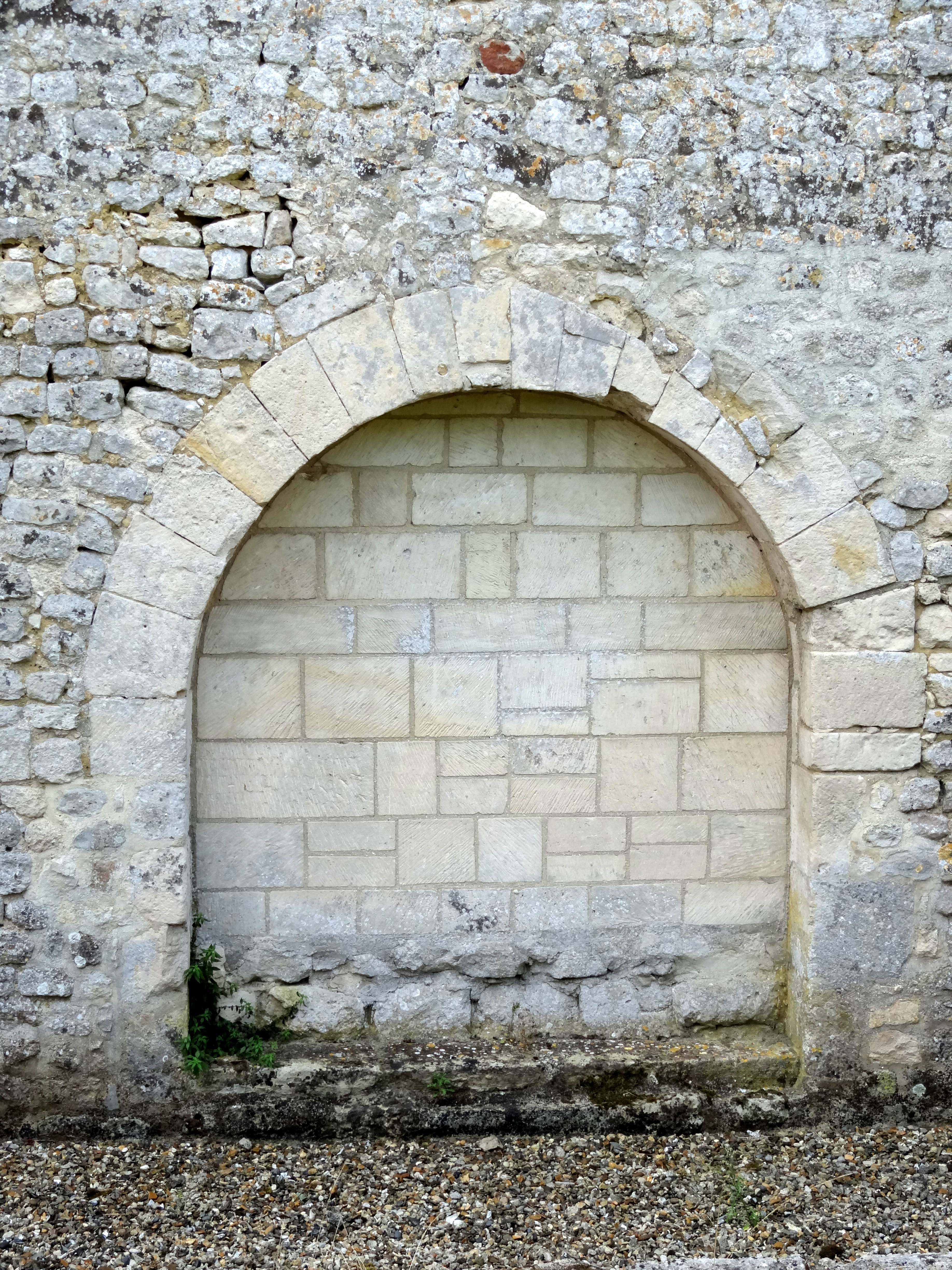
Première grande arcade du nord.
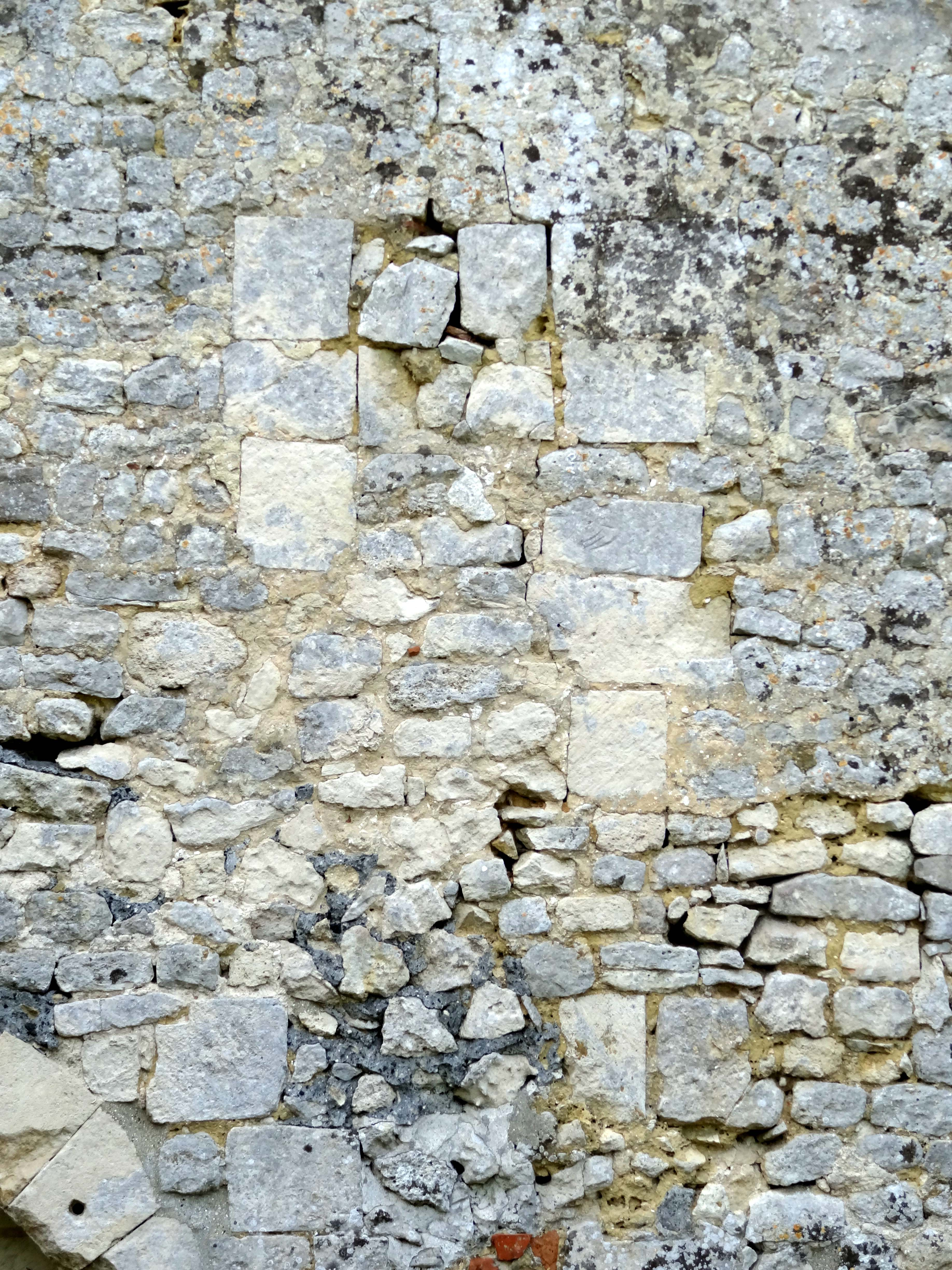
Arrachement d'un contrefort au nord.
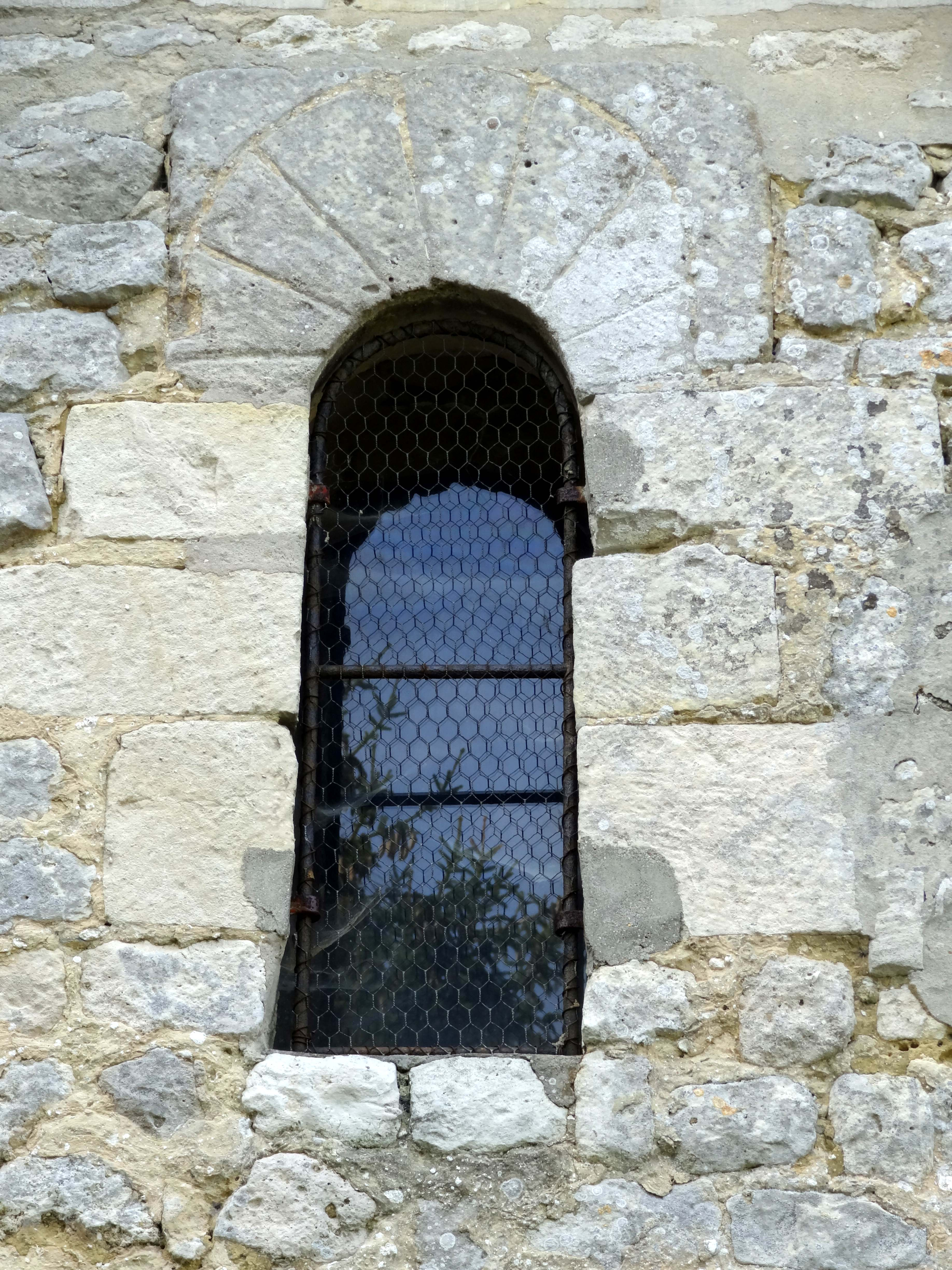
Baie roman au linteau à claveaux simulés.
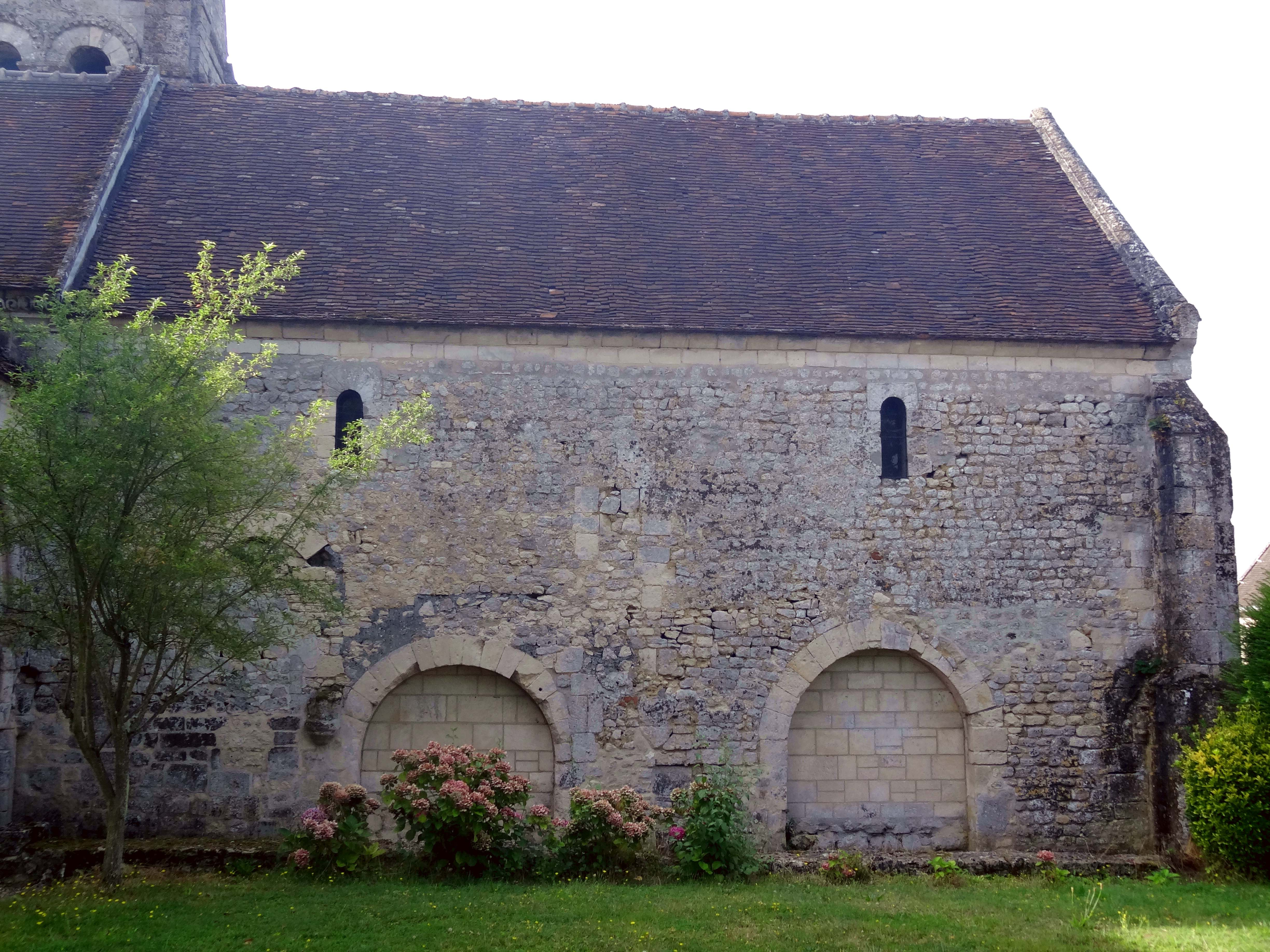
Élévation nord.

#### Clocher

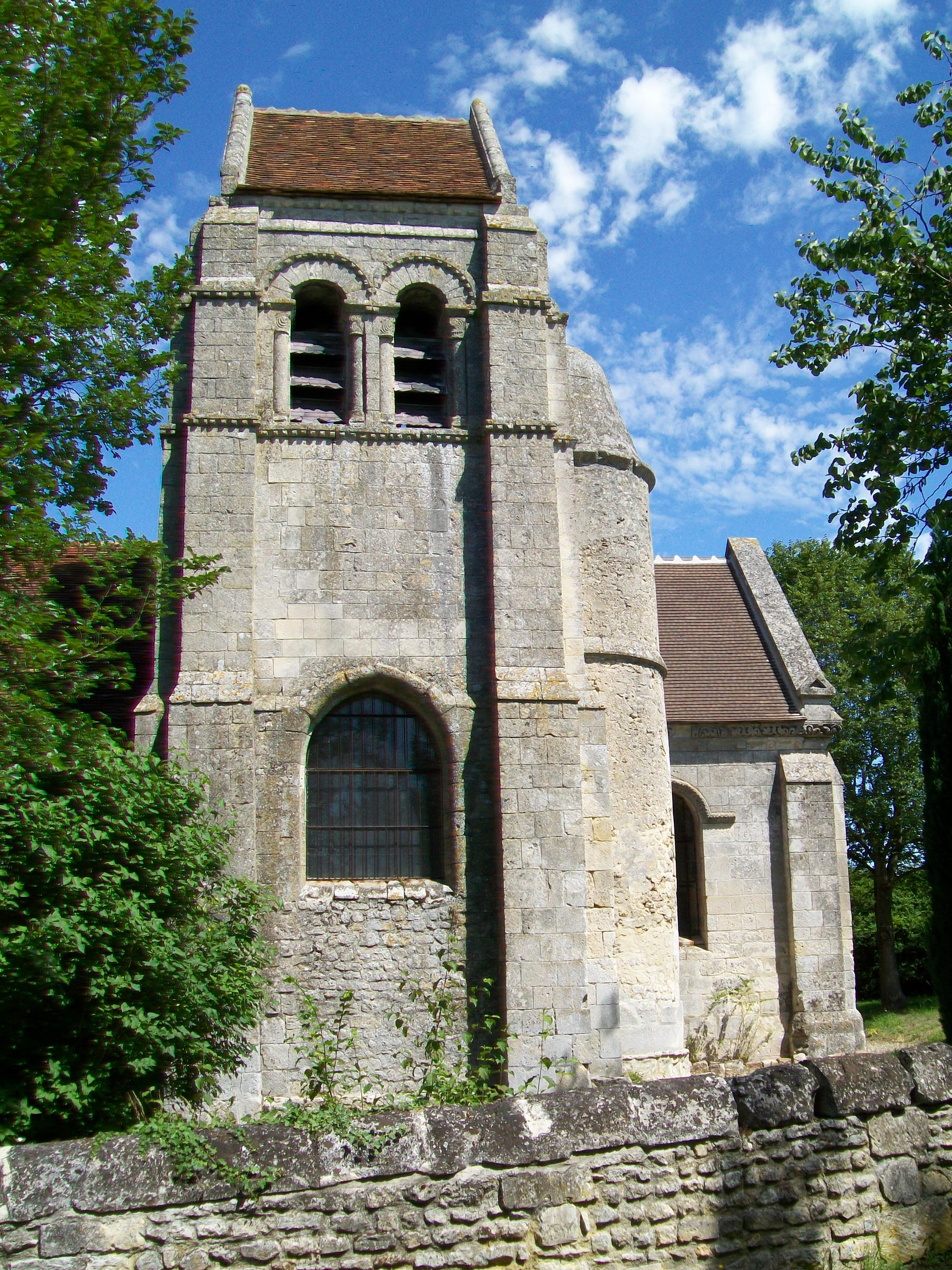
Vue depuis le sud.

Le clocher, bâti initialement au sud de la nef, abrite le croisillon sud de style flamboyant, mais est presque entièrement roman à l'extérieur. Seulement la grande baie méridionale est également flamboyante, et les pignons du toit en bâtière sont postérieurs à 1662. Depuis l'effondrement du dernier étage au début des années 1660, et la construction de la toiture actuelle, le clocher ne mesure plus que 13,90 m de hauteur totale. Les deux contreforts orthogonaux par angle, presque plats, vont jusqu'à la fin de l'étage de beffroi, alors qu'ils laissent le plus souvent le dernier étage libre à la période romane : c'est l'un des indices de la disparition de l'étage supérieur. Mais il y a aussi la fraîcheur de la pierre des pignons par rapport au reste de l'appareil à l'intérieur, et les chapiteaux analogues à ceux actuellement en place retrouvés lors des fouilles du milieu des années 1970. L'architecture est sobre, mais pas autant que sur les clochers les plus simples. L'appareil est en pierre de taille, avec l'exception du soubassement de la fenêtre. En plus de la fenêtre, l'on relève, au niveau du rez-de-chaussée, une arcade bouchée en tiers-point sur le mur occidental. Cette observation contraste avec le constat fait à l'intérieur, où l'on voit seulement une porte rectangulaire bouchée. Aucun élément de scansion ne sépare le rez-de-chaussée de l'étage, mais les murs et les contreforts se retraitent grâce à un fruit à mi-hauteur de l'arc de la fenêtre. Sur les contreforts, ce fruit concerne également les angles entre deux contreforts, mais pas les angles entre les contreforts et les murs. Il y a un écart considérable entre la fenêtre et les baies de l'étage de beffroi, et il est évident qu'il devait y avoir un niveau intermédiaire avant la construction de la voûte flamboyante. Le début de l'étage de beffroi est mis en exergue par un rang de billettes. Un deuxième rang de billettes court au niveau des tailloirs des baies, et un troisième, avec des billettes plus grandes, tient lieu de corniche. Les contreforts se retraitent par un fruit après le deuxième rang de billettes, et s'amortissent par un glacis pentu au-dessus du dernier cordon. Comme sur tous les clochers romans de la région, les baies de l'étage de beffroi font l'objet d'un soin particulier. Au nombre de deux par face, elles sont cantonnées de deux colonnettes à chapiteaux, et leurs archivoltes sont surmontées d'un cordon de billettes. Les fûts sont en délit, mais les tailloirs sont de simples tablettes biseautées, et les archivoltes sont à simple rouleau, et à arêtes vives. Seulement les chapiteaux sont sculptés, ou en fait plus gravés que sculptés, d'une volute d'angle et de lignes concentriques, destinées à suggérer des palmettes. L'on note l'écart stylistique important avec les chapiteaux romans à l'intérieur de l'église. Selon Lefèvre-Pontalis, les baies de l'étage sont copiées sur Rhuis, mais il y a toutefois un certain nombre de différences. Les colonnettes devant le trumeau sont accouplées à Rhuis, et les baies sont plus élevées, mais d'autre part, il n'y a pas le deuxième rang de billettes sur les contreforts. Le clocher de Pommiers offrirait une analogie complète avec Noël-Saint-Martin, mais cette comparaison s'avère erronée.

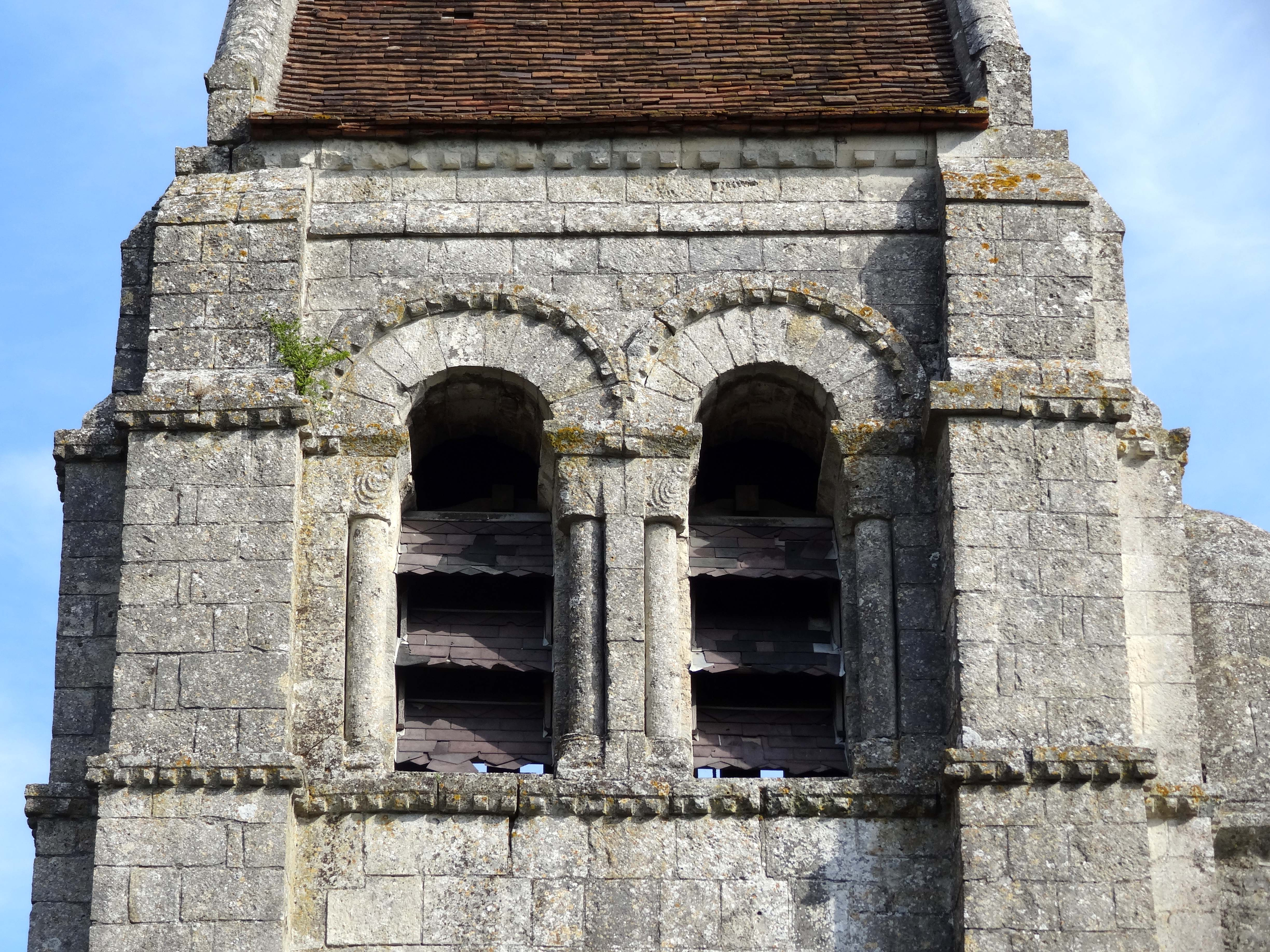
Étage de beffroi, côté sud.
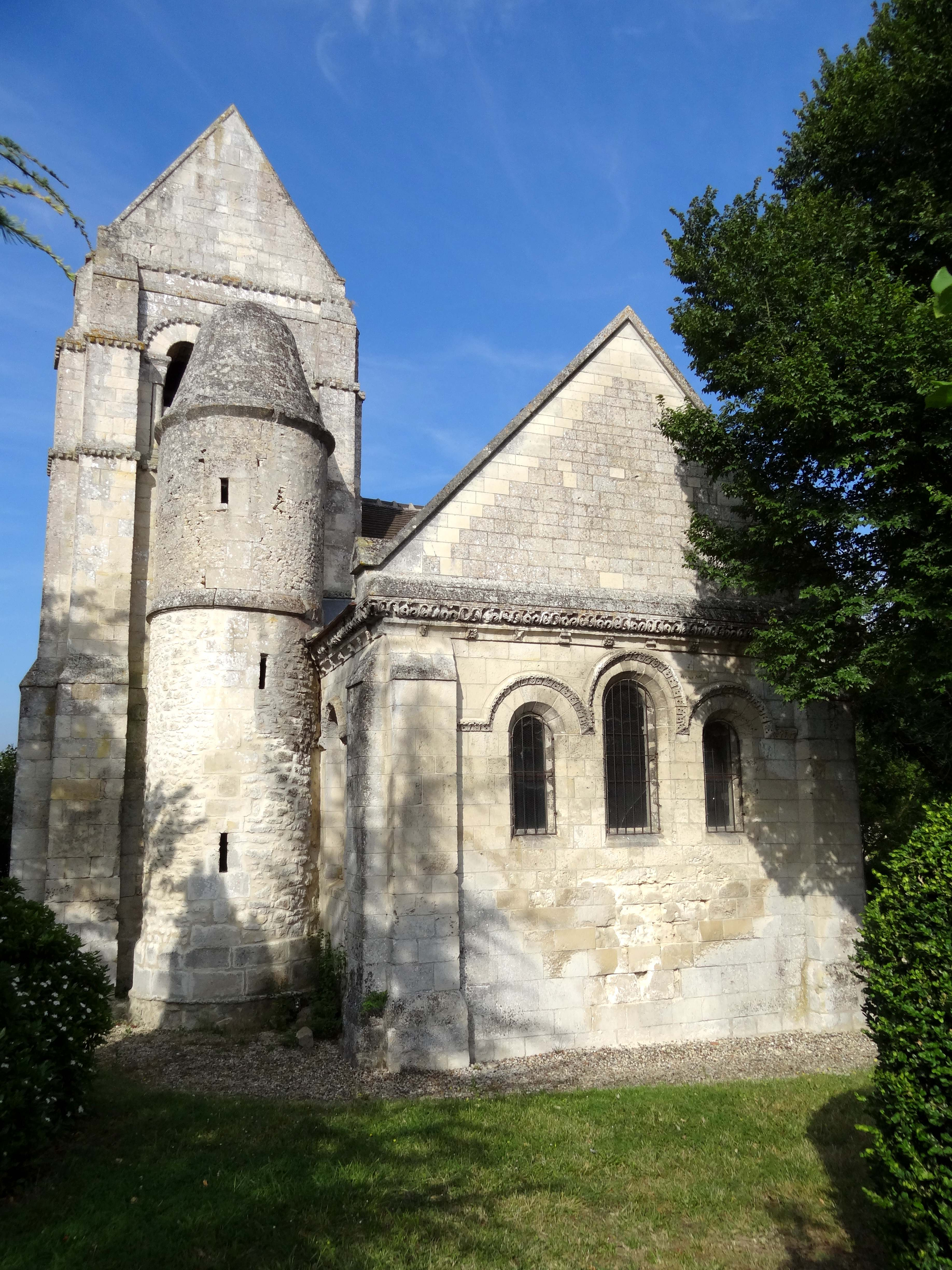
Clocher et abside, vue depuis l'est.
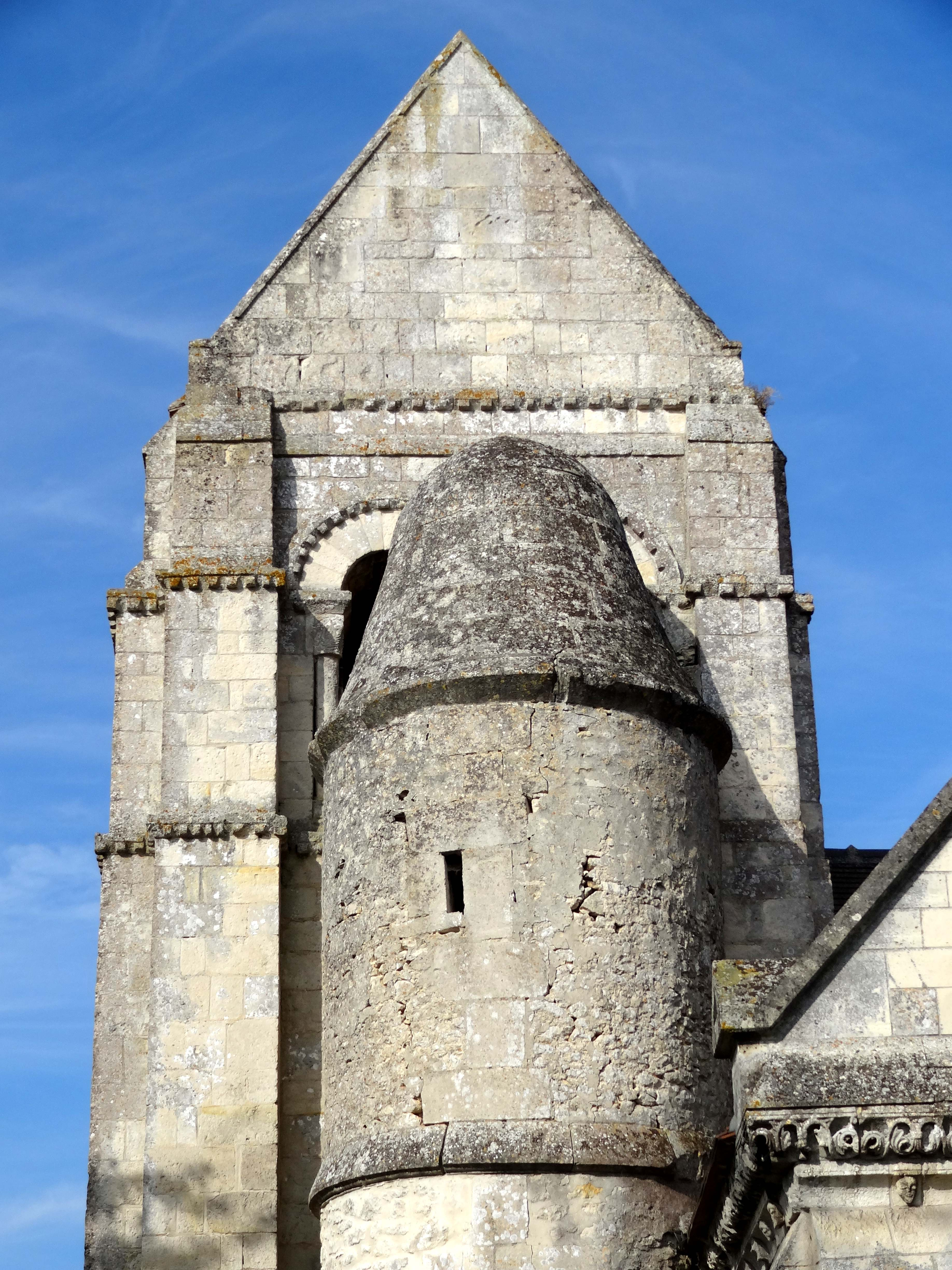
Vue depuis l'est.
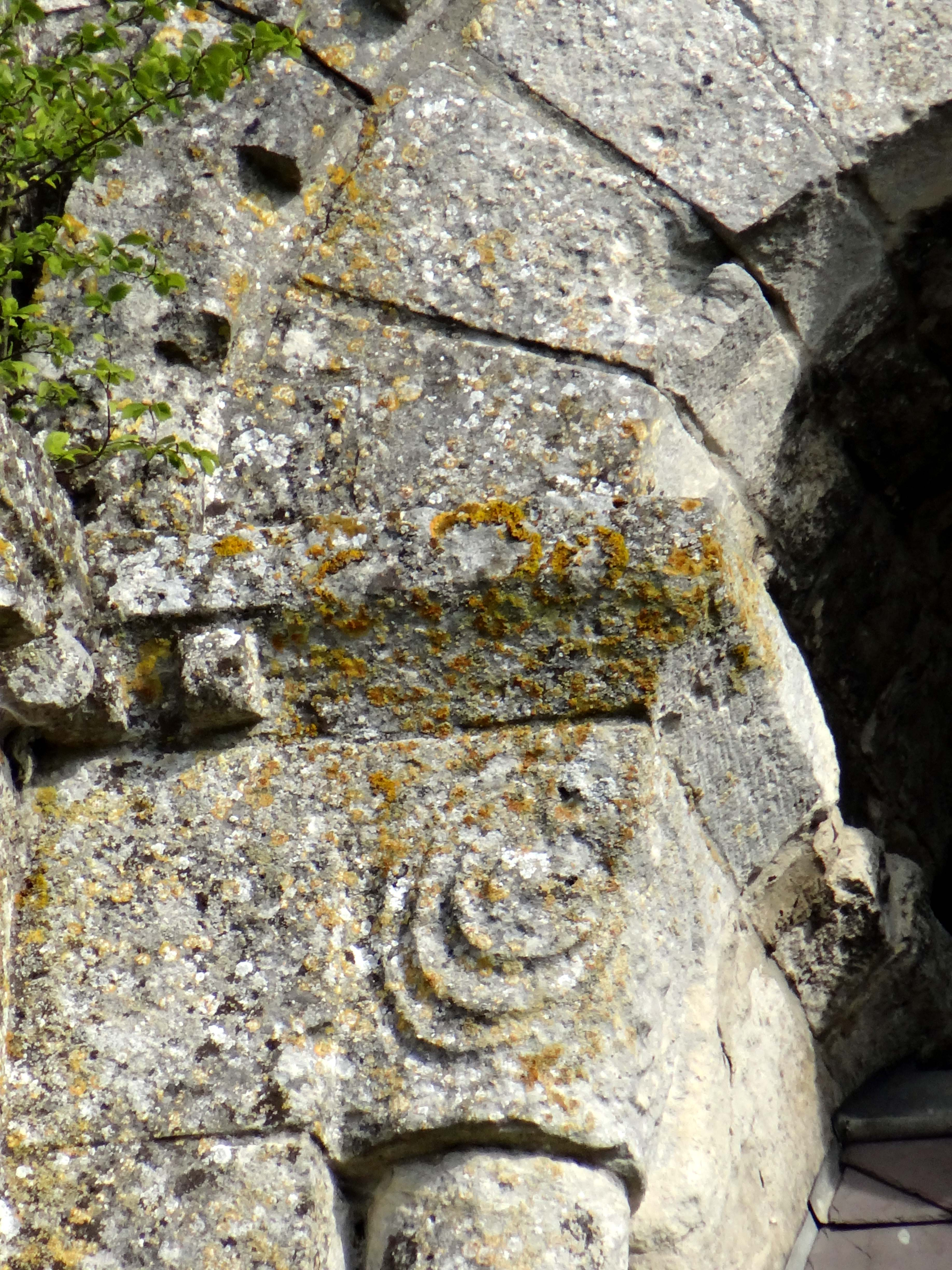
Chapiteau de l'étage de beffroi, côté sud.
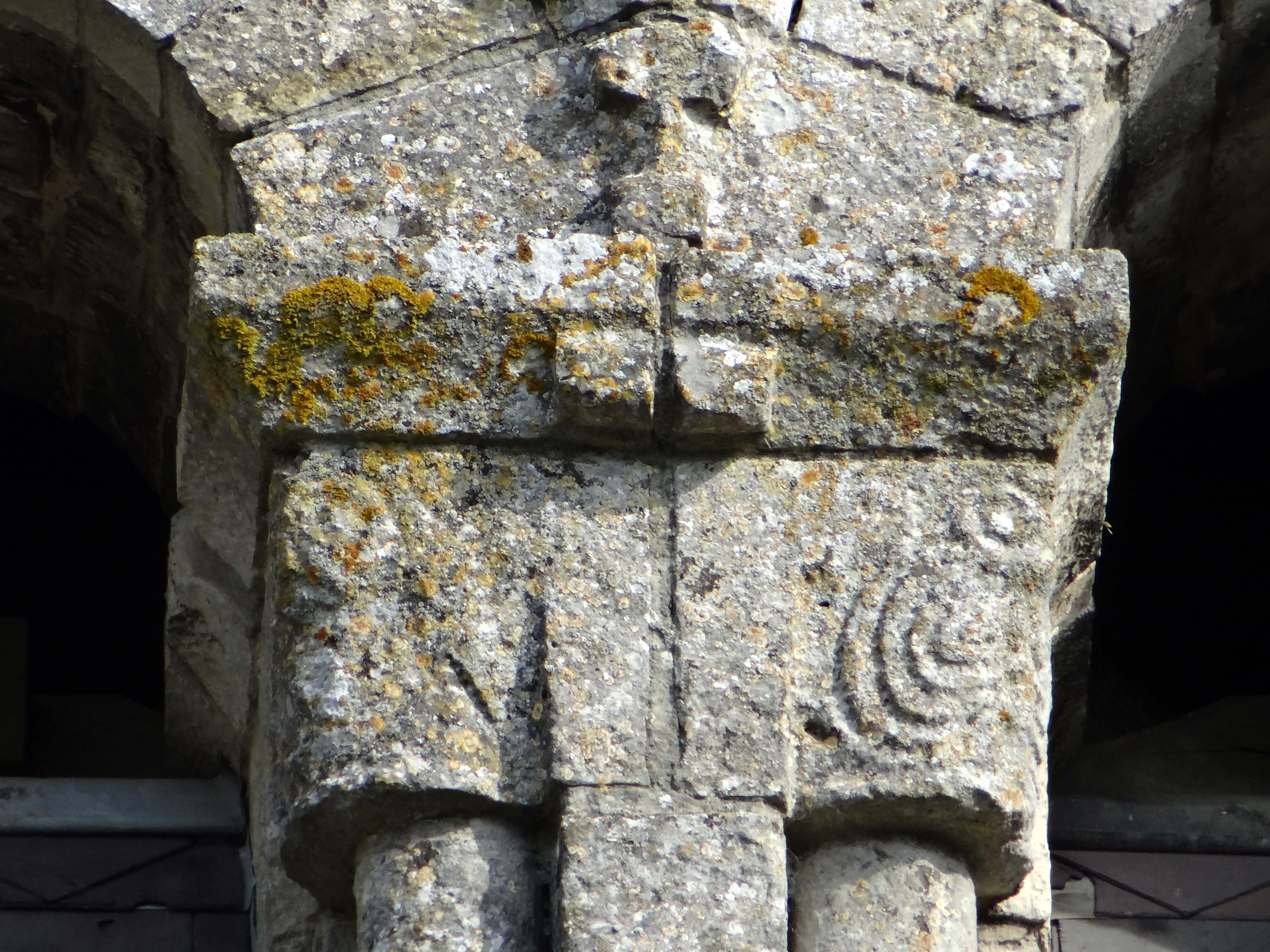
Chapiteaux devant le trumeau, côté sud.

#### Chœur

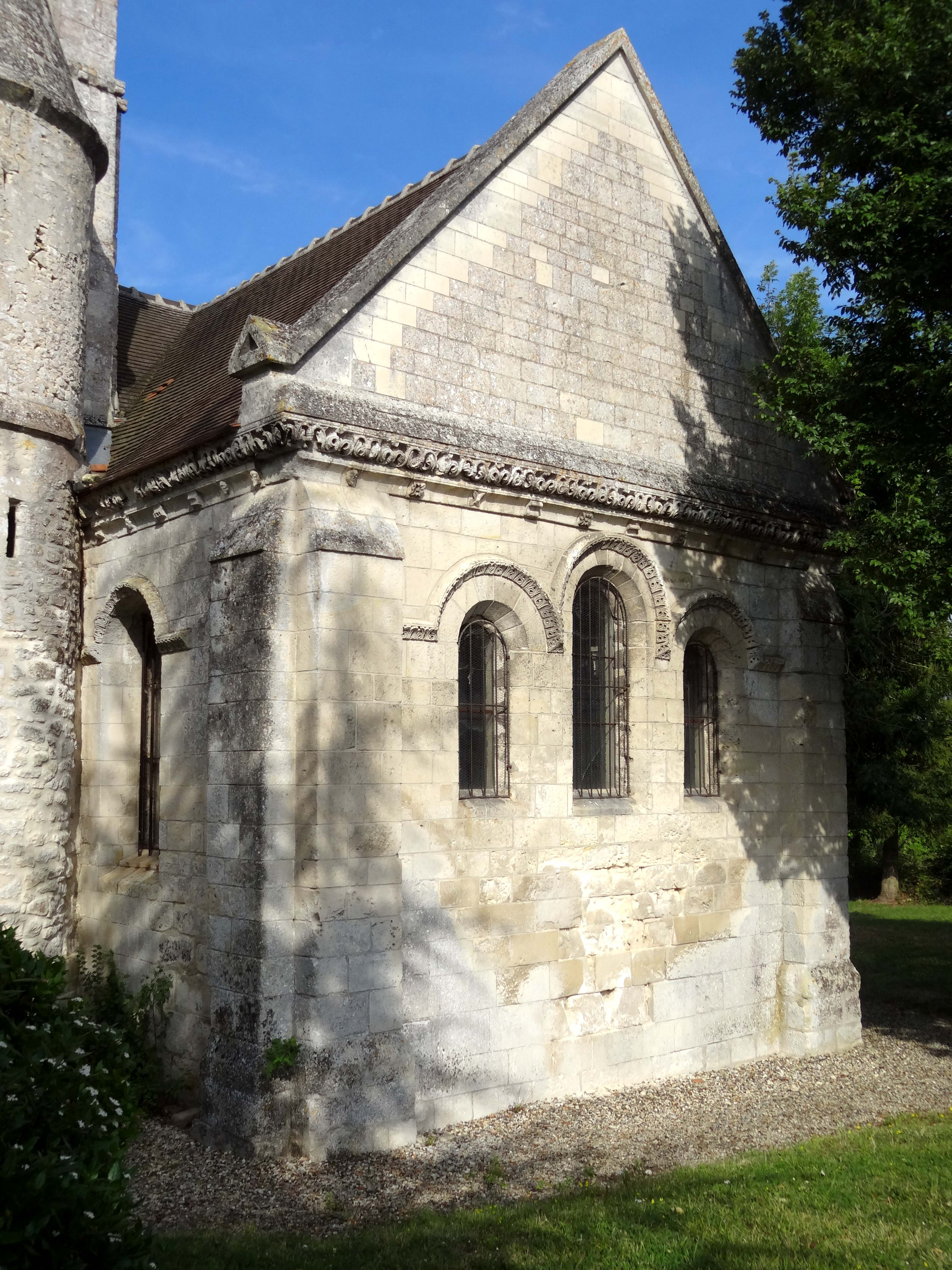
Vue depuis le sud-est.

Le petit chœur est, aussi bien qu'à l'intérieur, l'une des plus belles œuvres de l'art roman dans la région. La décoration est même mieux étudiée qu'à l'intérieur, et le maître d'œuvre a su éviter toute maladresse, comme par exemple des colonnettes à chapiteaux sans archivoltes, où un manque de place pour tous les éléments de l'architecture. L'habileté de ciseau du sculpteur est exceptionnelle. L'état de conservation est remarquable, et imputable à la sélection d'une pierre calcaire très dure. Il est toutefois à remarquer que le pignon est moderne. Chacun des angles est flanqué de deux contreforts plats orthogonaux, qui se retraitent grâce à un fruit après les premières assises, et s'amortissent par un court glacis pentu. Les baies latérales commencent après la septième assise, et celles du triplet du chevet, après la neuvième assise. Chacune des baies, dont les baies latérales sont les plus grandes, et les baies à gauche et à droite du triplet les plus petites, est entourée d'un faible ébrasement, et surmontée d'une frise de palmettes, qui se continue horizontalement au niveau des impostes. Devant les trumeaux du triplet, la descente et la remontée de la frise s'effectuent sans aucun intervalle. La frise est assemblée d'un petit nombre de blocs sculptés, généralement un pour deux claveaux de l'archivolte. Le motif, au fond assez simple, se répète à l'infini, dont une fois sur deux à l'envers. Les intervalles sont profondément creusés. La frise de la baie médiane tangente la corniche. Ce n'est pas le cas sur les murs gouttereaux, car il n'y a aucune distance entre la frise et l'ébrasement, ce qui fait que la frise s'y situe à un niveau plus bas. La corniche se compose d'une faible gorge, qui est interrompu par des modillons diversement sculptés à intervalles réguliers, et d'une frise de rinceaux plus large que la frise de palmettes des fenêtres. Les deux éléments de la corniche sont indépendants, c'est-à-dire, ils ne sont pas sculptés dans un même bloc, et les ruptures entre les blocs ne se situent pas aux mêmes endroits. Les motifs des modillons sont des fleurs à six pétales, des fleurs de violette (à quatre pétales), des masques ou têtes humaines, un ou deux tores horizontaux, deux cannelures, etc. Le motif de la frise sont des tiges amorcées et terminées par trois feuilles étroites, recourbées doublement en forme de huit, disposées obliquement, et nouées ensemble deux par deux. Ces rinceaux sont complètement évidés, et n'adhèrent à la pierre que par quelques rares attaches. Cette frise est d'une qualité exceptionnelle, et n'a qu'un seul pareil dans la région, à savoir sur le chœur roman de Béthisy-Saint-Pierre.

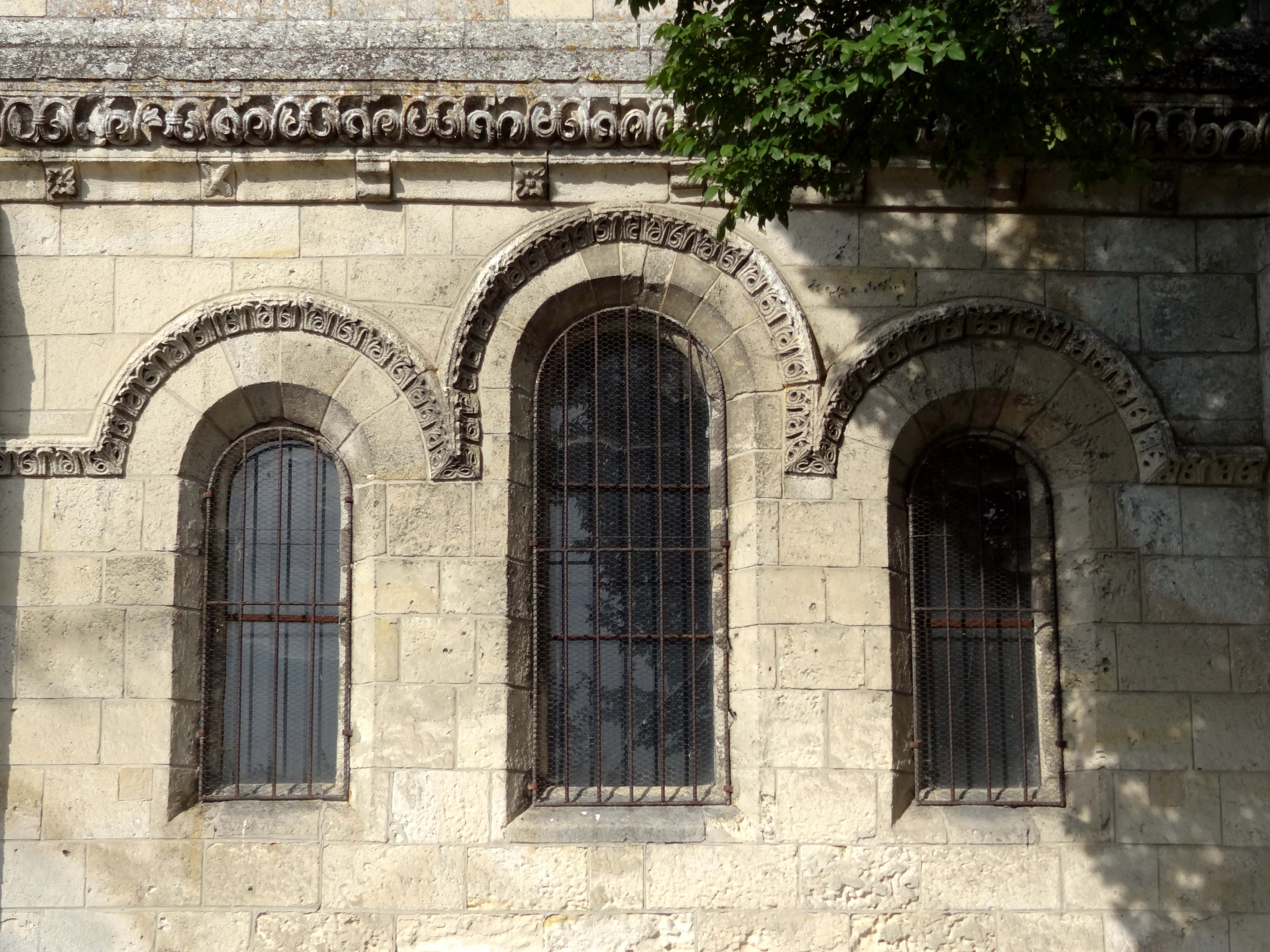
Triplet du chevet.
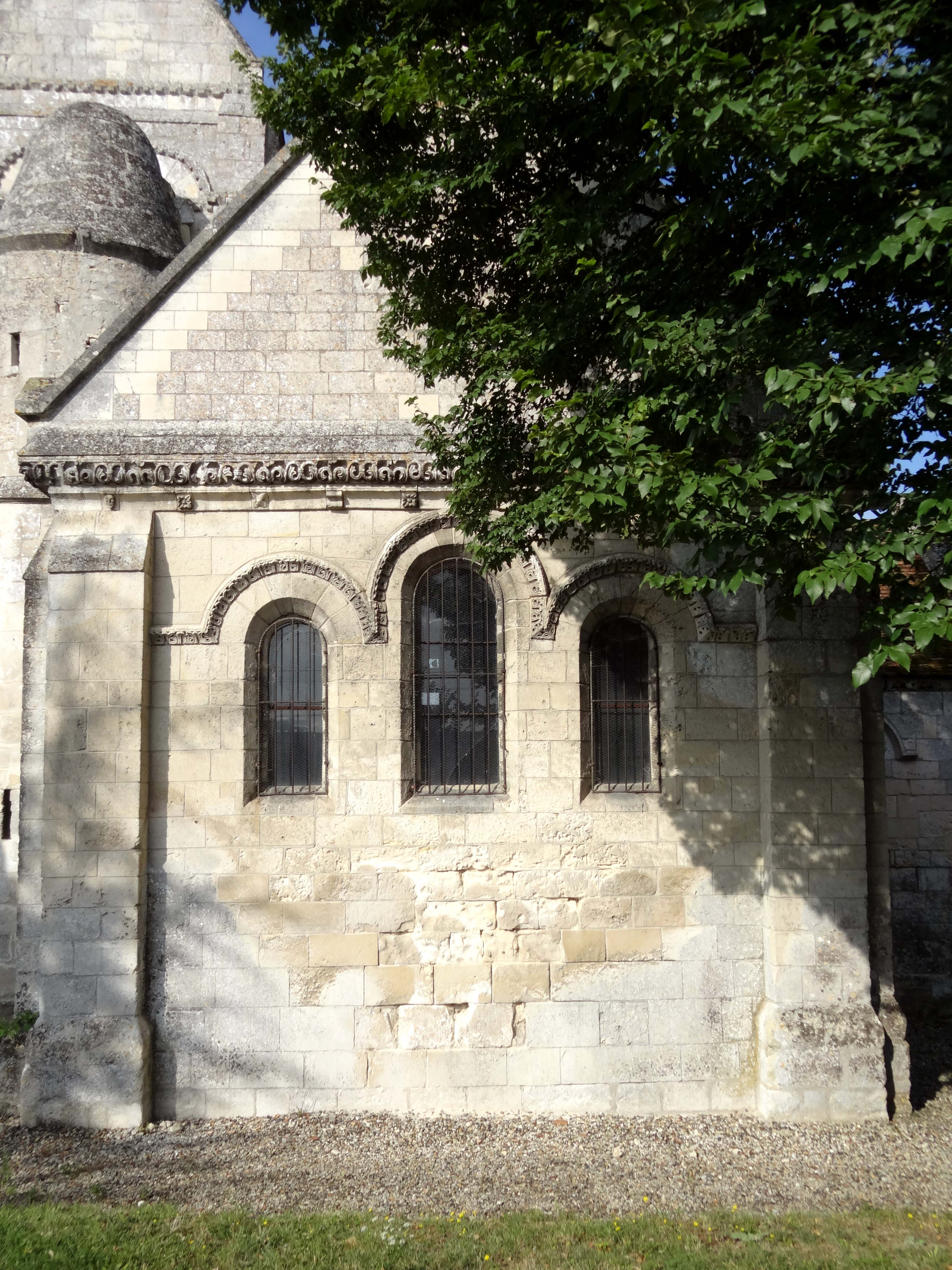
Vue depuis l'est.
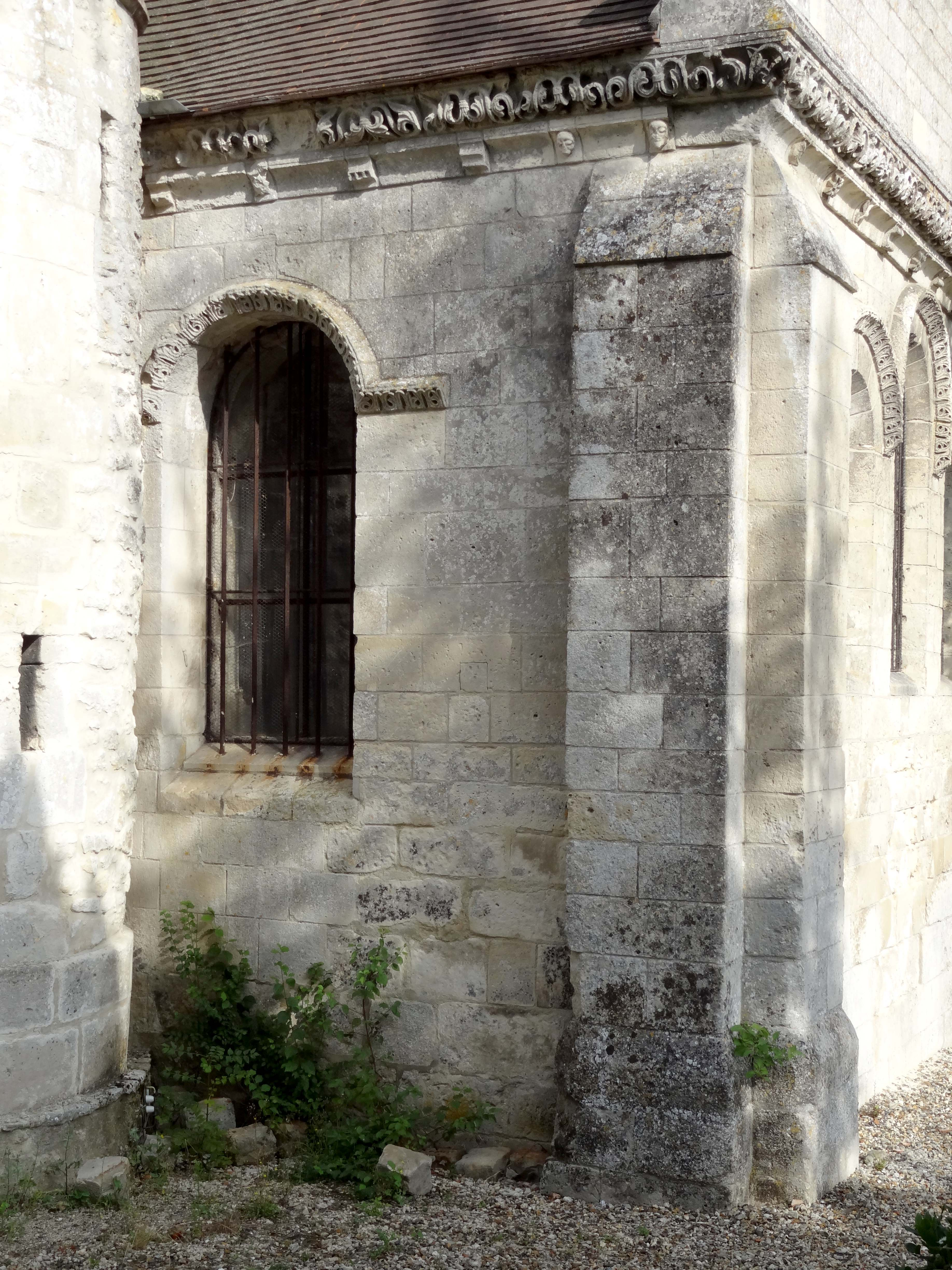
Vue depuis le sud.
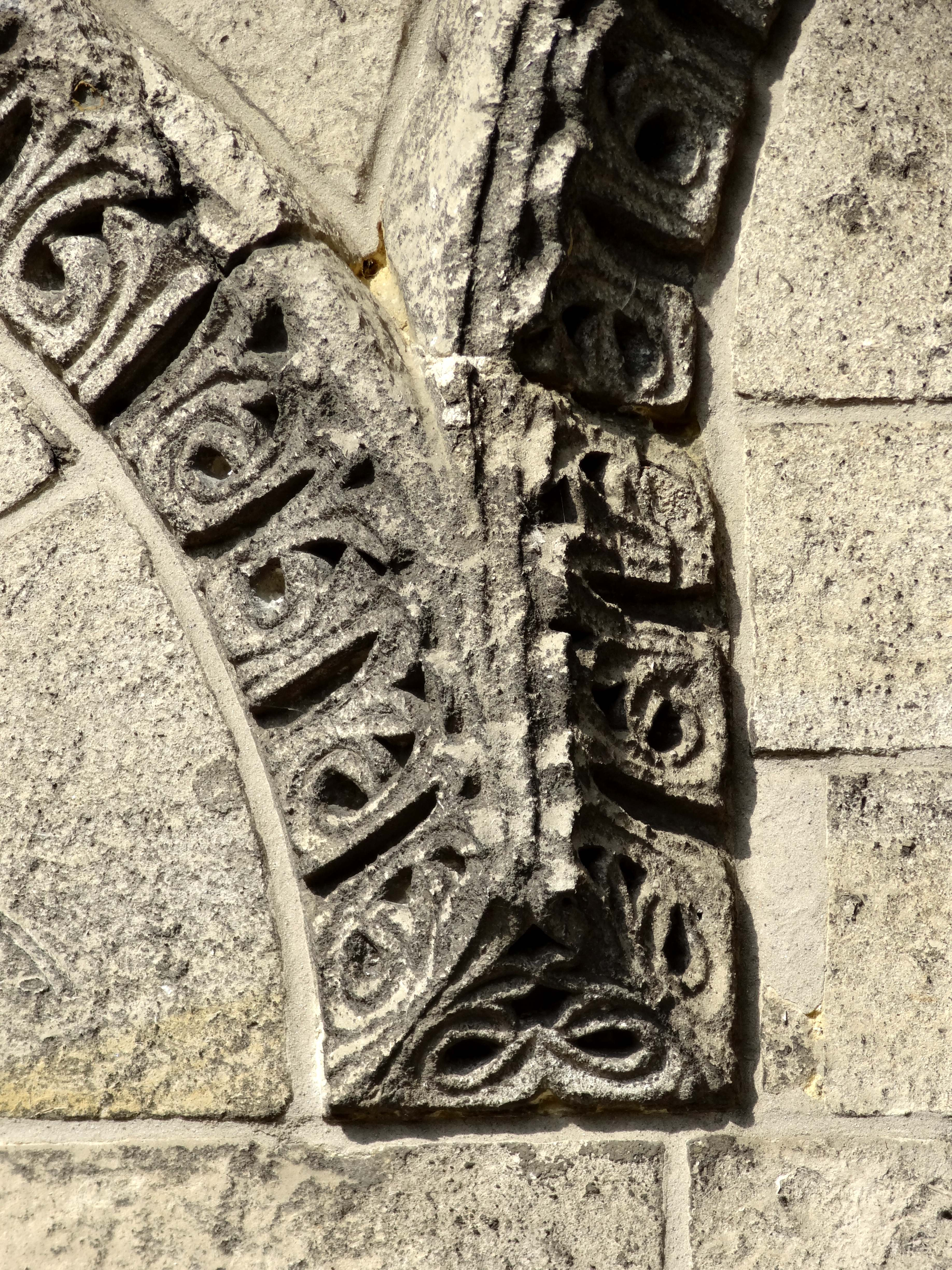
Frise de palmettes.
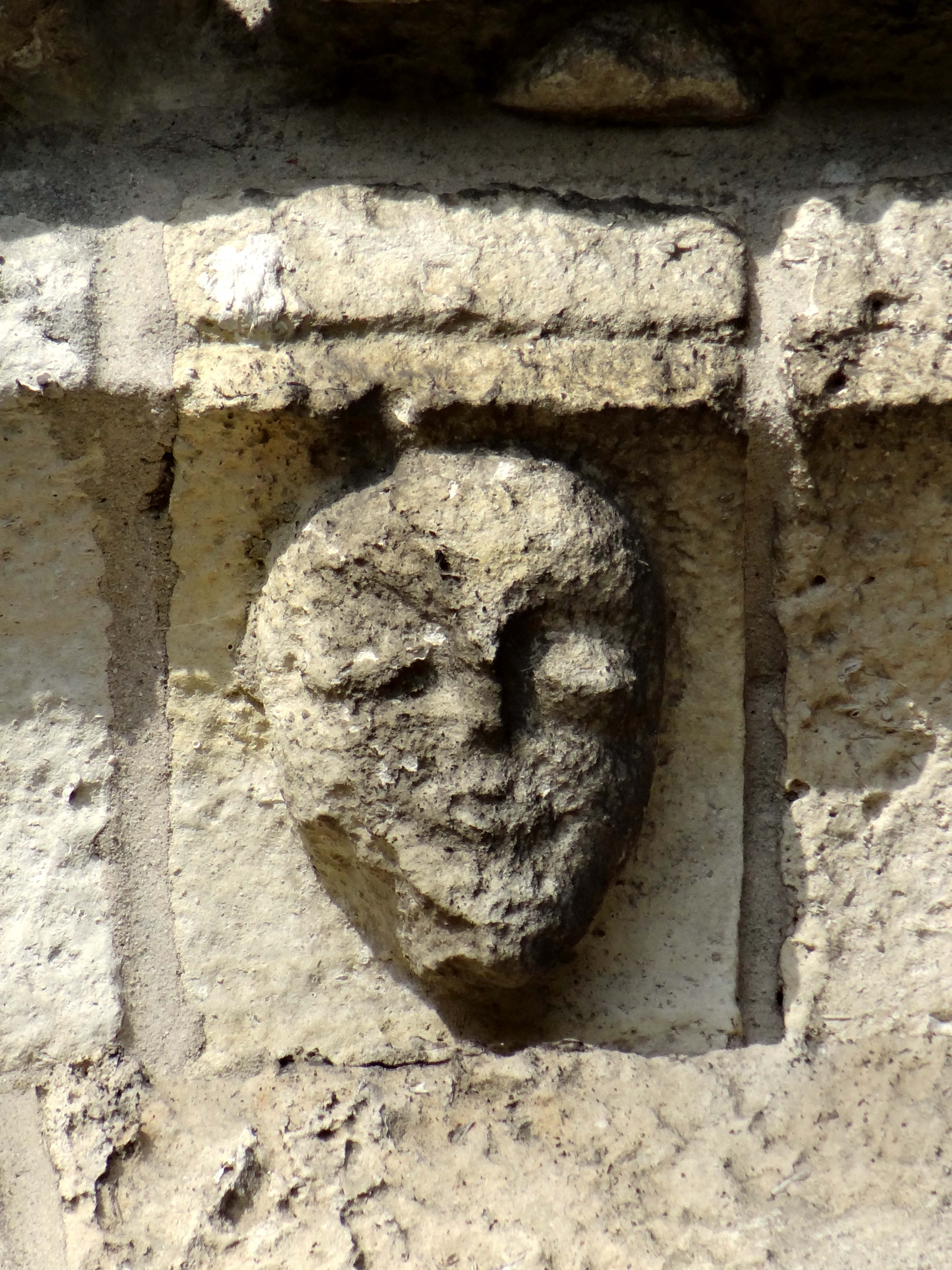
Modillon de la corniche.
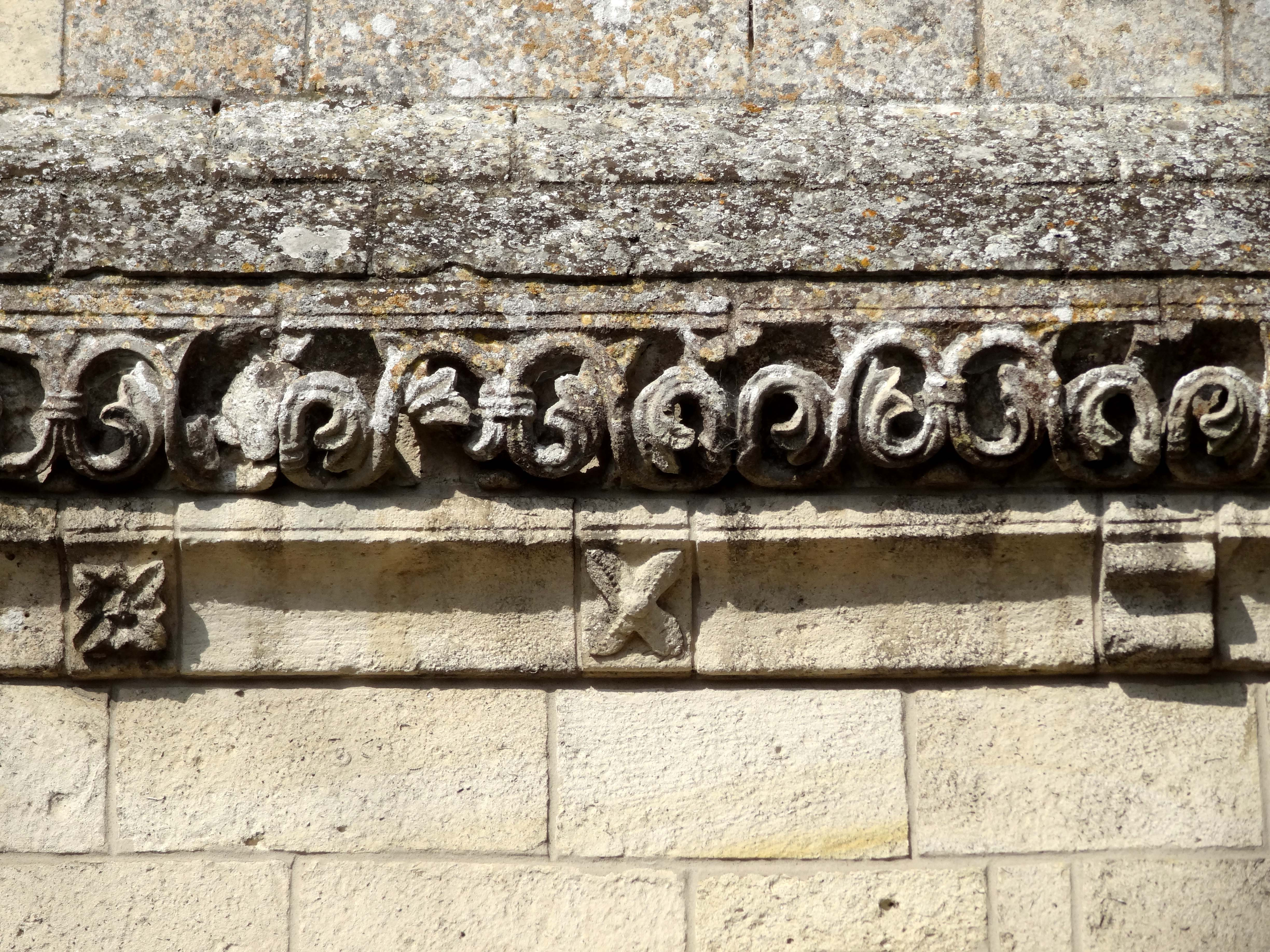
Corniche du chevet.

#### Croisillon nord

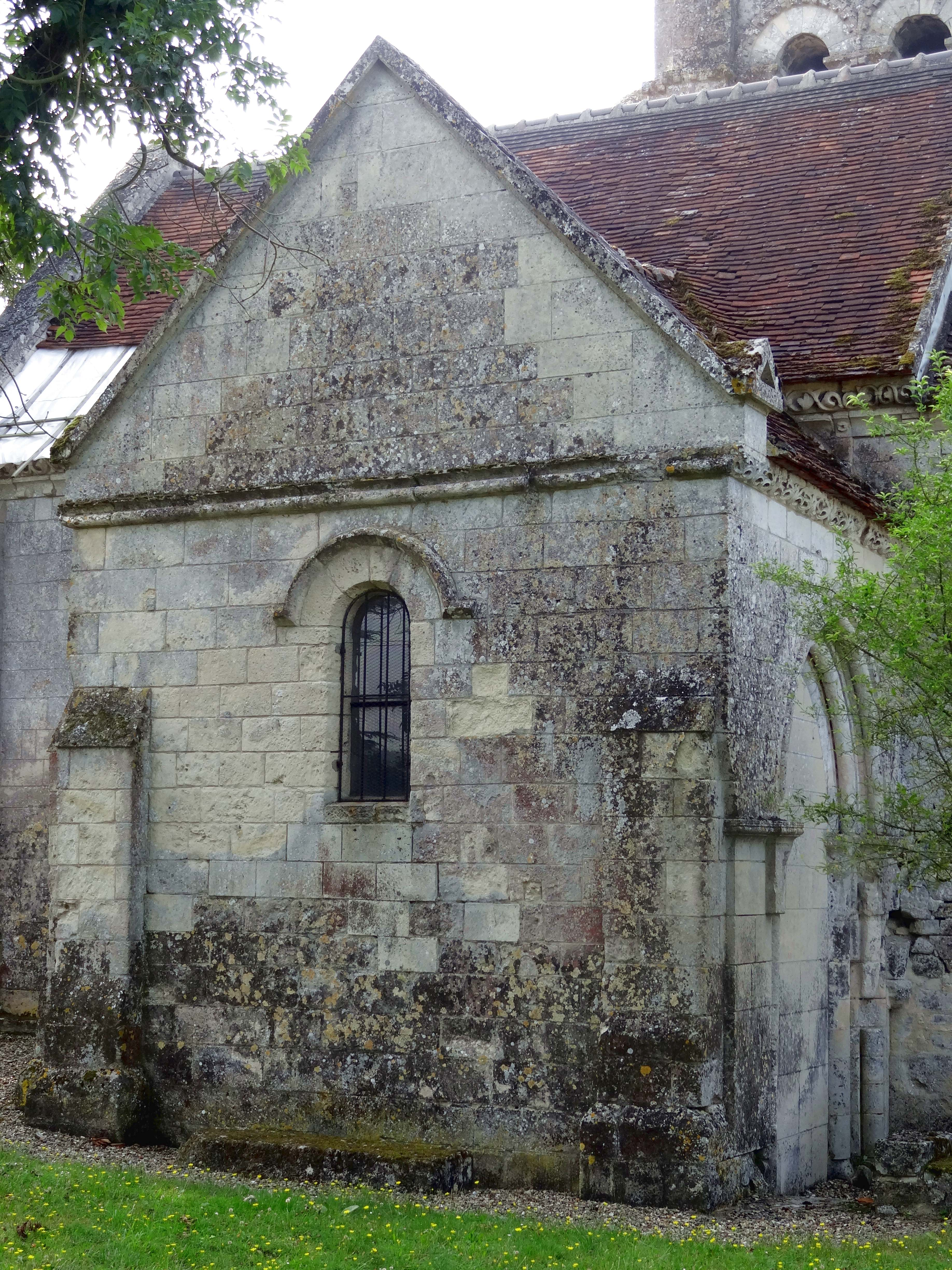
Croisillon nord.

Il n'y a pas de rupture stylistique entre le chœur et le croisillon nord. Plutôt comme un élément ajouté après coup, il apparaît comme faisant partie du projet initial, dont l'exécution aurait été différé : l'on trouve une corniche tout aussi bien fouillée ; le même appareil régulier en pierre de taille, avec des joints très minces ; et les mêmes contreforts, sauf que ceux-ci s'arrêtent quatre assises en dessous de la corniche, ce qui est fréquent à l'époque du premier voûtement d'ogives. L'on ne jugea pas nécessaire de faire continuer les contreforts nettement au-dessus du niveau de la retombée des voûtes. L'on trouve aussi le même pignon, mais ce dernier est également moderne, à l'instar de celui du chevet. Lors de sa reconstruction, l'on a heureusement conservé le bandeau mouluré à la naissance du pignon, qui accuse une gorge et un tore, et imite ainsi le profil des formerets. Au même niveau que le bandeau, les murs gouttereaux présentent une corniche de palmettes allongées composée de motifs symétriques « enroulés avec beaucoup d'art » (Eugène Lefèvre-Pontalis), qui ne sont stylistiquement pas éloignés de ceux du chœur. Ces palmettes sont entièrement évidées, et sont l'illustration de la forte habileté du sculpteur. Ne s'agissant pas du sanctuaire, la décoration des fenêtres est naturellement plus sobre. Elles sont surmontées d'un bandeau doublement biseauté en forme de sourcil, qui se poursuit latéralement sur une courte section au niveau des impostes. Seule la baie septentrionale demeure intacte, celle du chevet étant bouché au moins depuis le XVIe siècle, comme l'atteste la peinture murale en ocre visible à l'intérieur. À l'ouest, l'arcade vers le bas-côté disparu a été réalisée en même temps que le croisillon, et il n'y a donc jamais eu de fenêtre de ce côté.

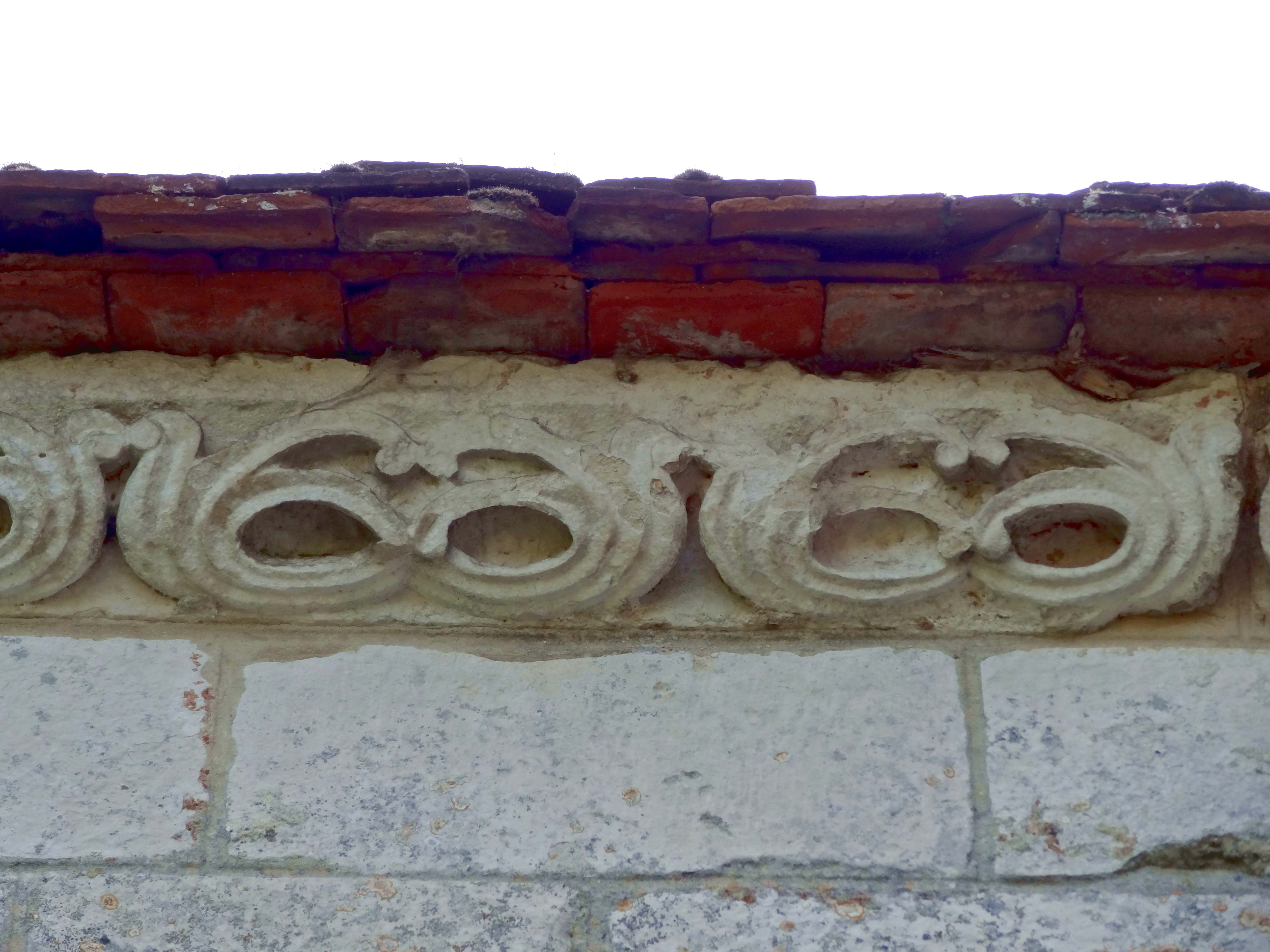
Corniche.
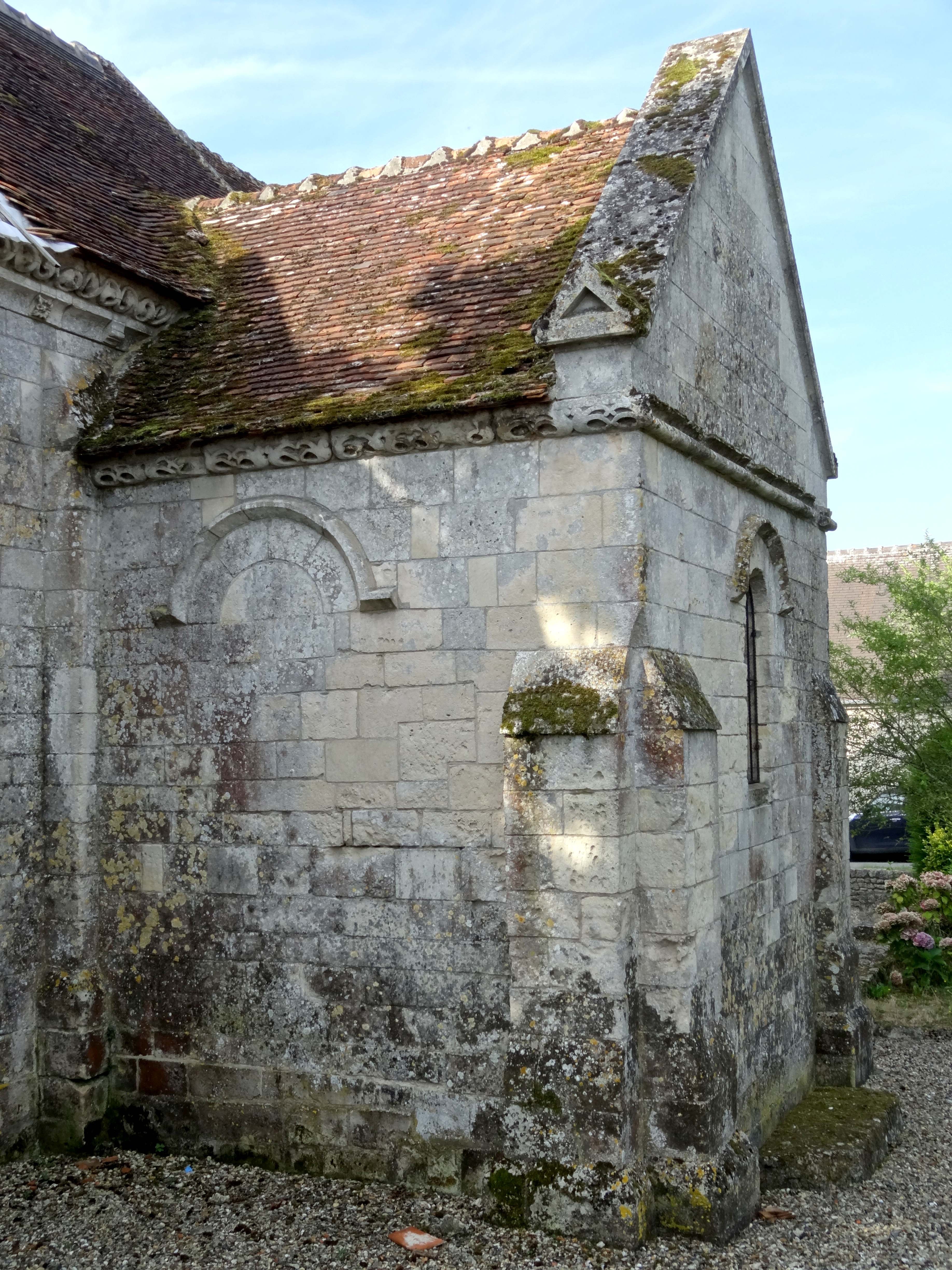
Vue depuis le nord-est.
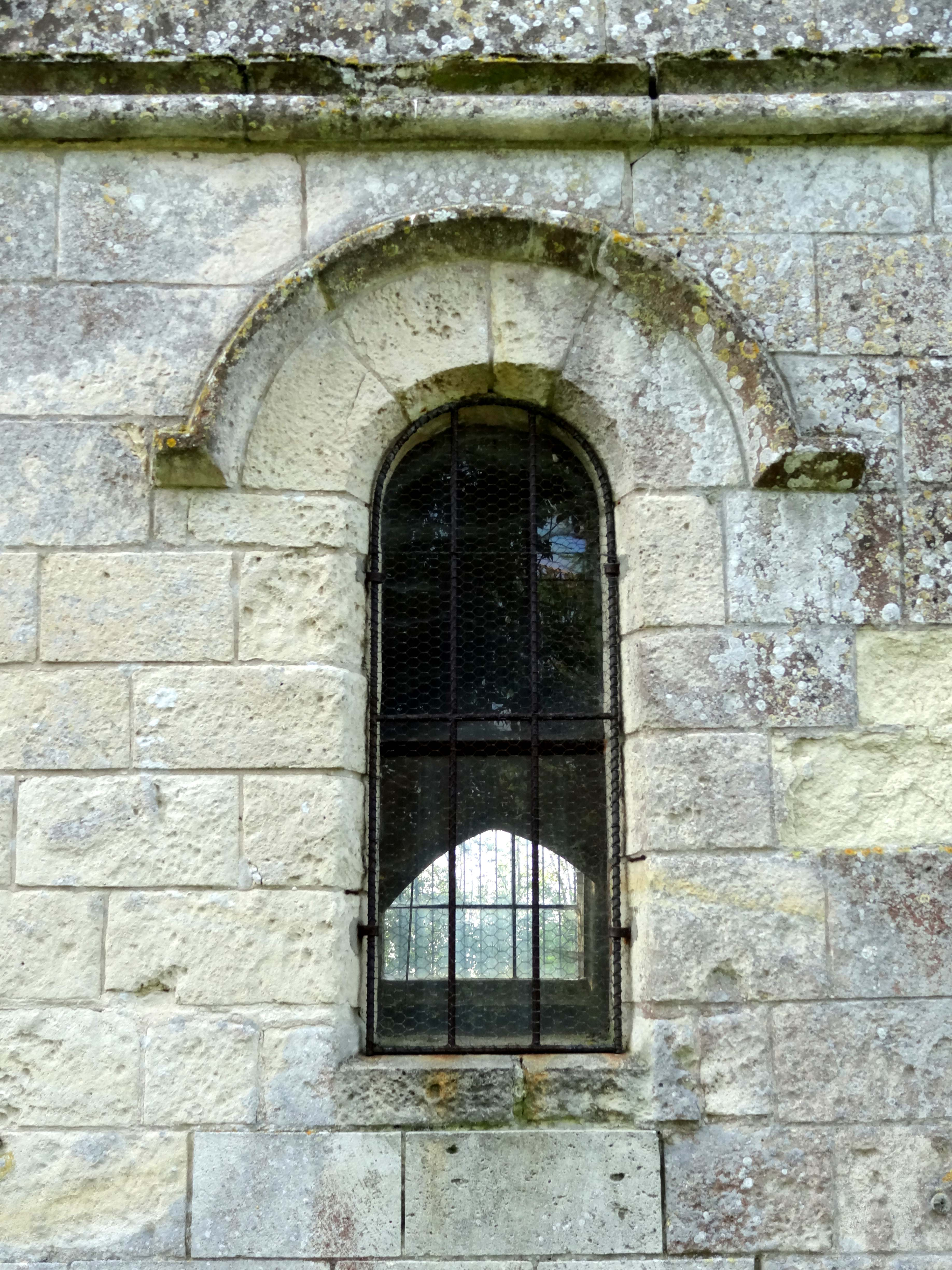
Fenêtre côté nord.
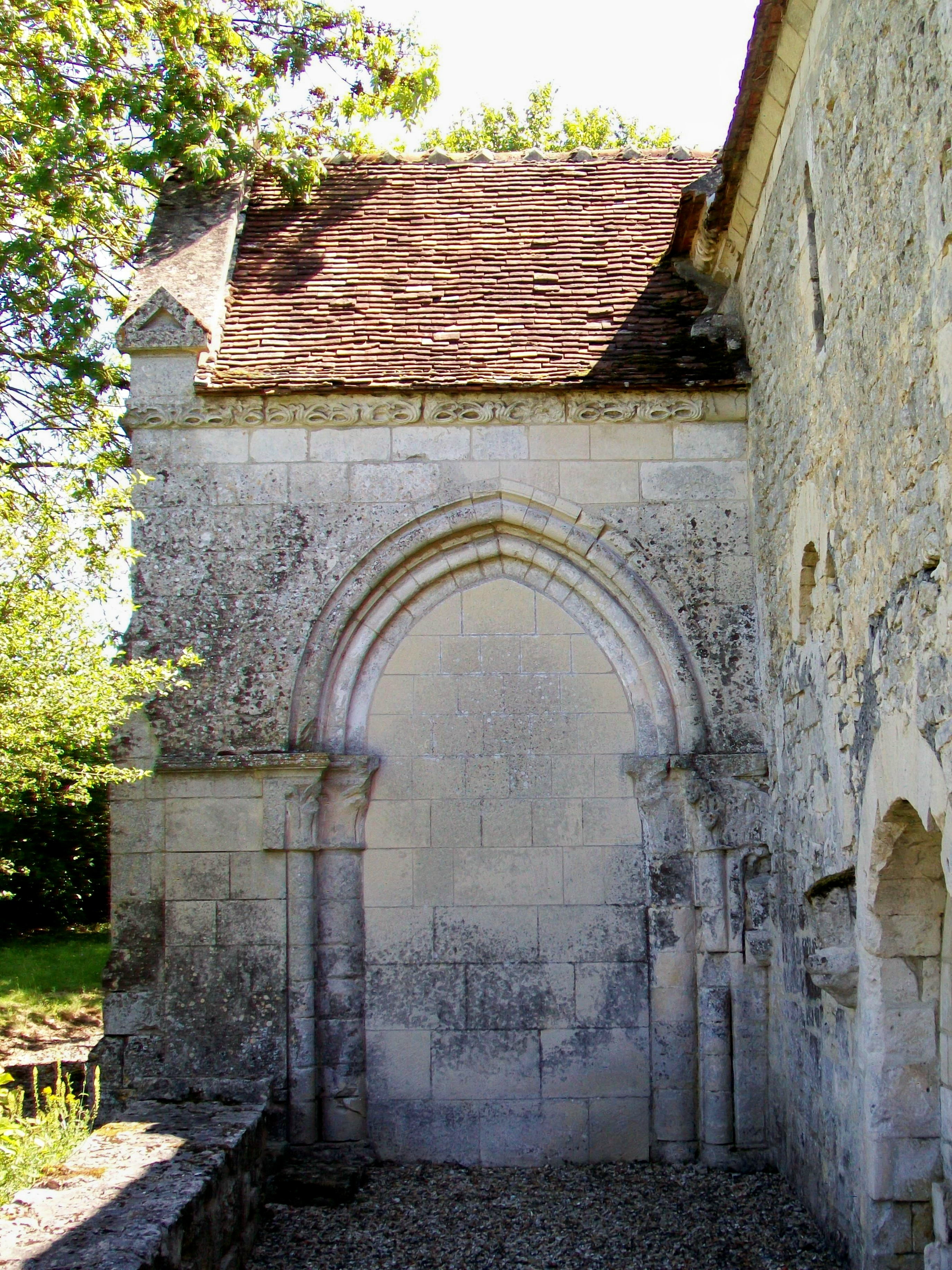
Vue depuis l'ouest.
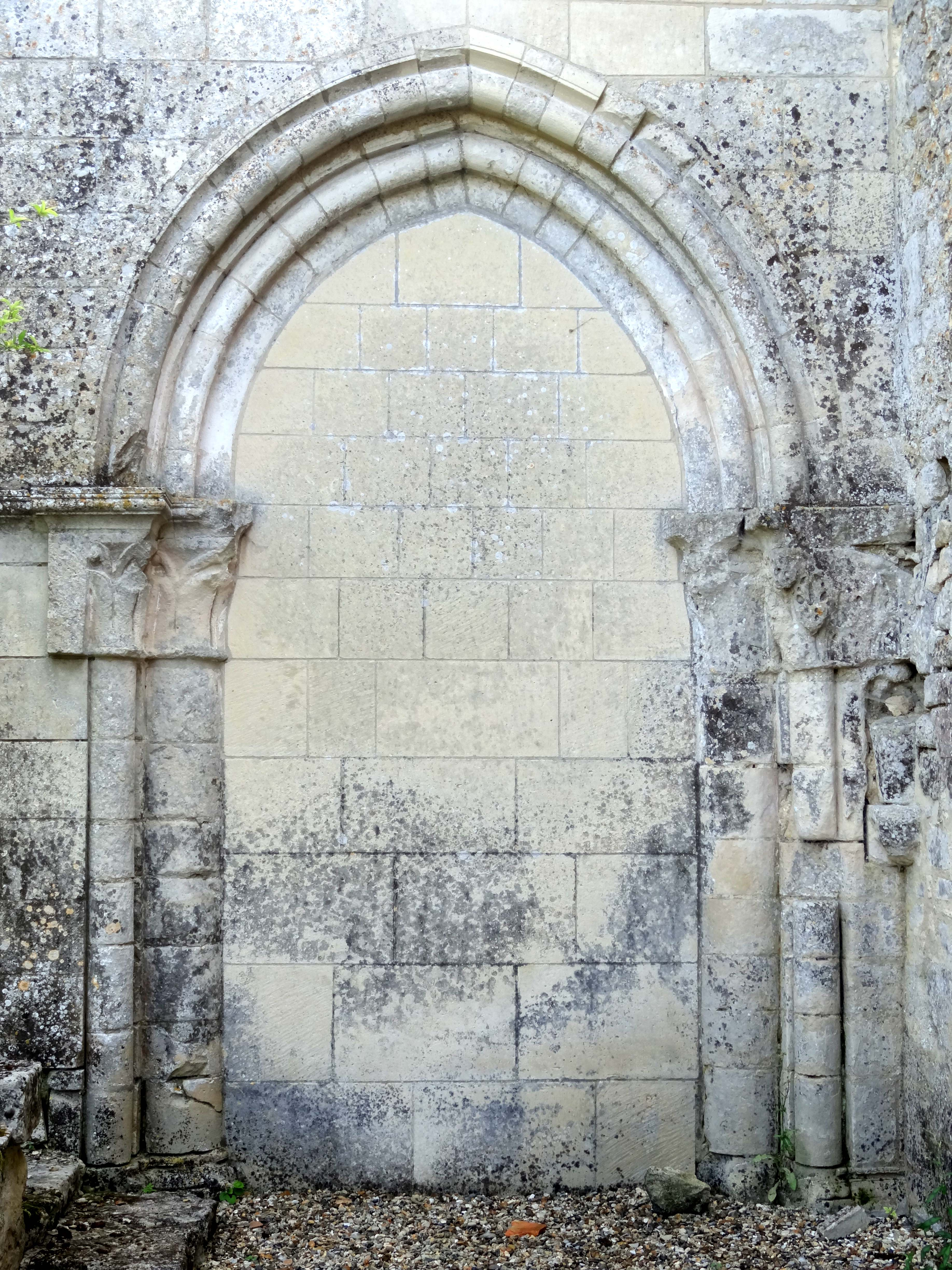
Arcade bouchée.
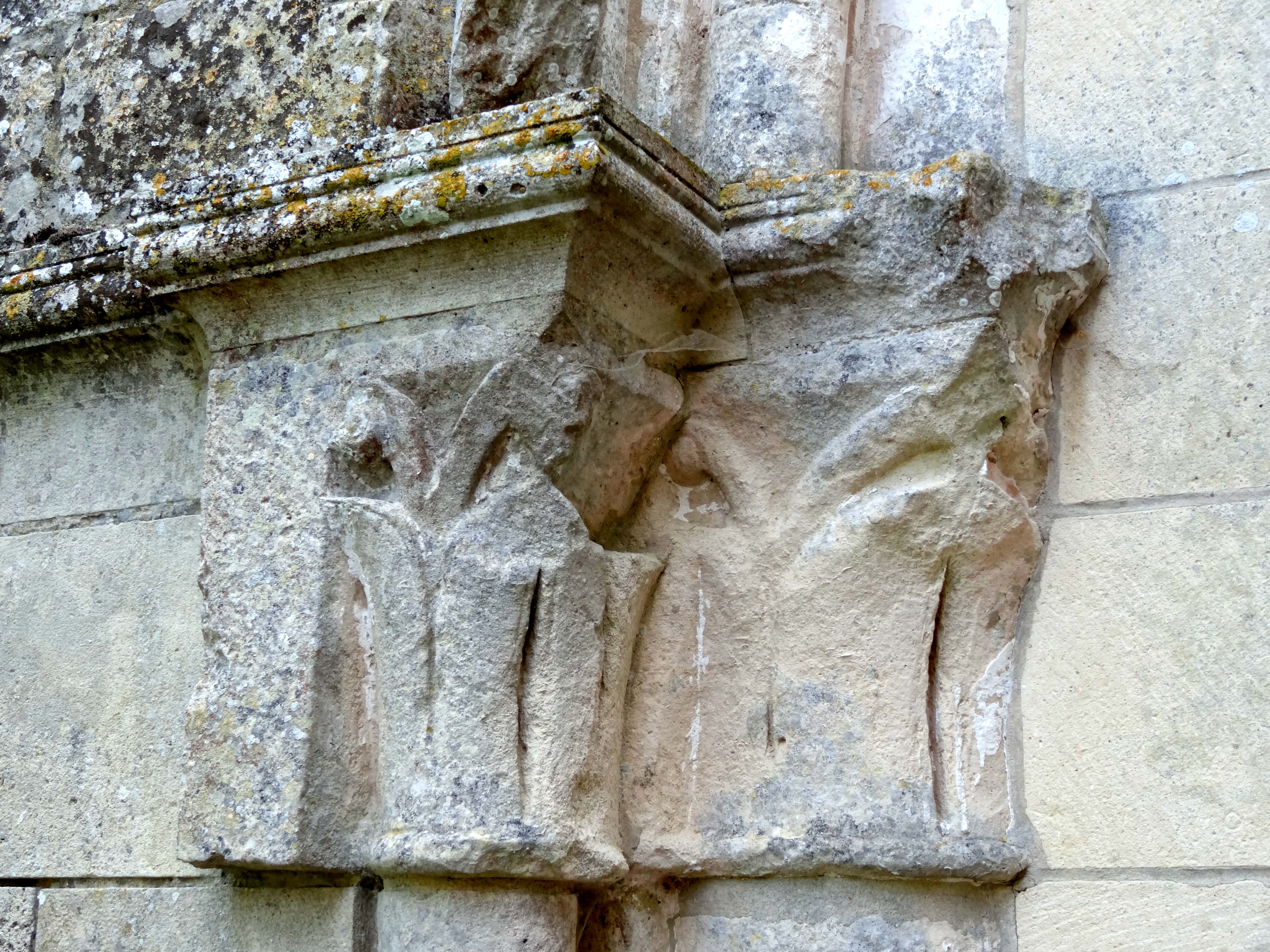
Chapiteaux de l'arcade.

## Mobilier

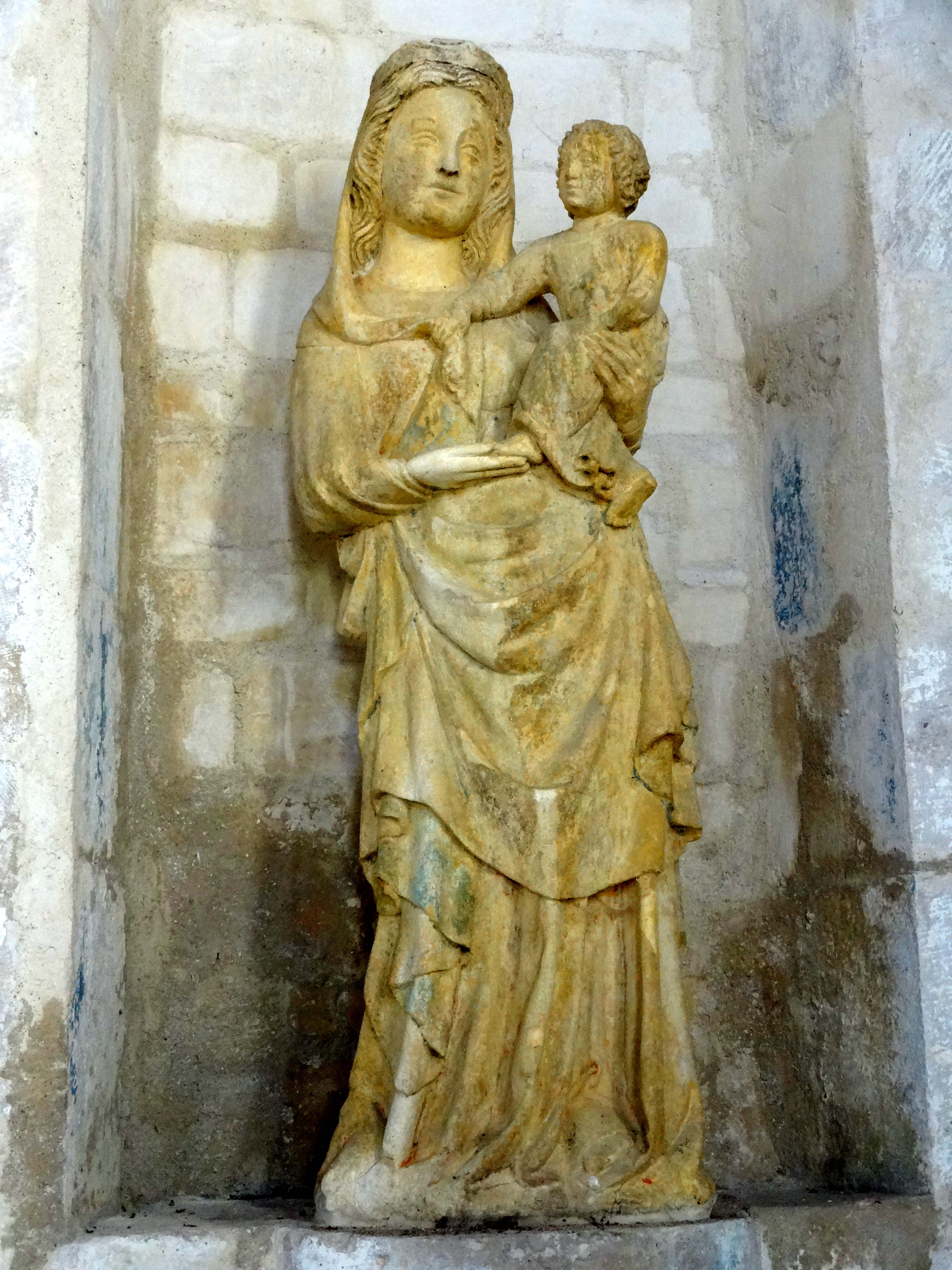
Vierge à l'Enfant.

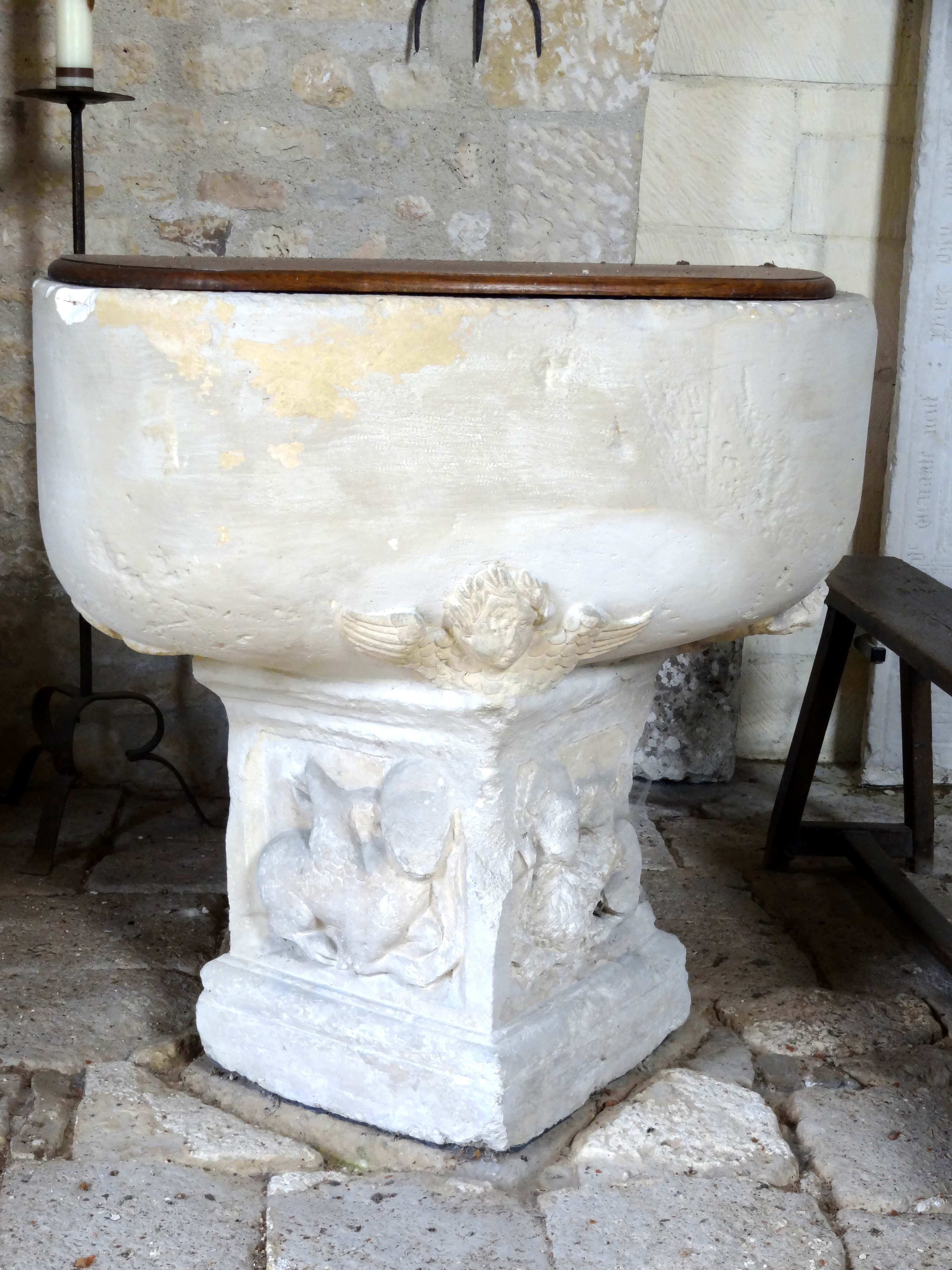
Fonts baptismaux.

Parmi le mobilier de l'église, six éléments sont classés monument historique au titre objet, à savoir la Vierge à l'Enfant, les fonts baptismaux, l'autel en pierre de la chapelle latéral nord, et trois dalles funéraires à effigies gravées. Déjà les photos de la fin du XIXe et du début du XXe siècle montrent l'église à peu près vide. Dans le vaisseau central, l'on ne voit plus que le bénitier, les fonts baptismaux, un grand tableau accroché sur le mur nord de la nef ; la Vierge à l'Enfant dans la niche du retable de pierre à droite de l'arc triomphal, dans la nef ; quelques bancs à gauche de l'allée centrale (absents sur certains clichés), et le maître-autel, sous la forme d'une simple boîte en bois, dont le panneau frontal est de plan trapézoïdal. Il devait, en plus, y avoir une seconde Vierge à l'Enfant et la Vierge de Pitié signalée par le capitaine Longuet (voir ci-dessus). Le bénitier a déjà été endommagé pendant la Première Guerre mondiale, et a été déposé. Le tableau, les derniers bancs et la Pietà ont disparu depuis. L'autel a été transporté dans l'église de Roberval. Il pourrait s'agir de l'autel de la Vierge Marie dans le croisillon sud. L'une des deux Vierges à l'Enfant, classée depuis novembre 1912, a été mise à l'abri dans la salle capitulaire de la cathédrale de Noyon après 1934. Depuis, elle a été restituée à la commune de Villeneuve-sur-Verberie, et se trouve aujourd'hui dans l'église Saint-Barthélémy. L'autre Vierge à l'Enfant, classée depuis juin 1925, a quitté Noël-Saint-Martin vers 1970, et a été placée, contre toute logique conservatoire, dans une niche du portail sud de la cathédrale de Senlis. Vers le début des années 1990, la commune a demandé son rapatriement, et demandé la restauration de l'œuvre. À l'issue de cette restauration effectuée en 1994, cette Vierge du dernier quart du XIVe siècle a retrouvé son emplacement traditionnel dans le retable à droite de l'arc triomphal.
Pendant les années 1970 / 1980, l'église est complètement vide, excepté les fonts baptismaux du XVIe siècle et l'autel de pierre du XIIe siècle du croisillon nord, classés tous les deux depuis avril 1895. Les fonts se composent d'une cuve ovale presque fruste, qui a dû être complétée après avoir été brisée, et d'un pied sur plan carré. L'ensemble mesure 98 cm de hauteur. La cuve est seulement sculptée d'une petite tête de chérubin flanquée d'ailes déployées en bas de chaque face. C'est le pied qui fait tout l'intérêt de l'œuvre. Chacune de ses quatre faces est sculptée de l'un des symboles du Tétramorphe (l'aigle de saint Jean, le lion de saint Marc, le bœuf de saint Luc, l'homme ailé de saint Matthieu). Malheureusement, tout ce décor sculpté a été volontairement endommagé. L'autel se compose de deux assises et demi en pierre de taille, et d'une table de pierre, dont la bordure est moulurée, vers l'avant seulement. Endommagé lors de la Première Guerre mondiale puis démantelé, il a été remonté depuis, mais la table est toujours cassée. L'ensemble mesure 184 cm de largeur, 98 cm de hauteur, et 96 cm de profondeur.
Trois dalles funéraires à effigies gravées, classées en avril 1895, ont été redressées contre les murs qui bouchent les deux arcades bouchées au sud et la première arcade bouchée au nord de la nef, mais seulement après la remise en état du sol à la suite des fouilles archéologiques en 1974/76. Les dalles ont donc été endommagées par les fers à cheval des chevaux de l'armée logés dans l'église pendant toute la Première Guerre mondiale. Quatre autres dalles funéraires à effigies gravées, dont aucune n'est classée, sont toujours scellées dans le sol de l'allée centrale. Une seule est conservée dans un état passable. Le fragment d'une cinquième dalle se trouve directement après la porte d'entrée. Toutes ces dalles datent du XVIe siècle, sont gravées au trait, et couvertes d'ornements délicats. Eugène Lefèvre-Pontalis a relevé les inscriptions des quatre dalles les mieux conservées, qui étaient déjà très effacées en 1885 : « Cy gist honorable femme en son vivant femme de honorable homme Jehan du Chaufour laquelle trespassa le treizième jour de novembre l'an mil VC quarante-neuf. Priez Dieu pour son âme » (1549, 197 cm sur 98 cm). « Cy gist honnorable femme Madelaine du Chaufour en son vivant femme de honnorable homme François du Daile laquelle a fondé ung obiit en l'eglise de céans le jour de son trespas qui fut le XVe jour de may mil V cinquante-sept. Priez Dieu pour son âme » (1557, 184 cm sur 100 cm). « Cy gist honorable homme Nicolas Thirelet en son vivant laboureur demeurant à Noël-Sainct-Martin lequel trespassa le XXVIe jour de décembre l'an mil cinq cens LXIII. Priez Dieu pour son âme » (1557, 196 cm sur 93 cm). « Cy gist honneste personne Gilles … laboureur demourant à Noël-Sainct-Martin-lez-Verberie lequel decedda le sixiesme jour de may mil VC quatre vingt et sept. Priez Dieu pour son âme » (1587, non classée).

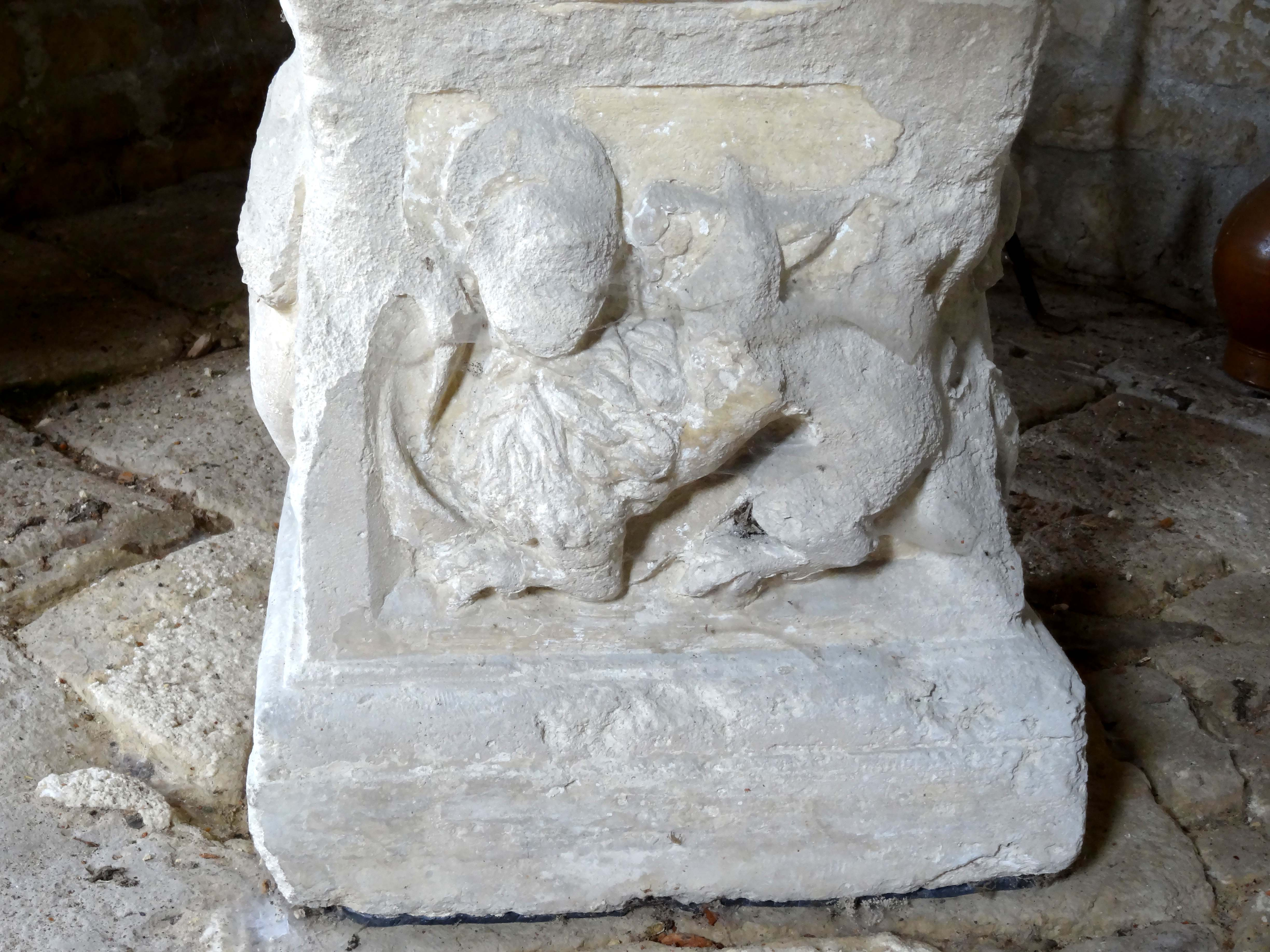
Fonts baptismaux, pied.
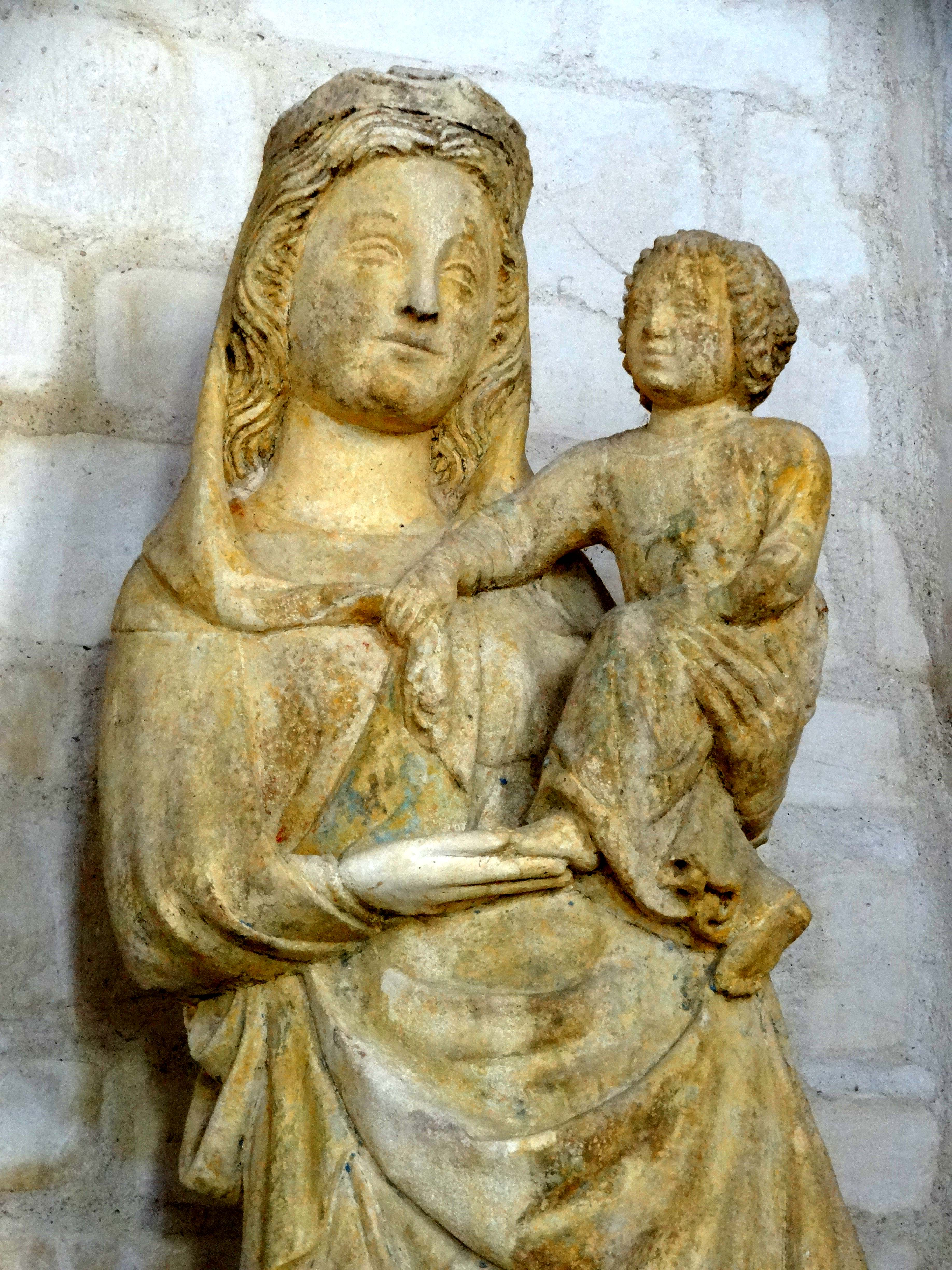
Vierge à l'Enfant.
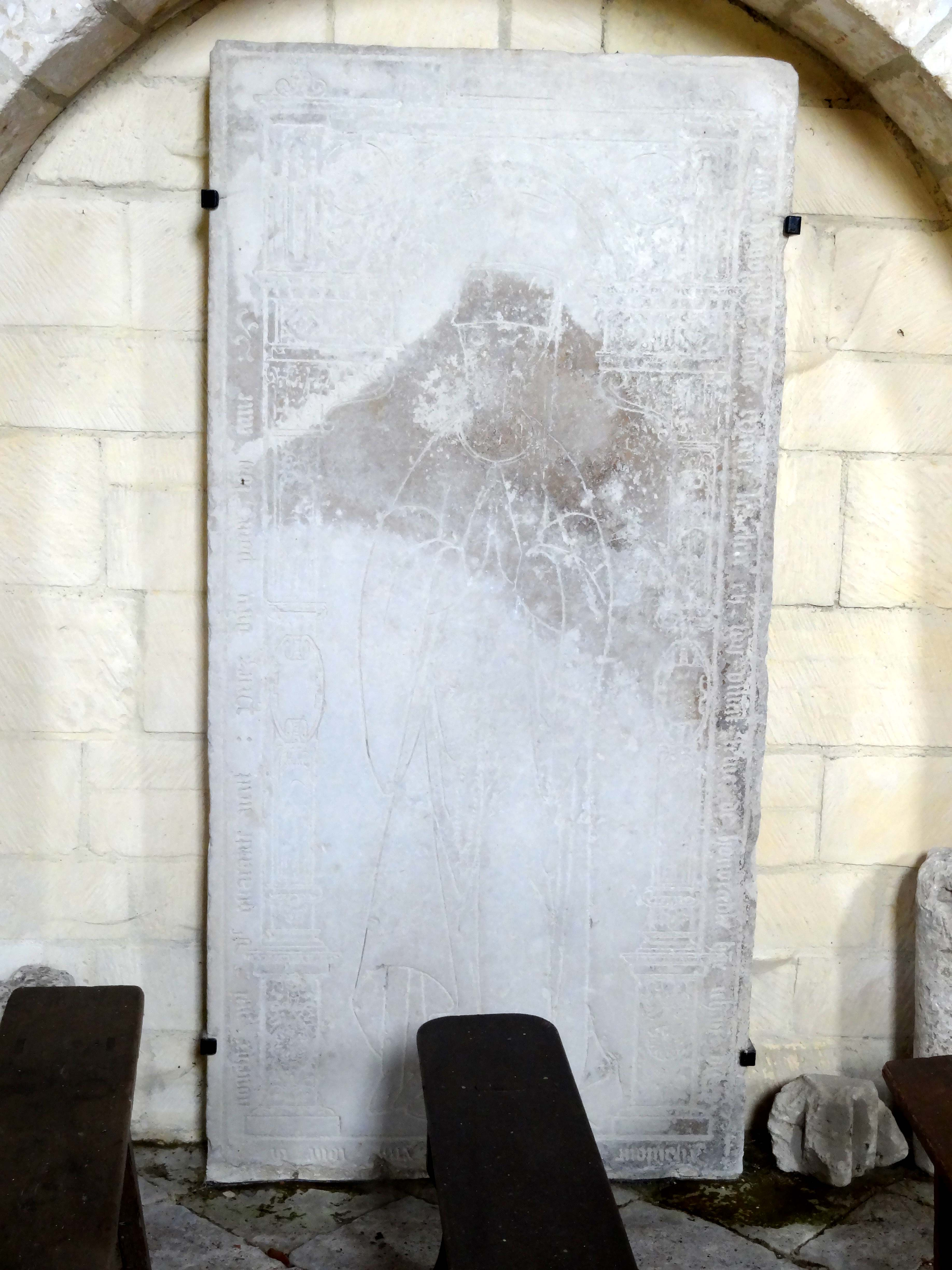
Dalle funéraire de Marie du Chauffour, 1549.
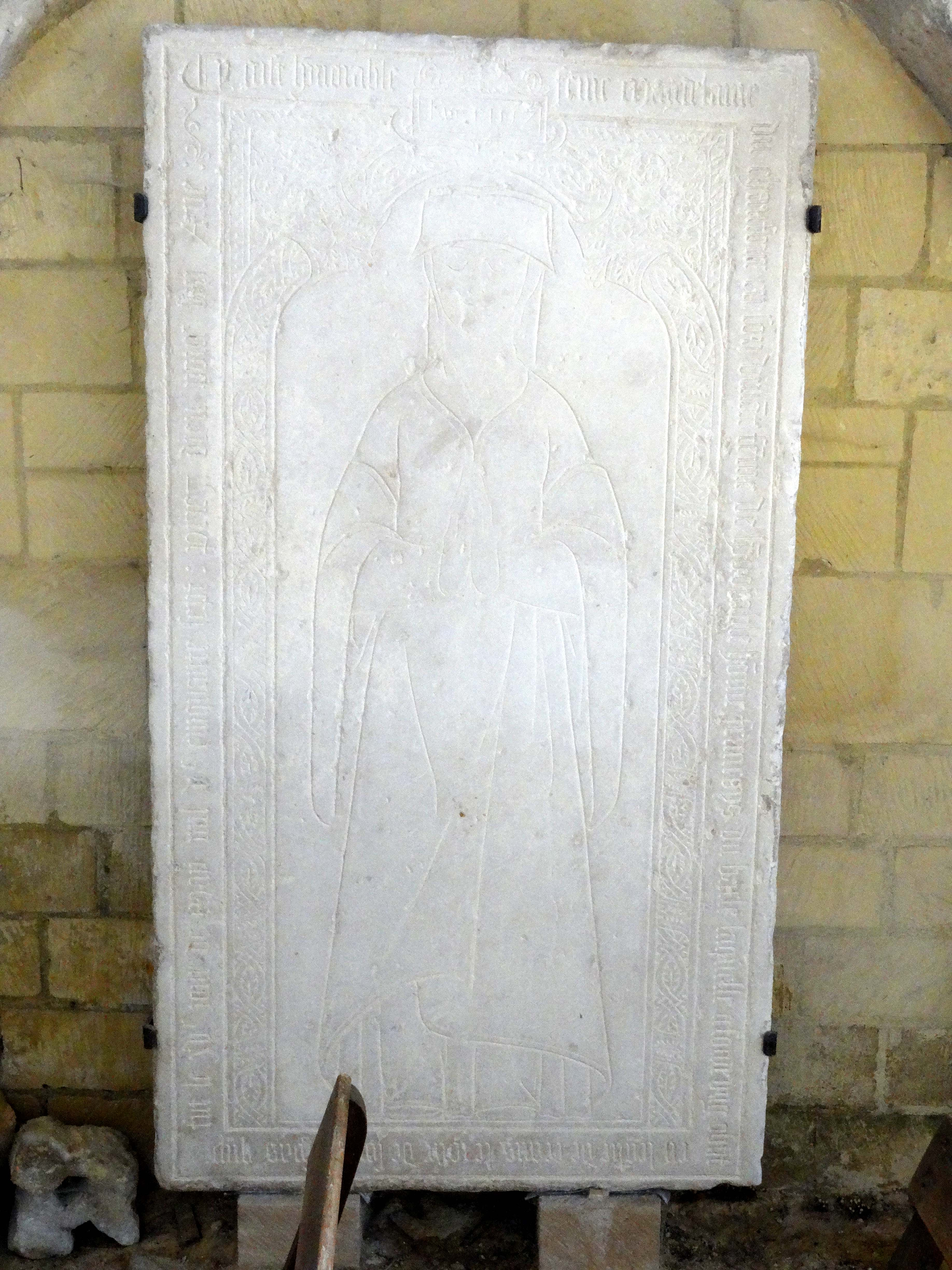
Dalle funéraire de Madeleine du Chauffour, 1557.
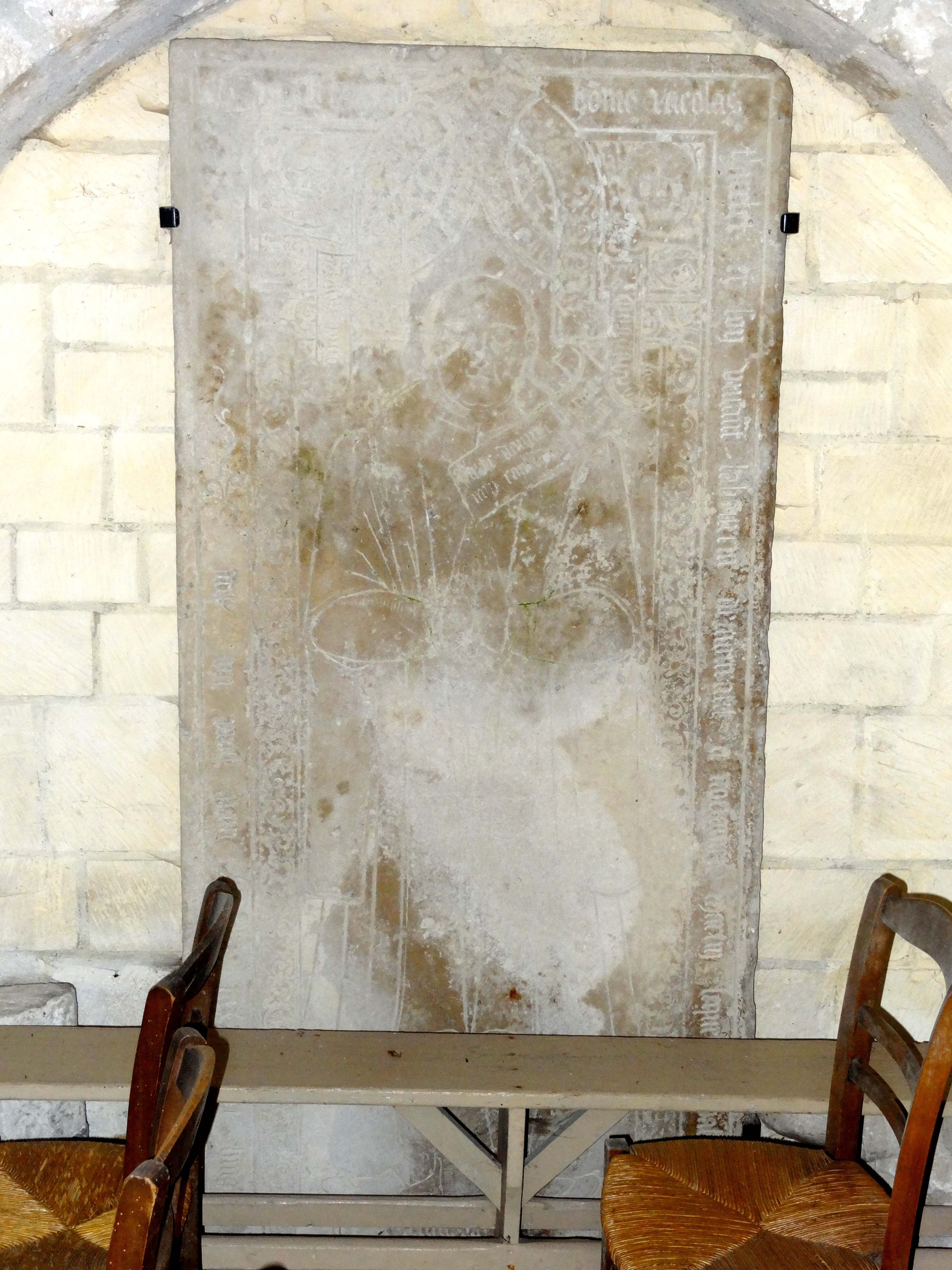
Dalle funéraire de Nicolas Thierelet, 1568.
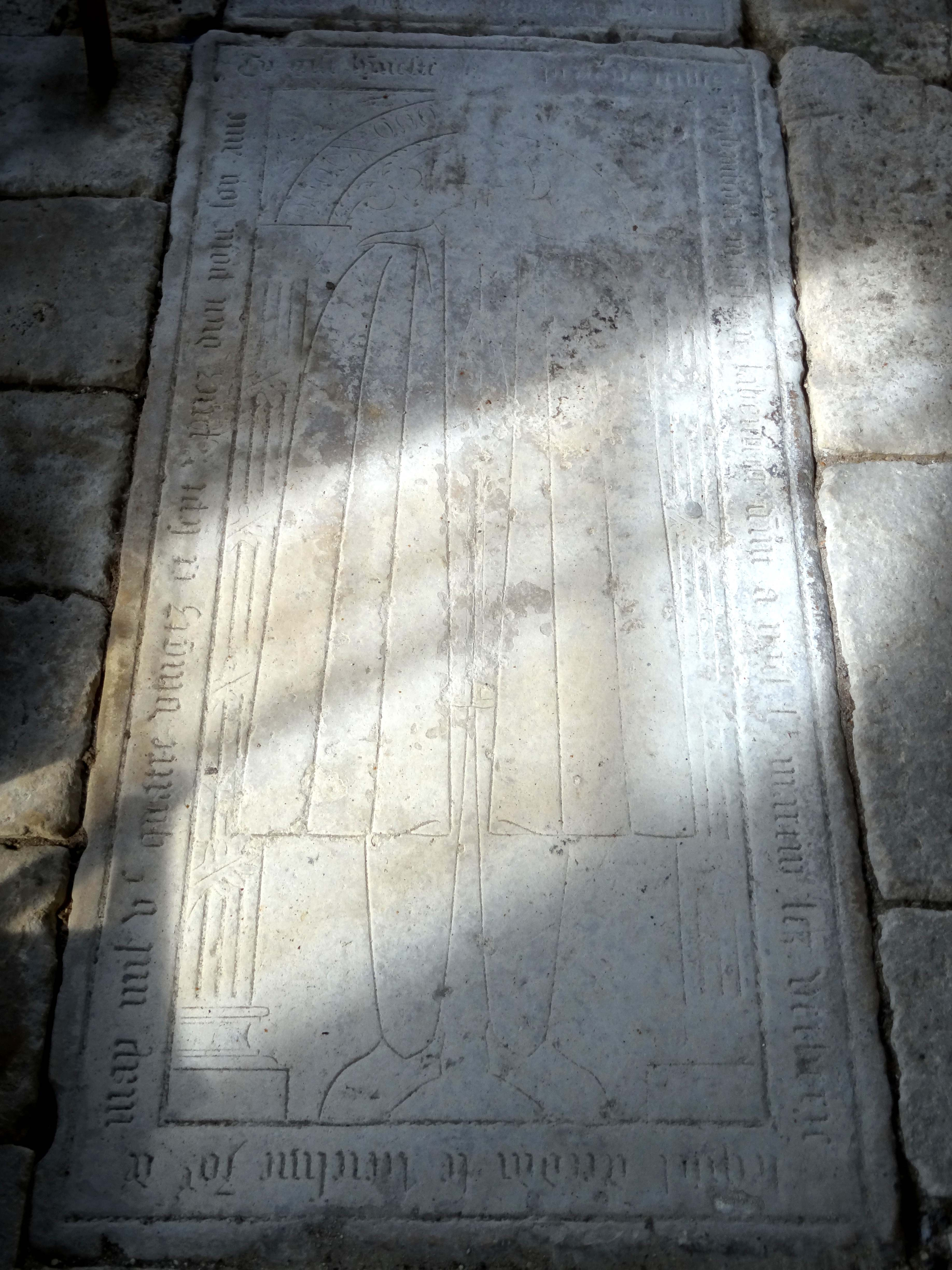
Dalle funéraire de Gilles …, 1587.